# Freiburger Münster

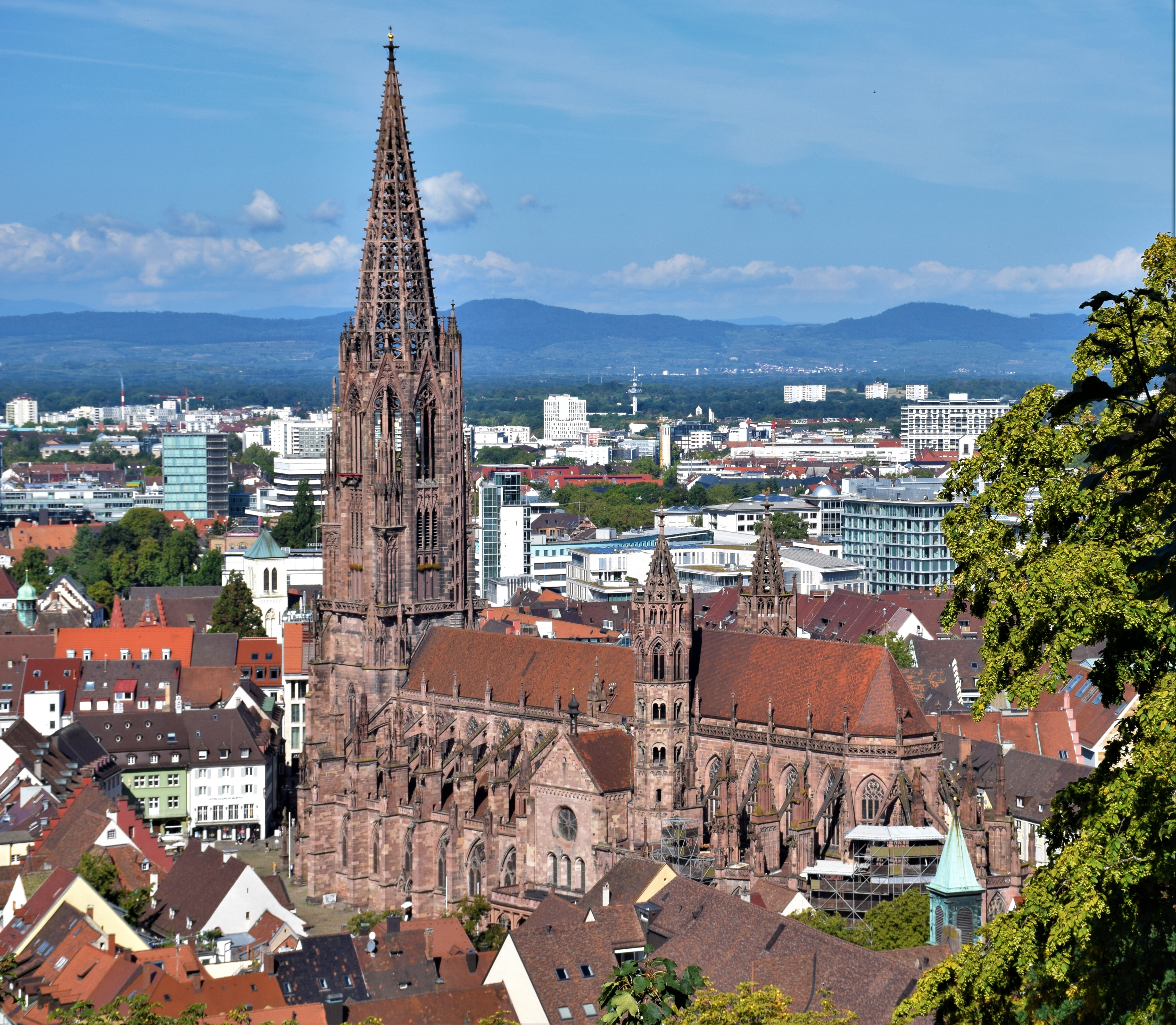
Freiburger Münster

Das Münster Unserer Lieben Frau zu Freiburg, kurz Freiburger Münster, ist die im romanischen Stil begonnene und größtenteils im Stil der Gotik und Spätgotik vollendete römisch-katholische Stadtpfarrkirche von Freiburg im Breisgau. Sie wurde von etwa 1200 bis 1513 erbaut. Im Zuge der Gründung der Kirchenprovinz Freiburg wurde die Kirche im Jahr 1827 zum Bischofssitz des Erzbistums Freiburg; damit wurde das Freiburger Münster von der Stadtpfarrkirche zur Metropolitankirche erhoben und ist seitdem offiziell eine Kathedrale, wird traditionell allerdings weiterhin als „Münster“ bezeichnet. Die Münstergemeinde gehört zur Seelsorgeeinheit Freiburg Mitte im Dekanat Freiburg.
Der Kunsthistoriker Jacob Burckhardt sagte 1869 in einer Vortragsreihe über den 116 Meter hohen Turm im Vergleich mit Basel und Straßburg: Und Freiburg wird wohl der schönste Turm auf Erden bleiben. Daraus entwickelte sich wohl das häufig gehörte, aber nicht ganz wörtliche Zitat vom schönsten Turm der Christenheit. Kunsthistoriker aus der ganzen Welt rühmen das Freiburger Münster Unserer Lieben Frau mit dem prominenten Westturm als ein architektonisches Meisterwerk der Gotik. Das Münster hat eine Gesamtlänge von 125,83 m. Die Innenhöhe des Mittelschiffes beträgt 25,70 m, die Vierungskuppel misst 30,36 m. Der gesamte Rauminhalt des Baues erreicht 80.300 m³.

## Geschichte

### Baugeschichte

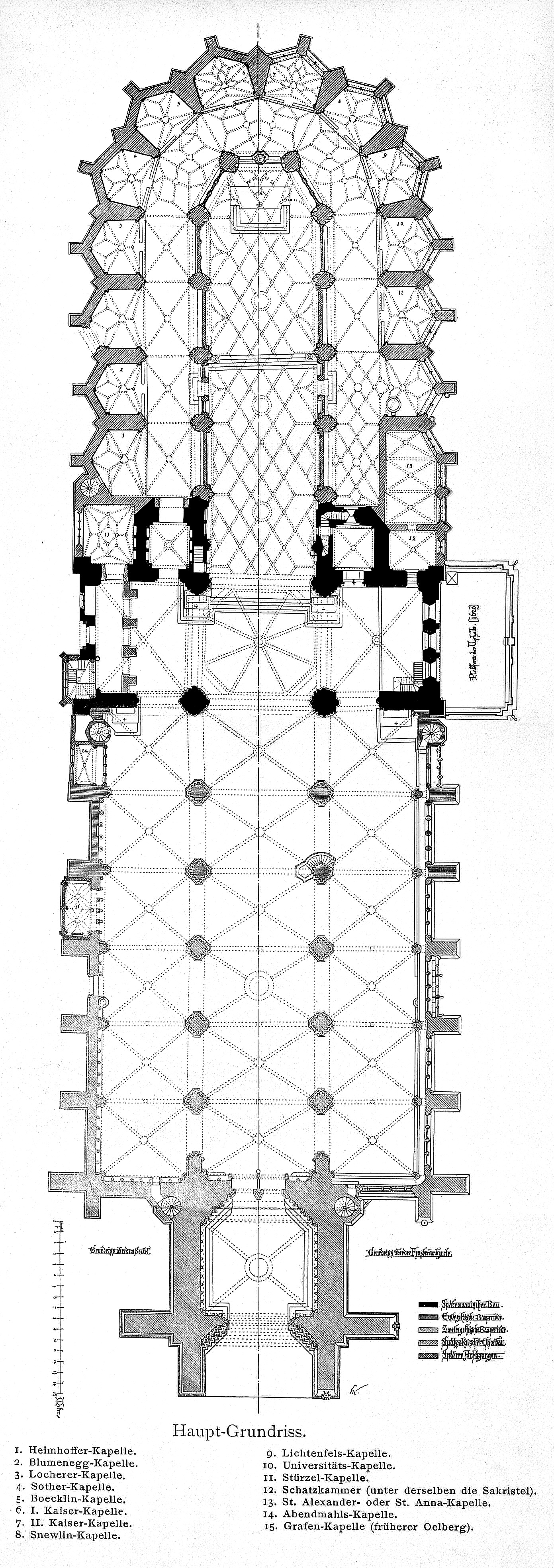
Grundriss (Osten ist oben)

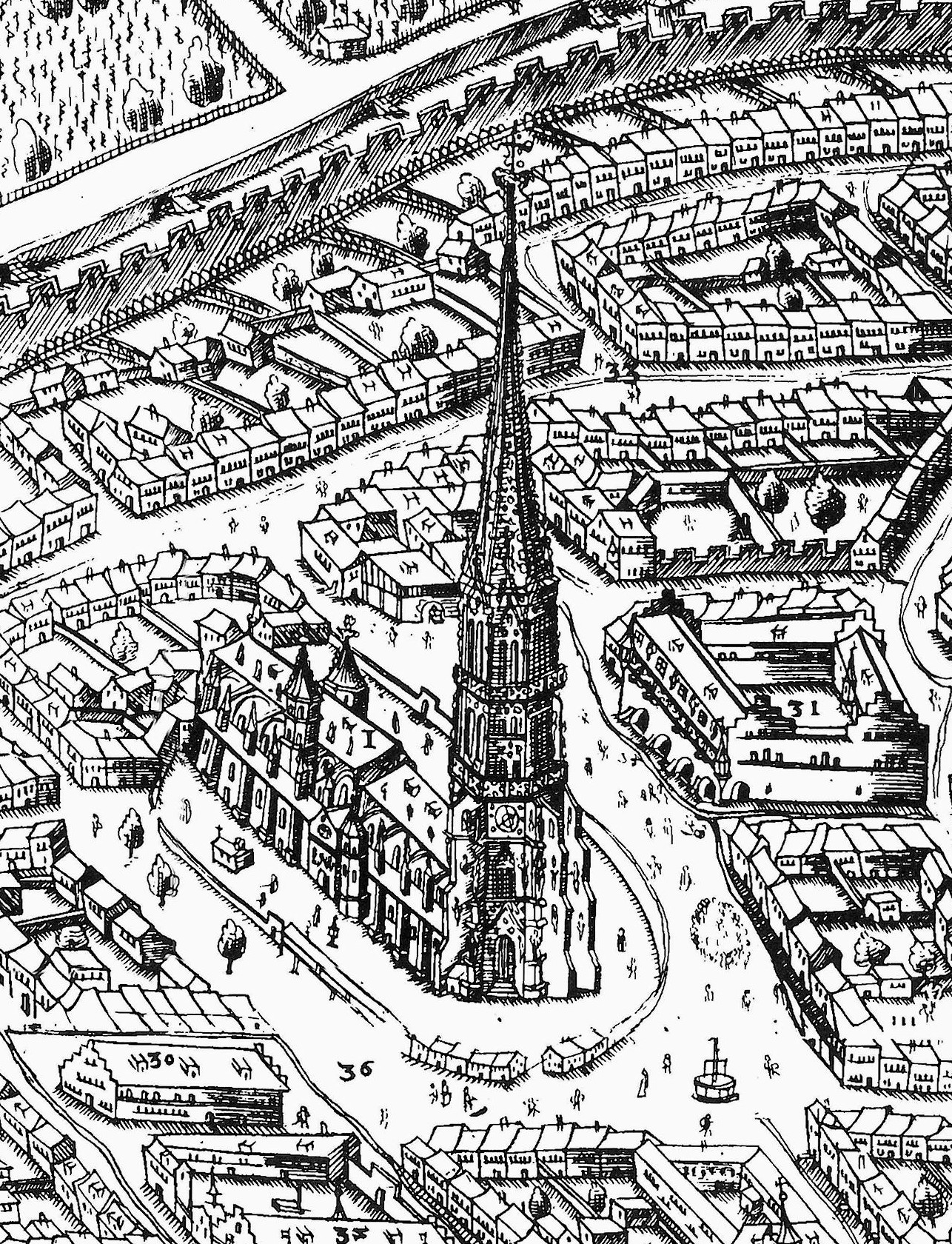
Ausschnitt aus dem Großen Freiburg-Plan von Gregorius Sickinger, Freiburg 1589

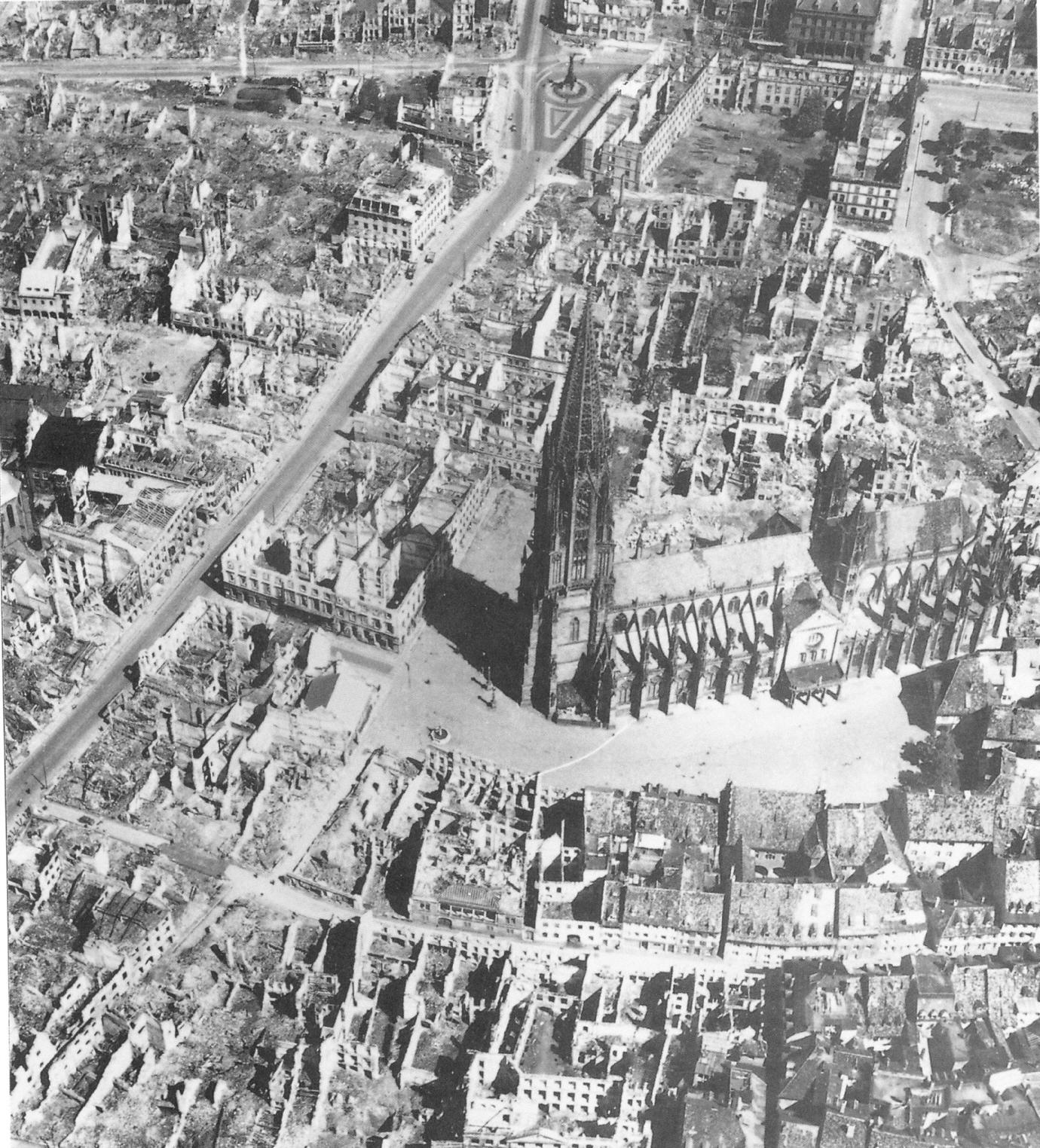
Luftbild der am 27. November 1944 zerstörten Innenstadt

Der erste Freiburger Kirchenbau, die „konradinische“ Kirche, benannt nach dem Stadtgründer Konrad I. von Zähringen, stammte aus der Gründungsphase der Stadt um 1120–1140. Von diesem ersten Bau existieren nur noch Fundamentreste.
Während die Zähringer Herzöge traditionell in dem von Berthold II. von Zähringen (1078–1111) gegründeten Kloster St. Peter auf dem Schwarzwald bestattet wurden, wollte sich Berthold V. († 1218) eine angemessene Grablege in Freiburg schaffen. An Stelle der konradinischen Pfarrkirche von 1120/30 sollte eine Stiftskirche im spätromanischen Stil treten nach dem Vorbild des Basler Münsters. Es ist wahrscheinlich, dass die neue, etwa im Jahr 1200 begonnene Kirche als Emporenbasilika mit einer Doppelturmfassade geplant war; die Öffnungen der Emporen sind heute noch an der Westwand der Vierung sichtbar. Von diesen spätromanischen Anfängen sind das Querschiff und die Untergeschosse der Seitentürme, der sogenannten „Hahnentürme“ erhalten, die während der gotischen Bauphase noch mit durchbrochenen Turmhelmen aufgestockt wurden.
Ab etwa 1230 wurde der Bau dann im neuen Stil der französischen Gotik fortgesetzt mit dem Langhaus und dem beherrschenden Westturm. Dieser war bereits um 1330 vollendet und besitzt den frühesten Maßwerkturmhelm der Gotik. Anschließend beschloss der Stadtrat, den spätromanischen Chor durch einen wesentlich größeren Chor mit Chorumgang und Kapellenkranz zu ersetzen, und beauftragte Johann von Gmünd mit der Ausführung. Von der Grundsteinlegung am 24. März 1354 kündet eine Inschrift am Nordportal: von gottes geburt MCCCLIIII jar an unser frowen abent in der uasten leit man den ersten stein an disen kor, Doch kam der Münsterbau ab etwa 1375/80 bis 1471 kaum voran, so dass der Stadtrat 1475 klagte: haben wir ein chor der vor zydten von unsern vordern cosstlich erheppt und by hundert Jaren unußbuven gestand ist. Erst 1510 (Datum im Chorgewölbe) wurde das Gewölbe des neuen Chors geschlossen: Ludwigck horneck von hornberg hat den lesten stein im gewölb vermauret, got syß gelobt. Die Weihe des neuen Münsterchors nahm am 5. Dezember 1513 der Konstanzer Weihbischof vor, nachdem anlässlich des Reichstages zu Freiburg 1498 der Konstanzer Bischof Hugo von Hohenlandenberg in Anwesenheit von König Maximilian bereits eine „Zwischenweihe“ zelebriert hatte. Der König stiftete für den Chor Glasmalereien, um für sein gedechtnus zu sorgen. Der Kapellenkranz des Hochchores konnte erst 1536 fertiggestellt und damit der Abschluss des Münsterbaus markiert werden. Später wurden gelegentlich Anbauten hinzugefügt, so im 16. Jahrhundert an die Südfassade des romanischen Querschiffs die Renaissancevorhalle sowie im 19. und 20. Jahrhundert die zur Statik nicht notwendigen Stützstrebenaufsätze um den Hochchor.
Während der Bau in einer lateinischen Urkunde vom 27. Mai 1298 noch als Pfarrkirche („ecclesia parochialis“) bezeichnet wird, erscheint die Bezeichnung „Münster“ erstmals am 24. Dezember 1356 in einer Urkunde der Pfalzgräfin Klara von Tübingen, der Tochter des am 9. November 1356 gestorbenen Grafen Friedrich von Freiburg: „zuo Friburg in dem münster“. Man hatte also den zur Bezeichnung von Großkirchen gewordenen Namen für den gotischen Erweiterungsbau übernommen.
Das Münster als herausragendes Architekturdenkmal der Stadt wurde in der bildenden Kunst immer wieder abgebildet, zum ersten Mal in der Margarita philosophica des Gregor Reisch (1504) und danach vor allem in der Cosmographia des Sebastian Münster (1549), auf den beiden Freiburg Ansichten von Gregorius Sickinger (1589), in dem Thesaurus philopoliticus von Daniel Meisner und Eberhard Kieser (1623) sowie in der Topographia Germaniae von Matthäus Merian (1644). Anschließend wurde die Zahl der graphischen Darstellungen und Gemälde mit dem Motiv des Münsters unüberschaubar.
Das Münster blieb im Zweiten Weltkrieg weitgehend unzerstört, obwohl die umgebenden Gebäude durch den Bombenangriff vom 27. November 1944 durch die Royal Air Force in Schutt und Asche gelegt worden waren. Lediglich das Dach wurde beschädigt, konnte aber mit Unterstützung von Berliner Heeresdienststellen, des Basler Denkmalpflegers und von Jugendlichen der Münsterpfarrei bis zum Winter 1945/46 wieder komplett geschlossen werden. Auch die mittelalterlichen Glasfenster blieben erhalten, weil sie rechtzeitig vor den Bombenangriffen ausgelagert worden waren. Weitere Fenster sowie Steinfiguren, die am Bau gegen restaurierte Kopien ersetzt wurden, sind im Freiburger Augustinermuseum zu sehen.
2011 wurde die Außenbeleuchtung des Münsters auf LED umgestellt. Im Rahmen des Wettbewerbs „Kommunen in neuem Licht“ übernahm das Bundesministerium für Bildung und Forschung die Kosten in Höhe von 750 000 Euro. Die Lampen waren jedoch zu schwach und anfällig. Daher wurden sie Anfang 2017 für 330 000 Euro erneut ausgetauscht.
2018 erwarb die Stadt von einem britischen Kunsthändler eine bis dahin unbekannte mittelalterliche Architekturzeichnung des Münsterturms. Die Zeichnung stammt aus einer Zeit, etwa 100 Jahre nach Vollendung des Turms, als am Münster nicht gebaut wurde. Außerdem ist darauf nicht die heutige Portalvorhalle zu sehen, sondern eine andere Figurenhalle. Die Zeichnung wird später im Augustinermuseum zu sehen sein, wegen der Lichtempfindlichkeit allerdings nur zwei Stunden pro Woche.

### Rechtliche Situation

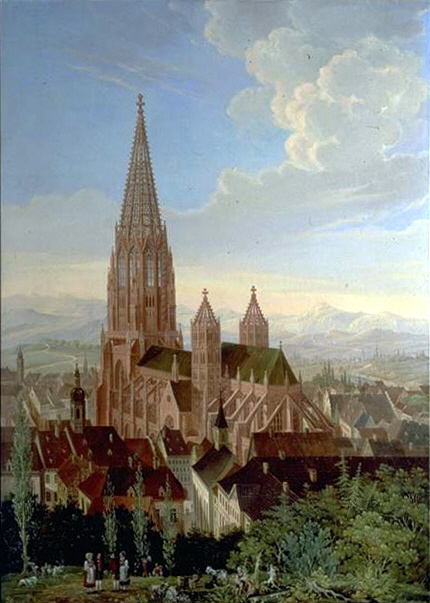
Blick vom Schlossberg, Gemälde von C. G. Enslen (1839)

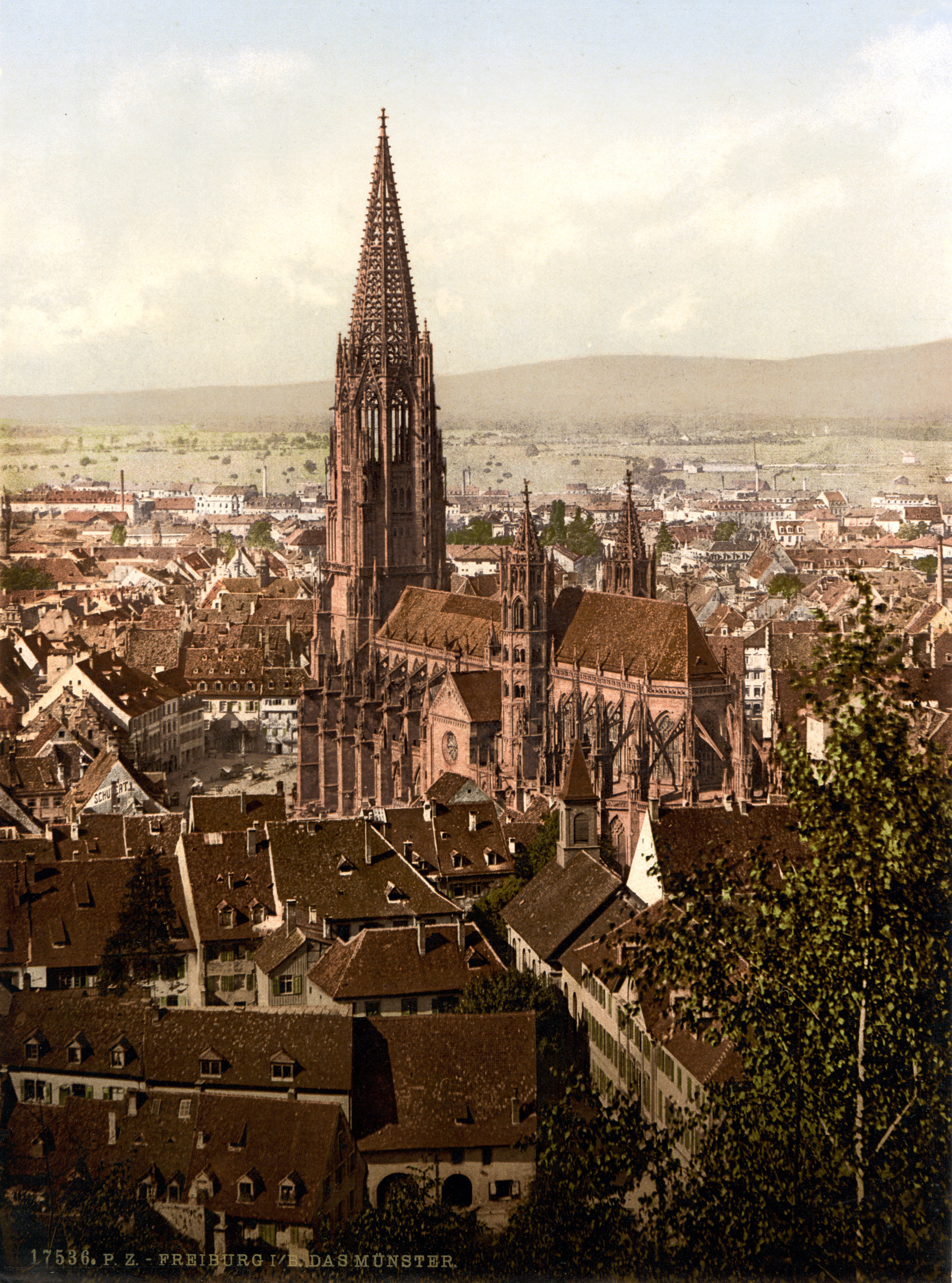
Freiburger Münster, 1901

In Bezug auf die rechtliche Situation ist das Freiburger Münster eine Besonderheit. Von Beginn an gehörte das Münster nicht der Kirche.
Der Zähringer Berthold V. veranlasste um 1200 den Bau des heutigen Münsters. Als Patronatsherr und Hauptgeldgeber unterstand ihm das Münster. Nach dem Tod des Stifters gingen Rechte und Pflichten zunächst an seine Erben, die Grafen von Freiburg, über. Nachdem aber ab Mitte des 13. Jahrhunderts die Grafen aus Geldmangel ihren Verpflichtungen nicht mehr nachkamen, übernahmen die Bürger die Verantwortung für den Münsterbau und richteten viele Stiftungen ein. 1295 findet sich zum ersten Mal der Hinweis auf den Münsterfabrikfonds. Von der „fabrica ecclesiae“ selbst ist erstmals 1314 die Rede: Dieses Rechtsinstitut umschließt den Münsterbau und den für seine Erhaltung bestimmten Fonds. Diese „fabrica ecclesiae“ unterstand dem Rat der Stadt, der Münsterpfleger ernannte, die mit zahlreichen Mitarbeitern die Neu- und Umbauten sowie die Reparaturen gewährleisteten.
1464 wurde die Münster-Pfarrei eine Pfründe der 1457 von den Habsburgern gegründeten Universität. Das bedeutete aber nicht, dass das Vermögen der Münsterfabrik einbezogen wurde – diese blieb selbständig und war weiterhin baupflichtig.
Der Übergang der Stadt Freiburg an das Großherzogtum Baden 1805 brachte eine neue rechtliche Situation mit sich. Das gesamte Kirchenvermögen wurde unter staatliche Verwaltung gestellt. 1813 wurde das Patronat der Universität aufgehoben.
Nach der Gründung des Erzbistums Freiburg 1821/27 und der Erhebung des Münsters zur Kathedrale des Erzbischofs von Freiburg entstand wiederum eine rechtlich neue Situation. Neben dem Münsterfabrikfonds existiert seitdem der Domfabrikfonds, der primär für die Bedürfnisse der Kathedralgottesdienste zuständig ist. Die Zuständigkeiten sind exakt aufgeteilt, die beiden Institutionen sind also in keiner Gemengelage zu sehen.
Die Eigentumsfrage wurde endgültig 1901 in einem Vertrag zwischen der Stadt Freiburg, dem Erzbischöflichen Ordinariat und dem Katholischen Stiftungsrat der Münsterpfarrei geregelt. Das Münster gehört demnach dem Münsterfabrikfonds und ihm obliegt auch die Baupflicht. Der Stadt wurden einige Benutzungsrechte am Turm (beispielsweise Läuten der Glocken an Neujahr usw.) und am Platz eingeräumt.
Der Freiburger Münsterbauverein, entstanden 1890 aus der dringenden Notwendigkeit heraus, das Münster zu sanieren, betreibt die Münsterbauhütte und ist für die Instandhaltung des Äußeren des Münsters zuständig. Eigentum am Bauwerk hat er nicht. Für das Innere, die Vorhalle, die Glocken und die Orgel ist der Münsterfabrikfonds oder der Domfabrikfonds zuständig. Diese Arbeitsteilung wurde 1891 durch Erlass des Erzbischöflichen Ordinariates festgeschrieben und besteht bis heute.

## Architektur

### Langhaus

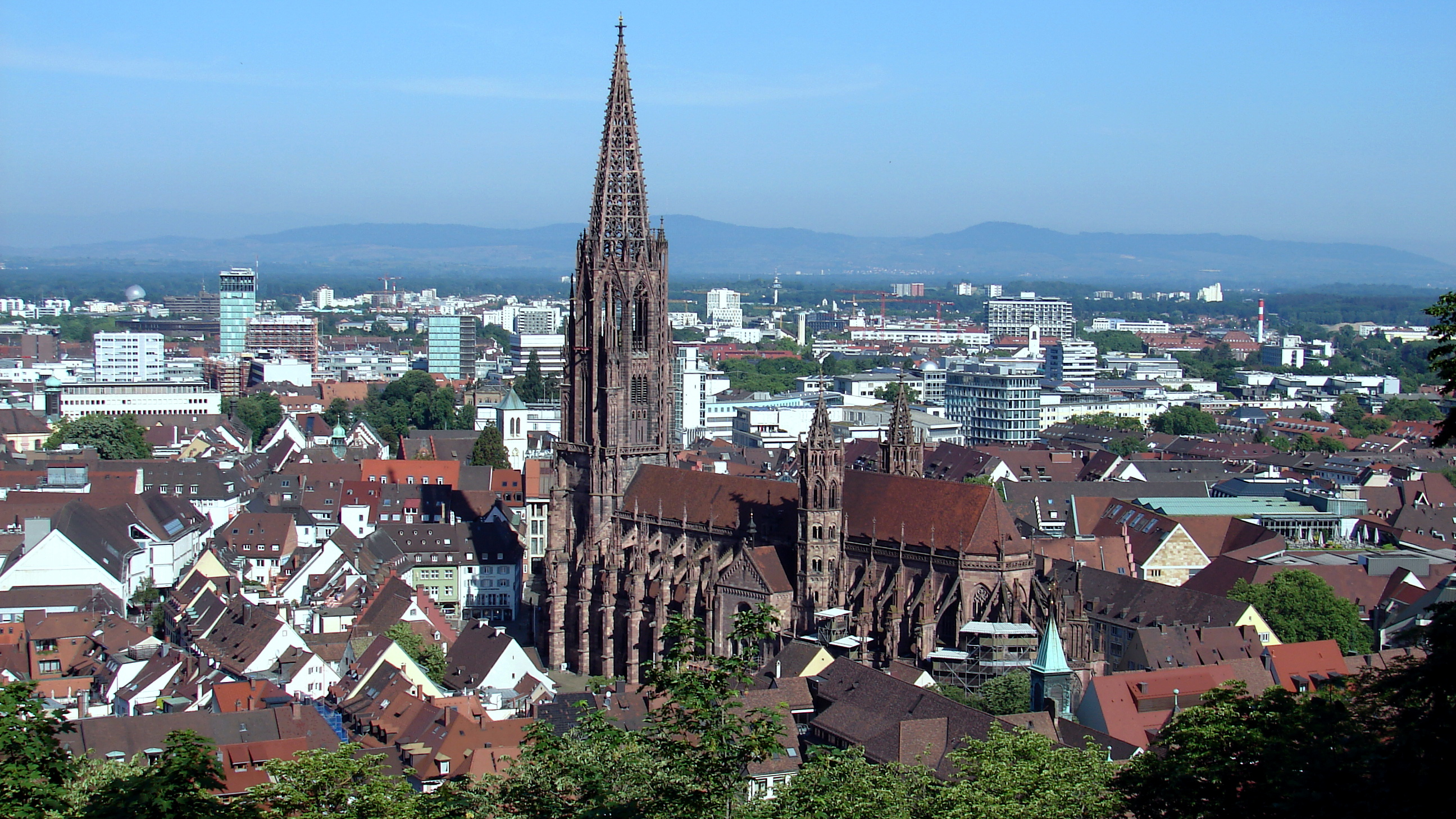
Ansicht des Münsters vom Schlossberg

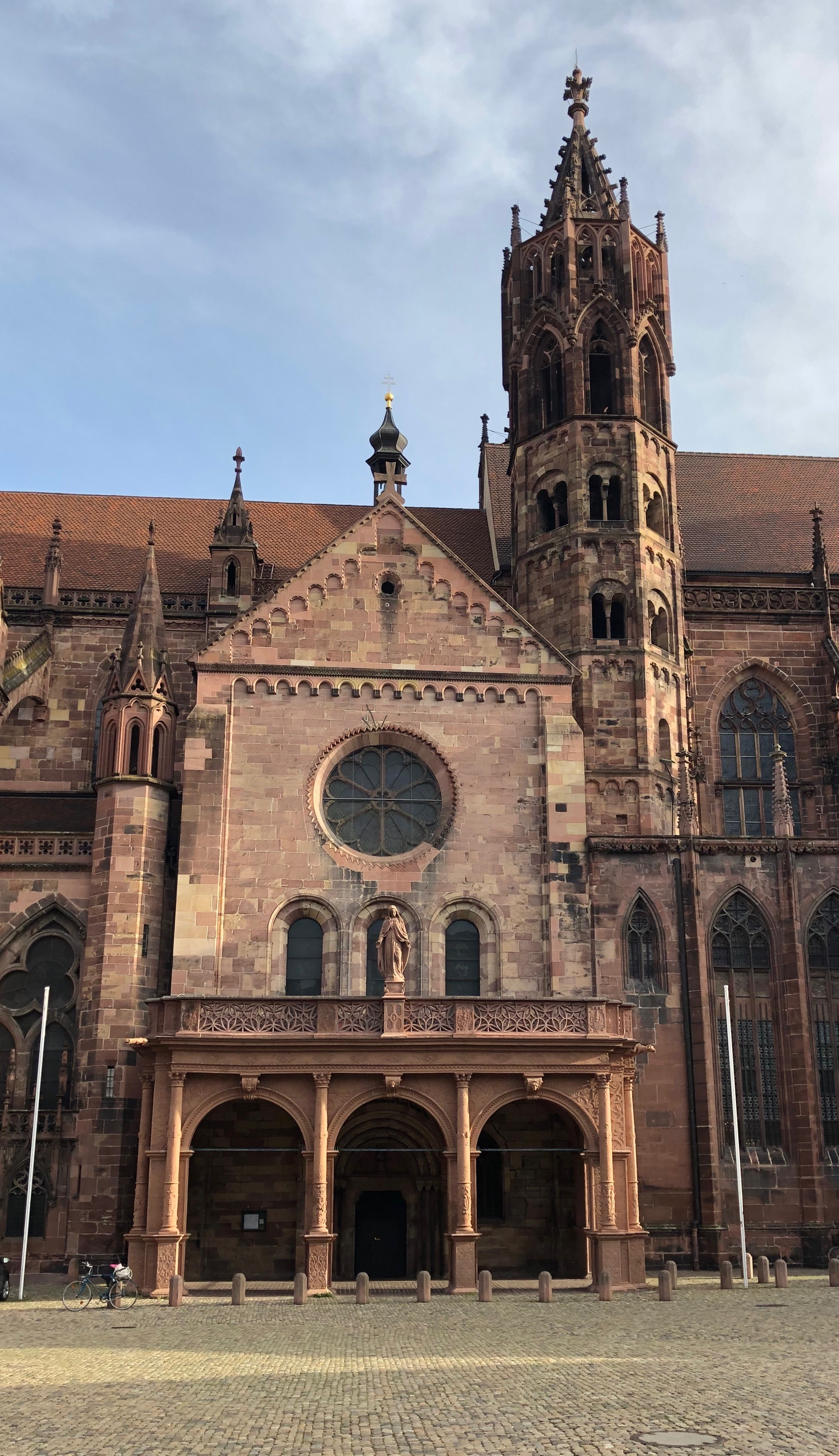
Romanisches Querhaus (um 1210) mit Hahnenturm und Renaissanceportal (1620)
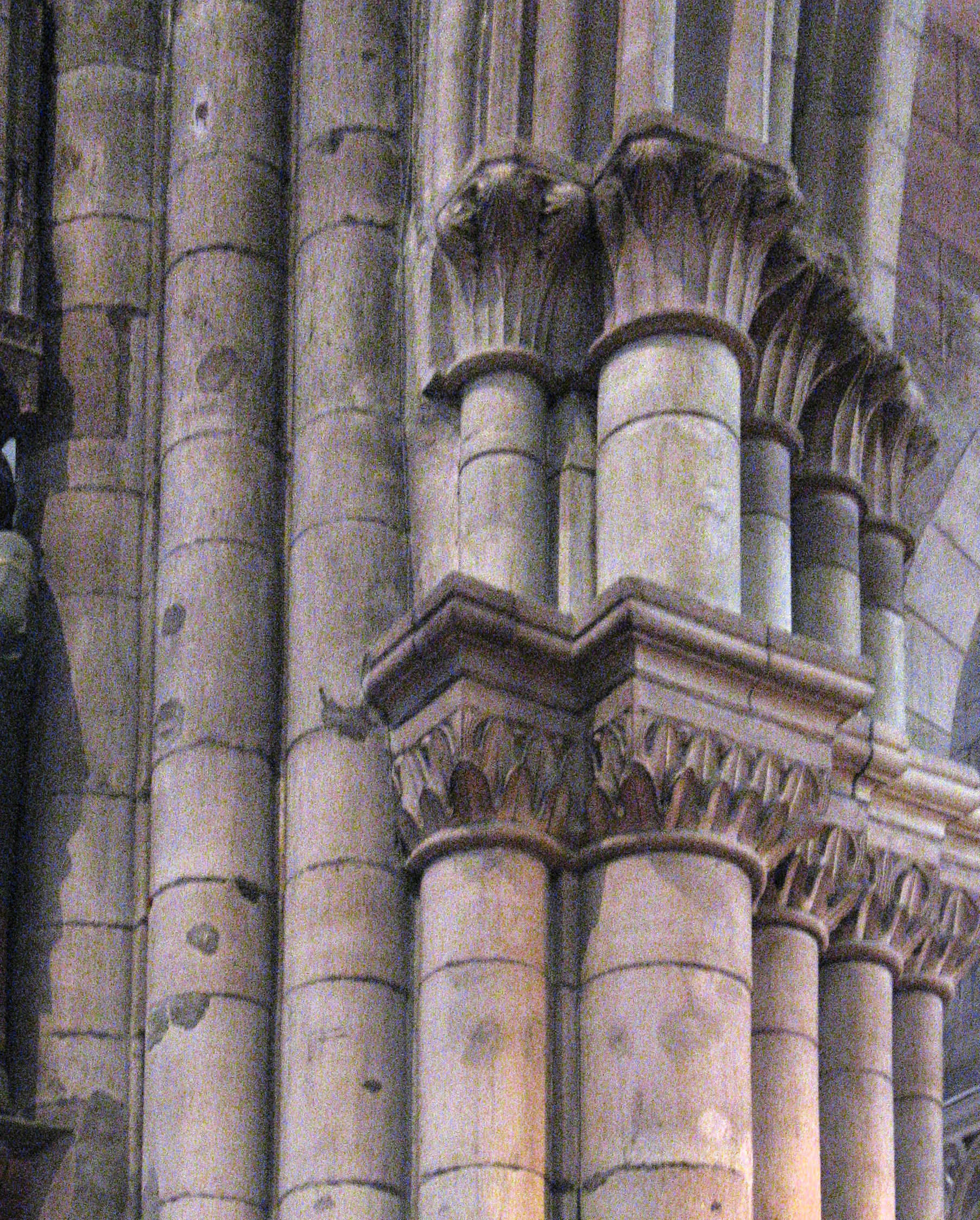
Die romanischen Säulen der Vierung mussten aufgestockt werden, um die höheren gotischen Gewölberippen aufzufangen
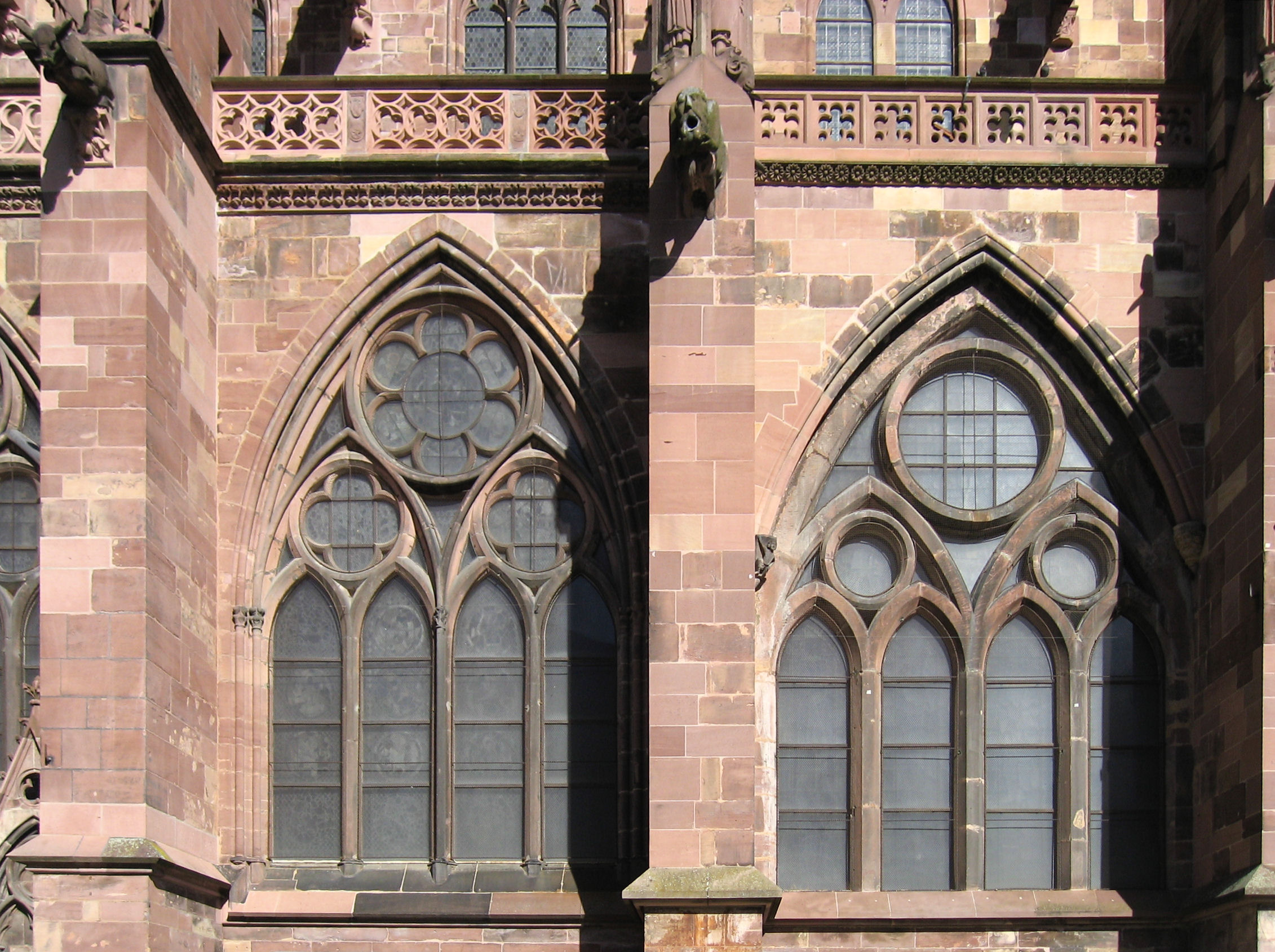
Lernphase: Das linke Maßwerkfenster zeigt die Fortentwicklung von der frühen Gotik zur Hochgotik
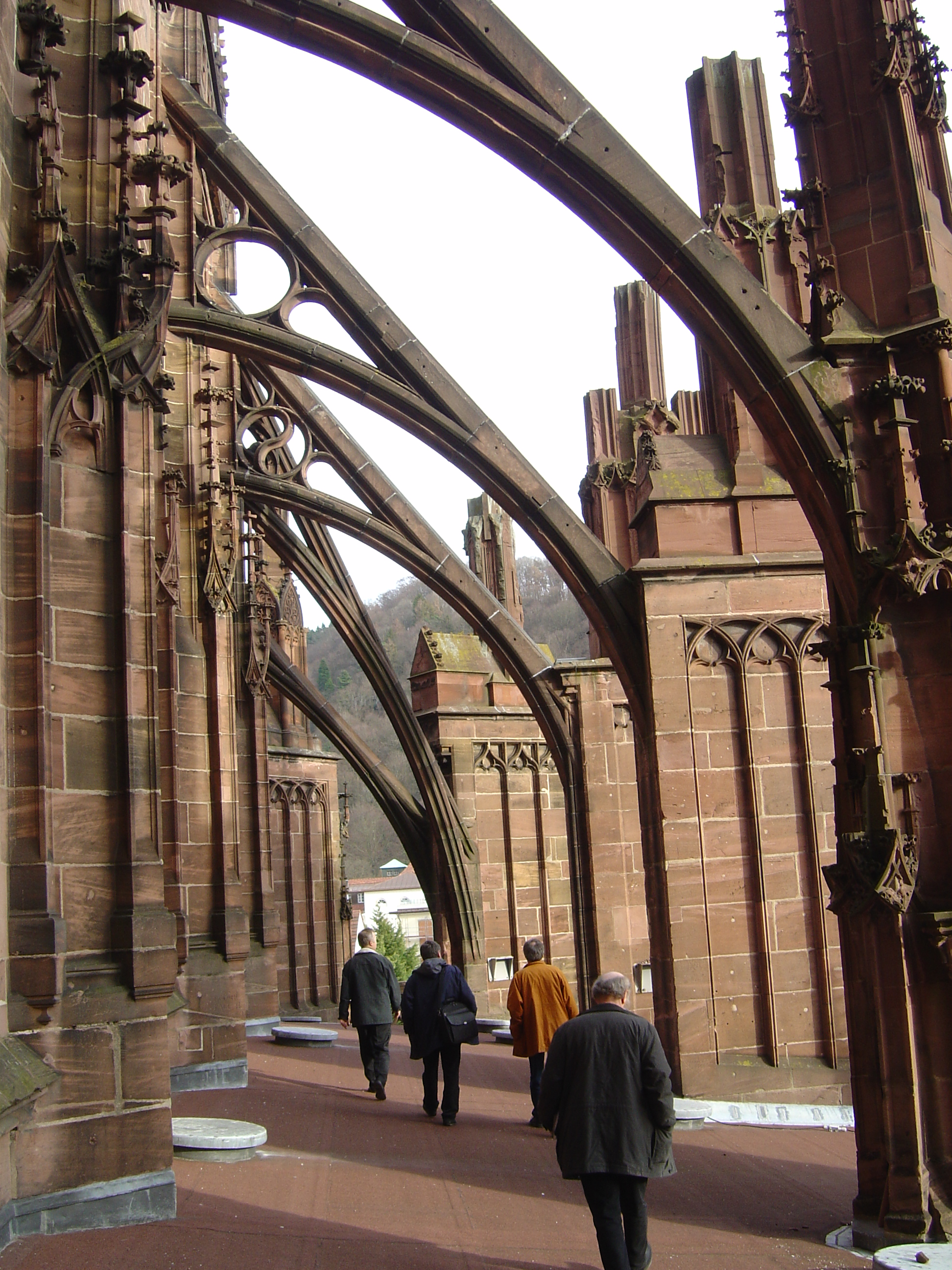
Strebepfeiler und Strebebogen unter dem Dachansatz begehbar
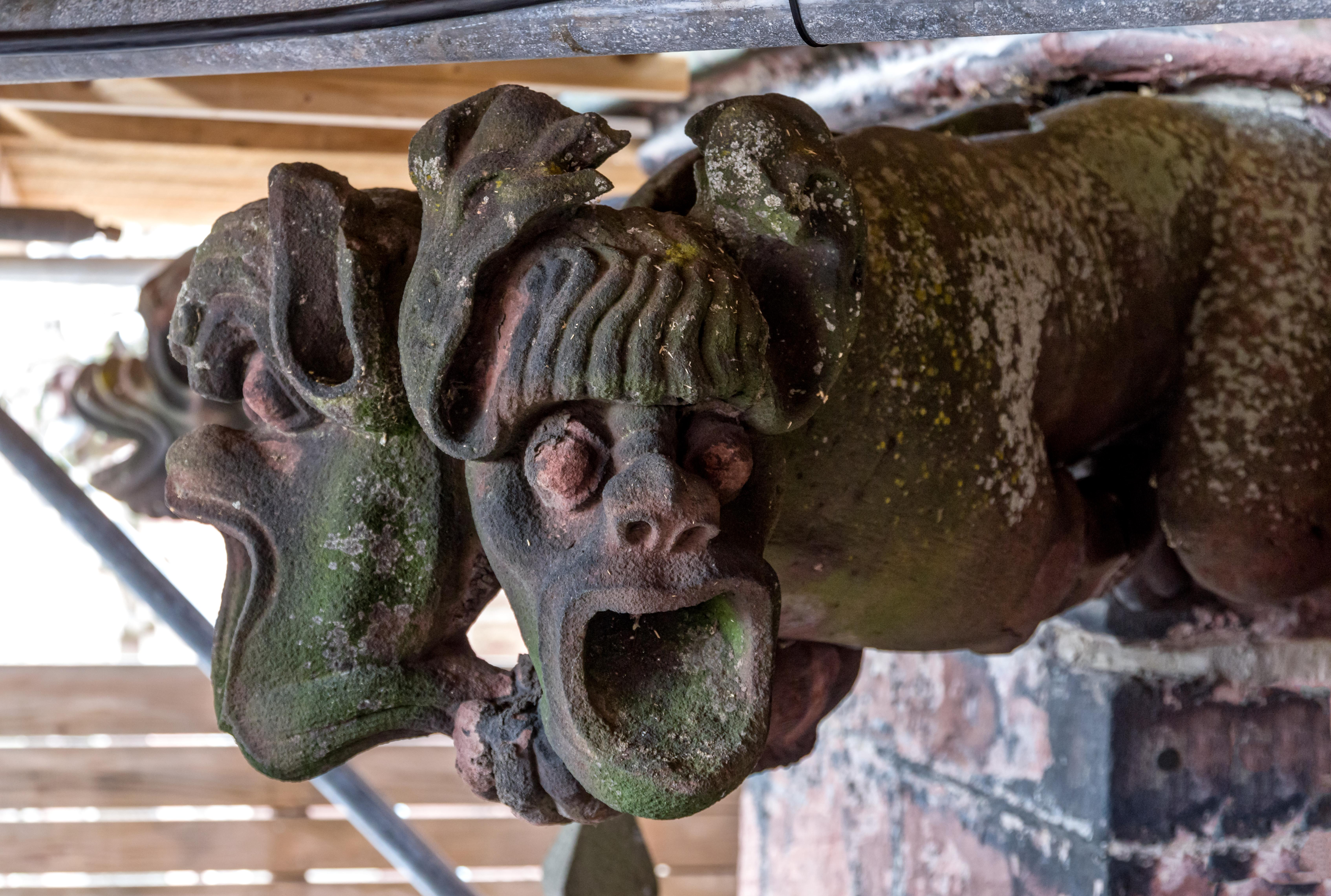
Pseudo-Wasserspeier
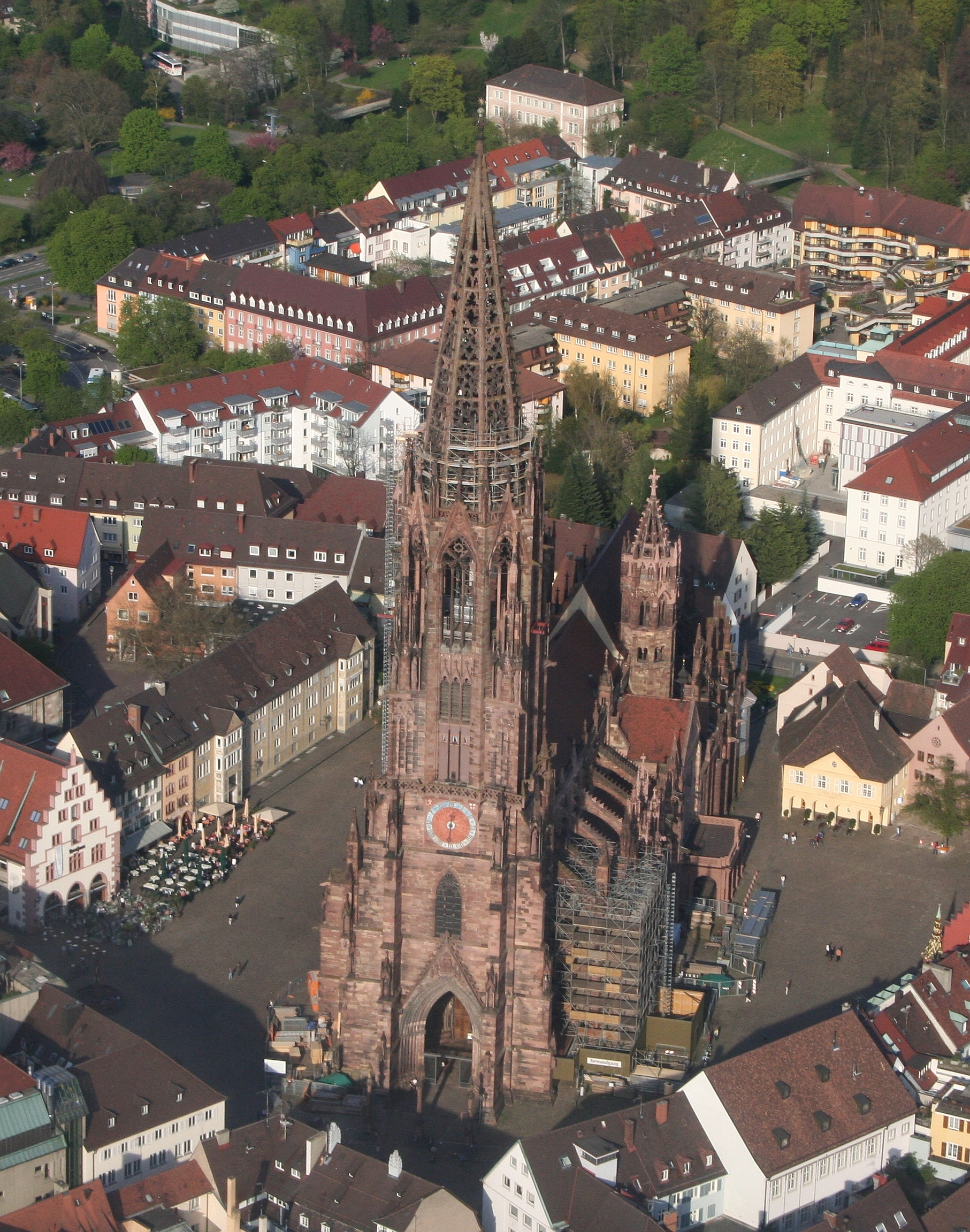
Freiburger Münster inmitten der Altstadt
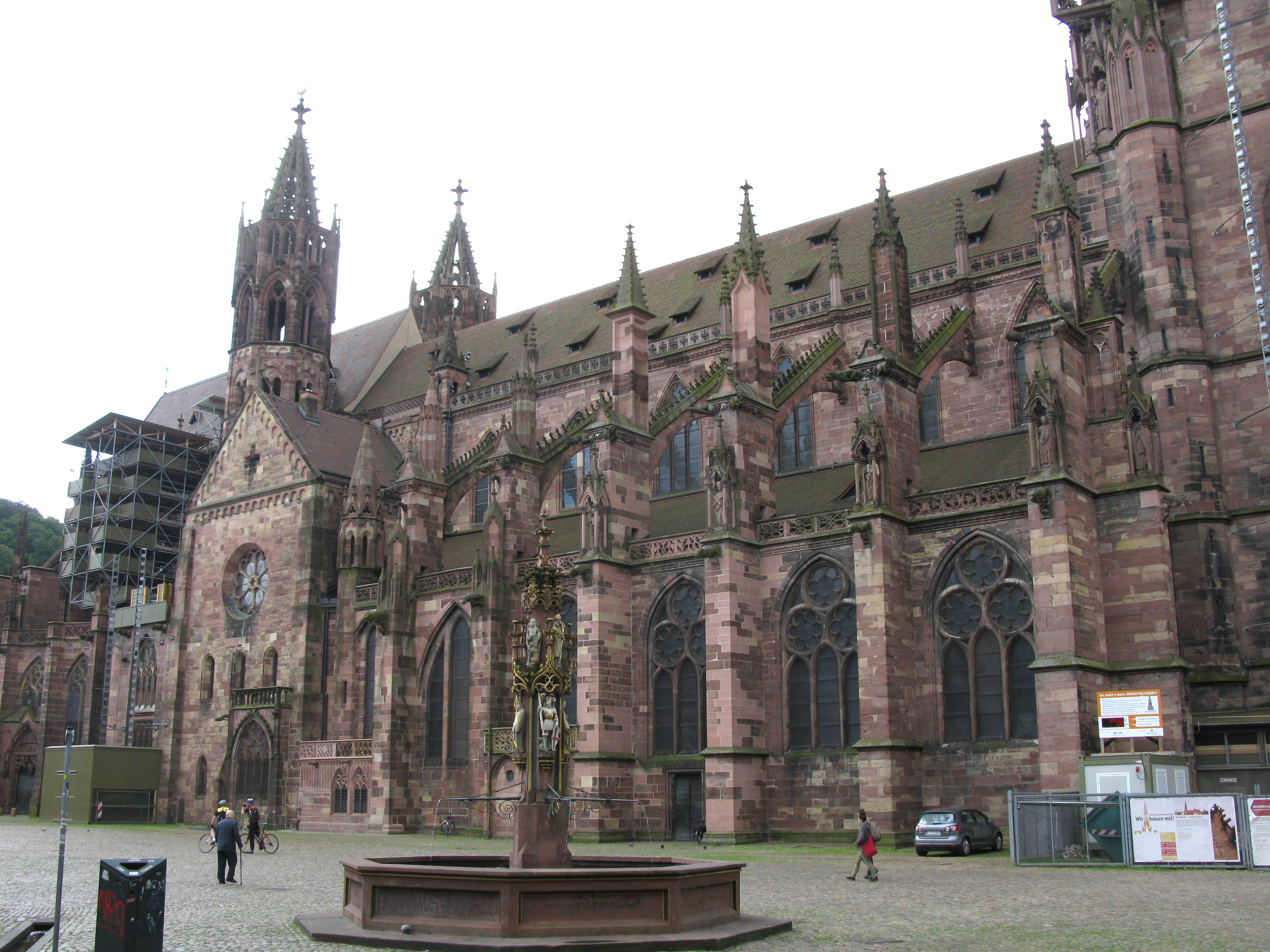
Seitenansicht von Nordwesten

Mit dem Neubau des Münsters wurde um 1200 in einem spätromanischen Architekturstil begonnen. Die ältesten noch aus dieser Zeit erhaltenen Bauabschnitte befinden sich im Ostteil des Münsters. Die ursprünglichen Planungen sahen eine romanische dreischiffige Kirche mit Querhaus und einem Chor in Polygonform vor. Die Umplanungen des Langhauses fanden etwa um 1220 bis 1230 statt – in einer Zeit, in der am Oberrhein ein Umbruch im Baustil von der Spätromanik zur Frühgotik stattfand. Diese Entwicklung wurde am Oberrhein geprägt durch das Straßburger Münster, das in diesem Raum neue Maßstäbe setzte.
Das Langhaus hat die für die Hochgotik typische Struktur: einem Mittelschiffjoch entspricht je ein Seitenschiffjoch. Bündelpfeiler dienen als tragende Stützen.
Die künstlerische Gestaltung der Ostjoche fiel noch recht bescheiden aus und es wurden sicherlich in Unkenntnis der neuen Baukunst Fehler in der Konstruktion und der Statik des Gebäudes begangen. Trotzdem ist die baugeschichtliche Bedeutung der Ostjoche hervorzuheben, da sie in der Region den Umbruch vom spätromanischen zum hochgotischen Baustil verkörpern.
Die bereits stehenden beiden Ostjoche wurden ab den 30er-Jahren des 13. Jahrhunderts umgebaut. Durch eine Erhöhung der Strebepfeiler und den Einsatz von Strebebögen, die über das Dach geführt wurden und mit den Obergaden des Mittelschiffs verbunden wurden, wurde die Statik des Bauwerks maßgeblich verbessert. Der Meister, der den Bau der östlichen Joche fertigstellte, soll auch die Planungen für die Westjoche des Langhauses und für den beeindruckenden gotischen Westturm ausgeführt haben.
Die danach gebauten vier westlichen Langhausjoche, die mit ihren Proportionen nahtlos an die Ostjoche anschließen, zeichnen sich durch eine wesentlich feingliedrigere Ausgestaltung aus. Charakteristisch sind die feinen Details der Formen, insbesondere der Fenstermaßwerke, sowie die klare Gliederung der Bauelemente, wie „Sockel, Basen, Dienste mit Kapitellen“. Von besonderer Bedeutung ist das südliche Lammportal, dessen Gestaltung an die Blendarkaden der inneren Westwand der Seitenschiffe angelehnt ist.

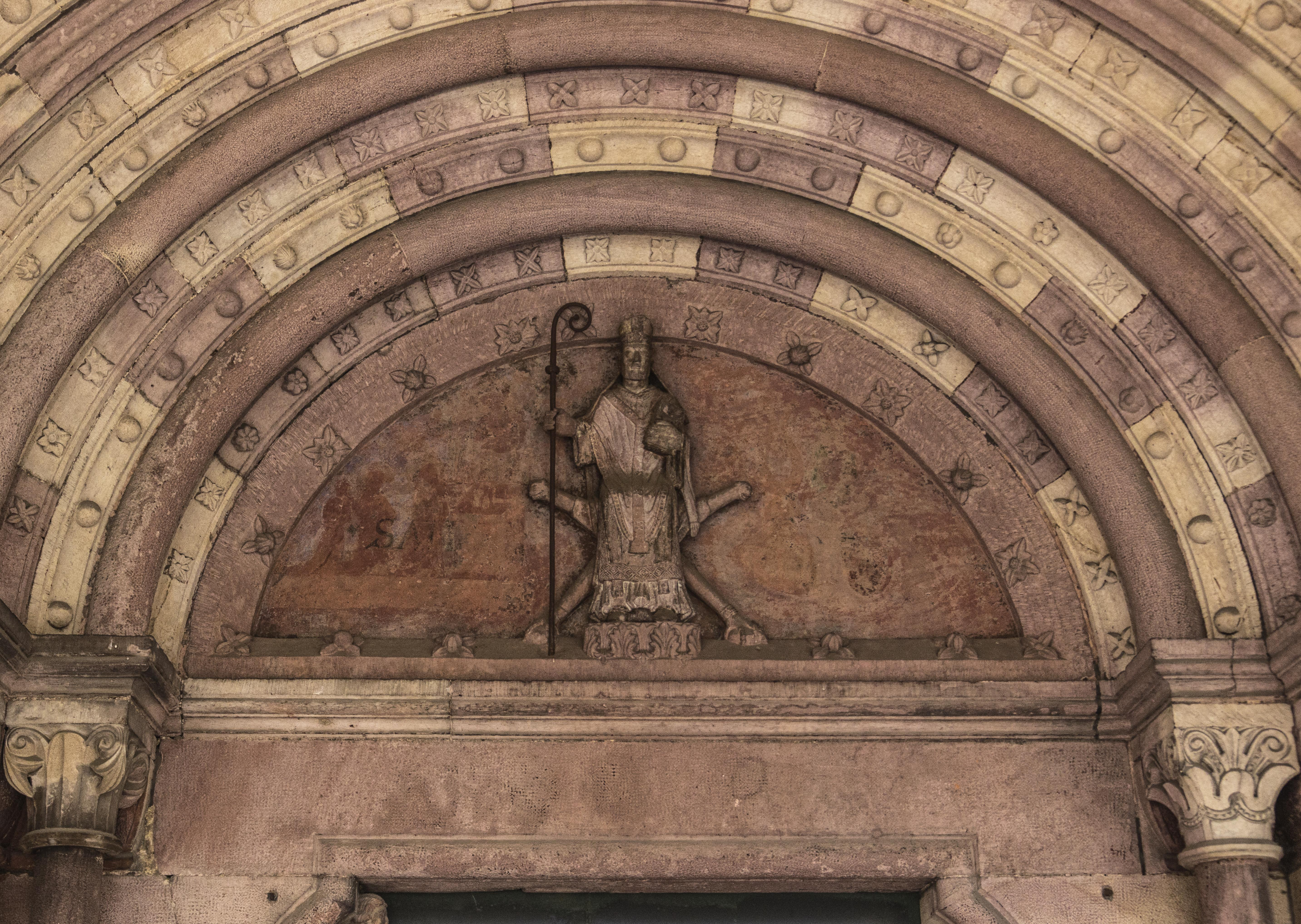
Romanisches Säulenportal im südl. Querhaus mit Nikolaus von Myra
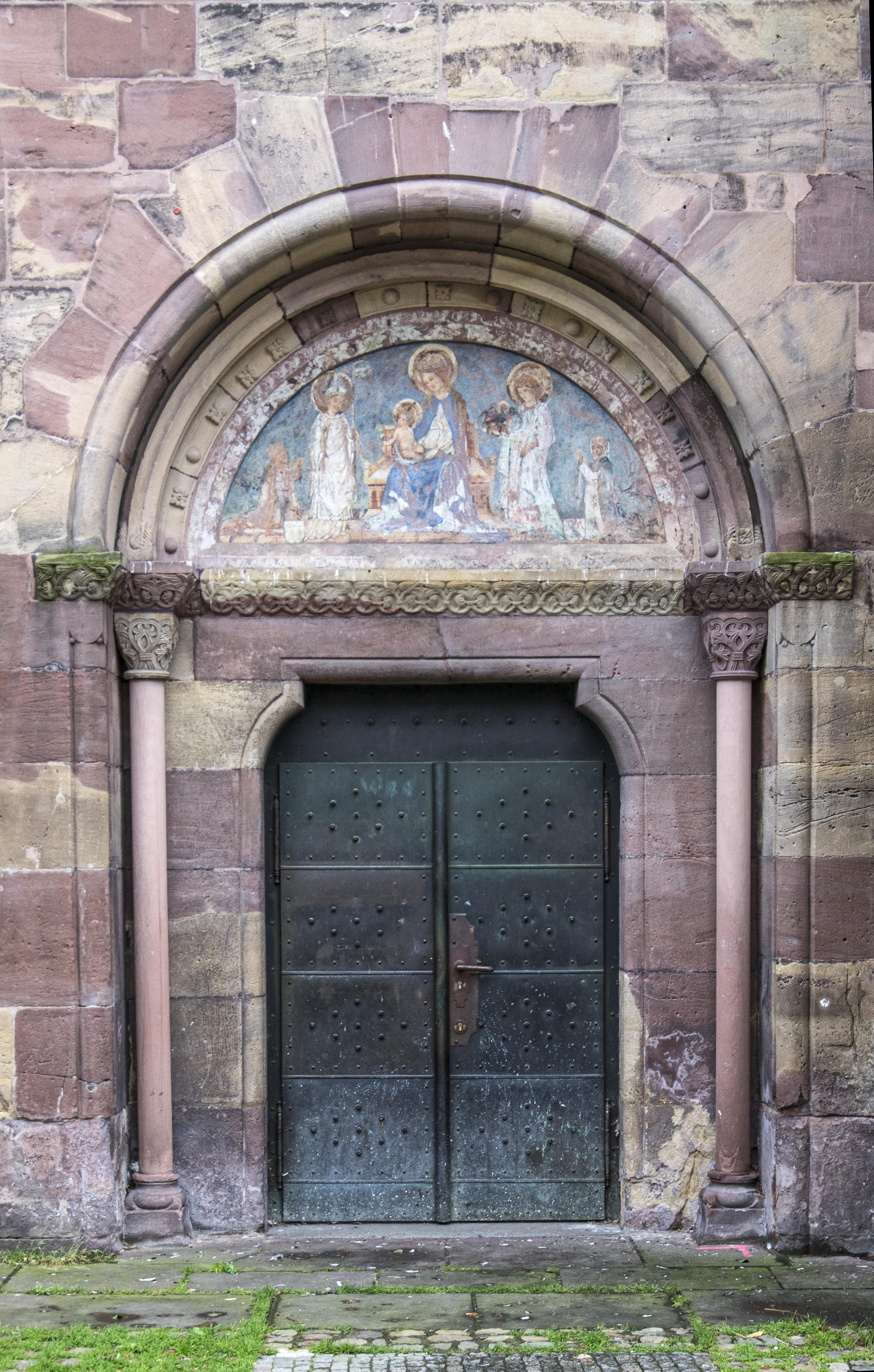
Portal auf der Nordseite in einfachen Formen
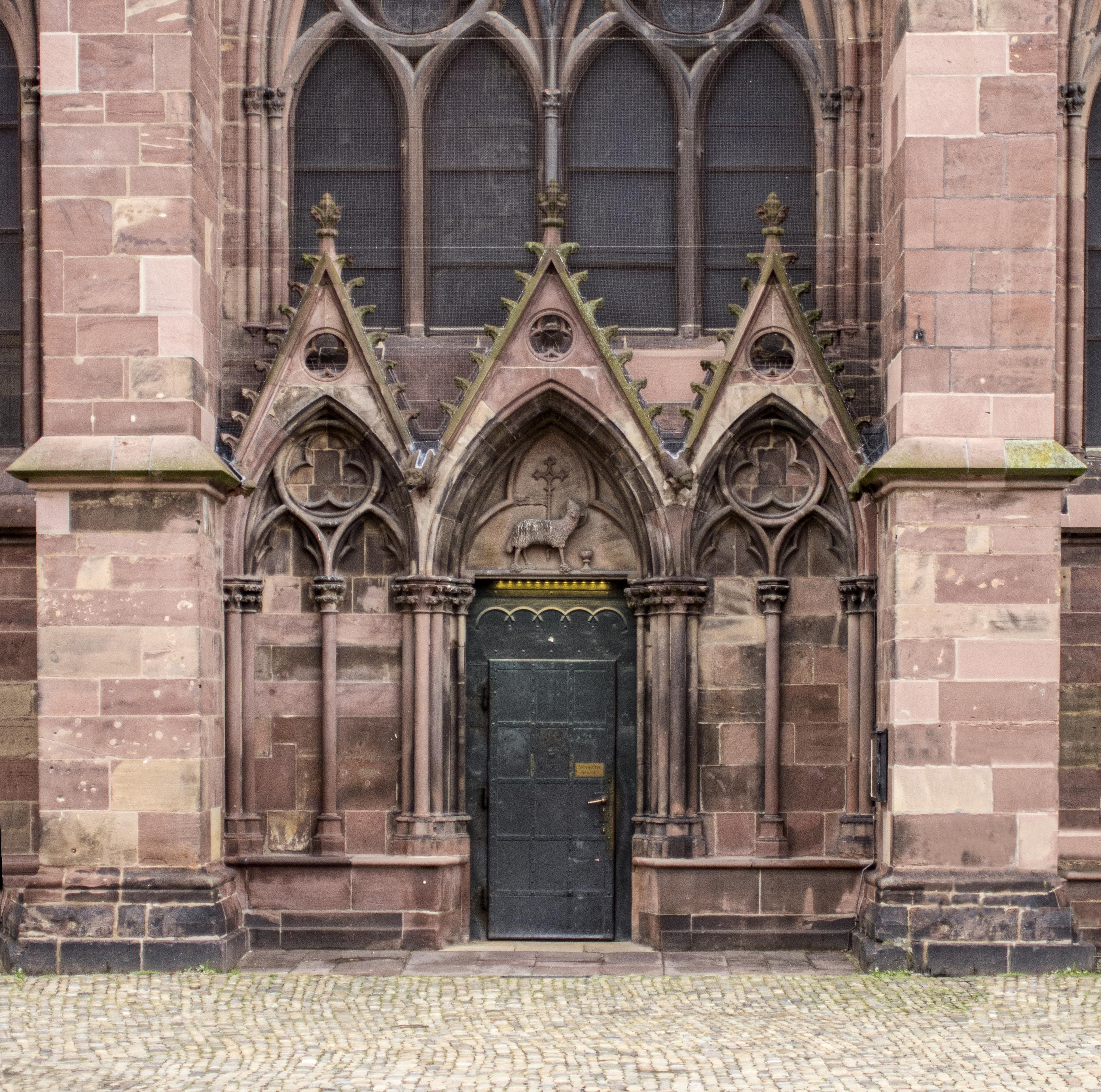
Das gotische Lammportal (um 1340)
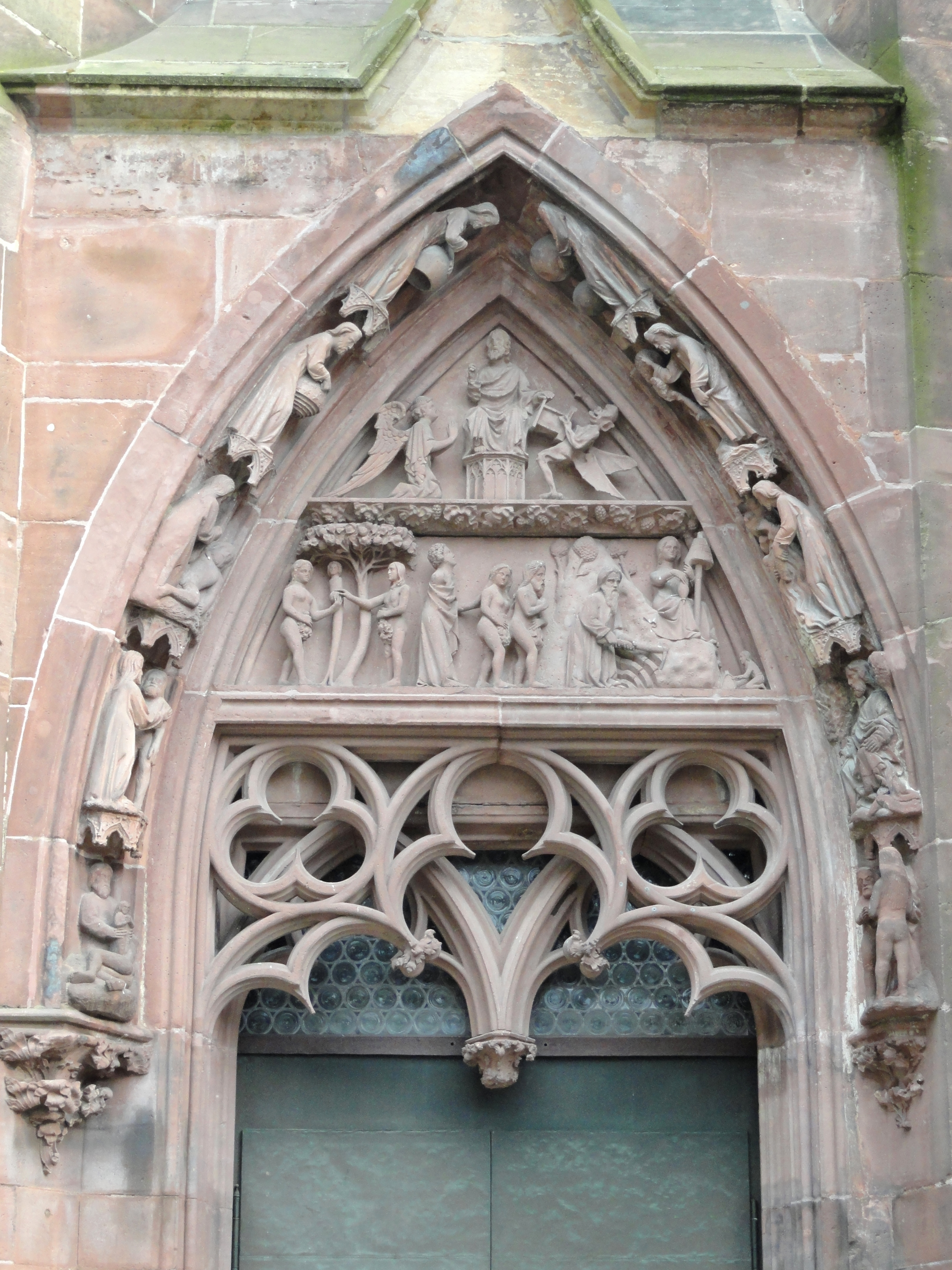
Schöpfungsportal als nördlicher Choreingang, Parlerwerkstatt um 1360
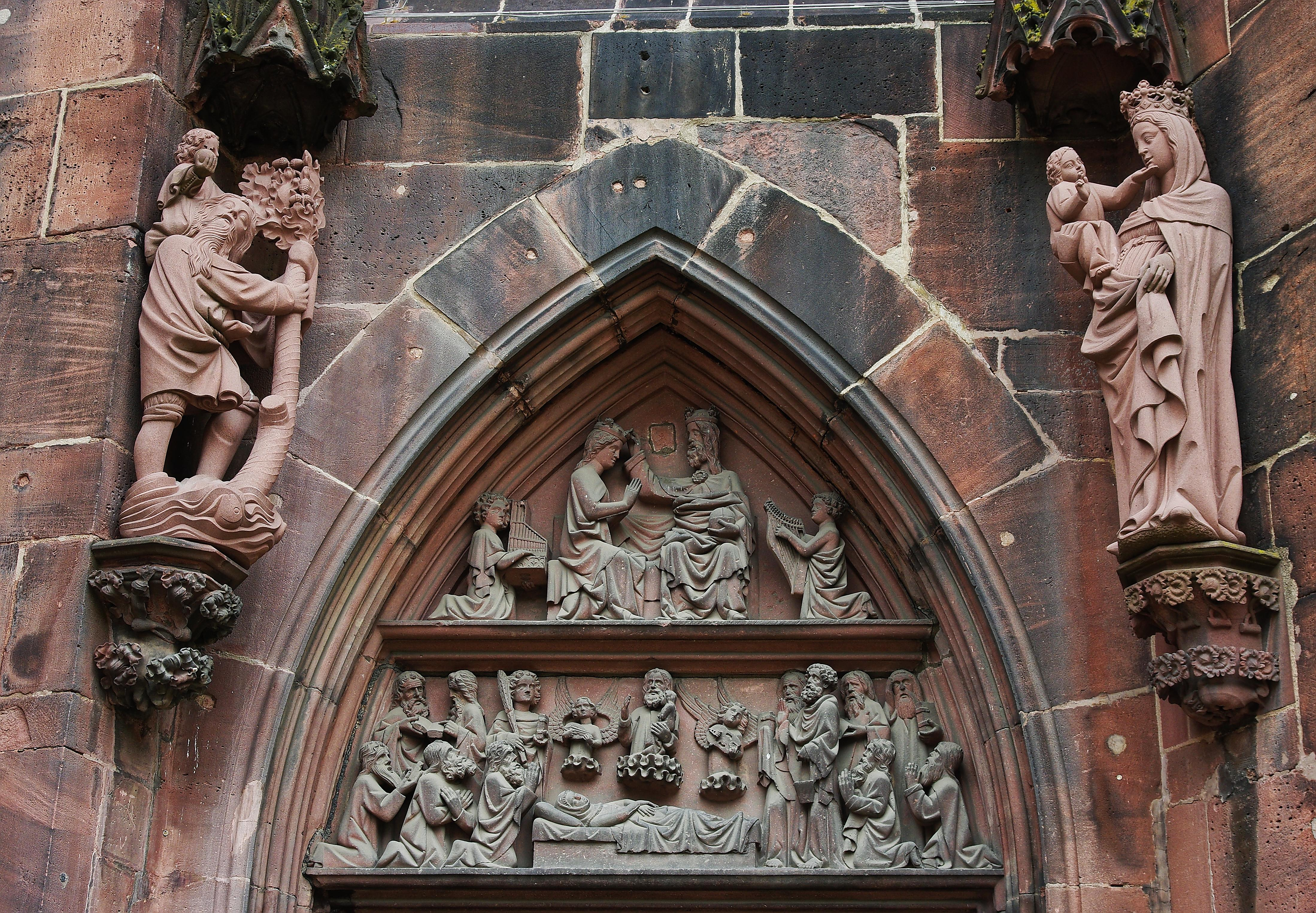
Marienportal als südlicher Choreingang mit Marientod und Marienkrönung (um 1360)
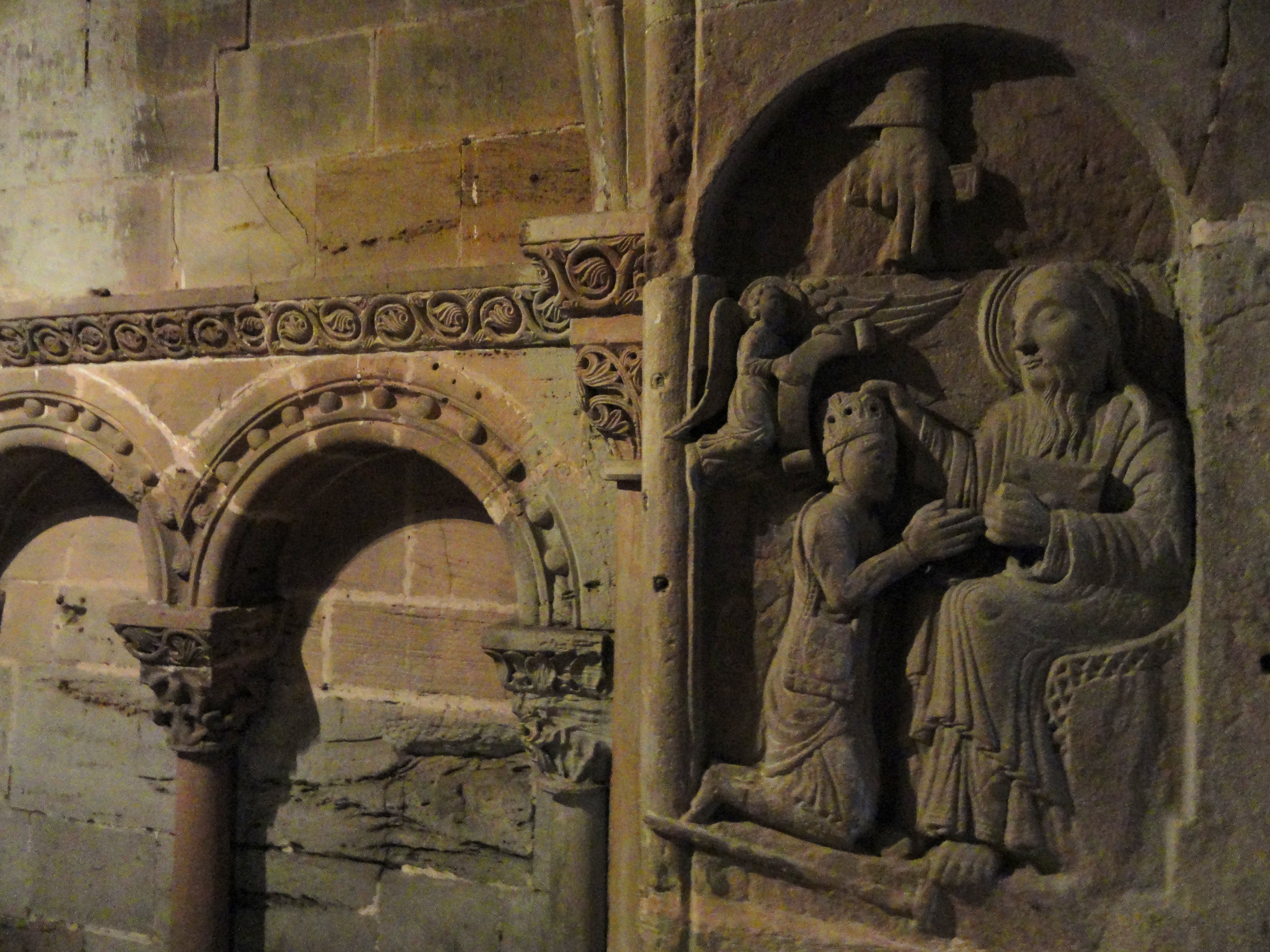
Nikolauskapelle: Relief „Pilgerkrönung durch Jakobus d.Ä.“ (um 1220)
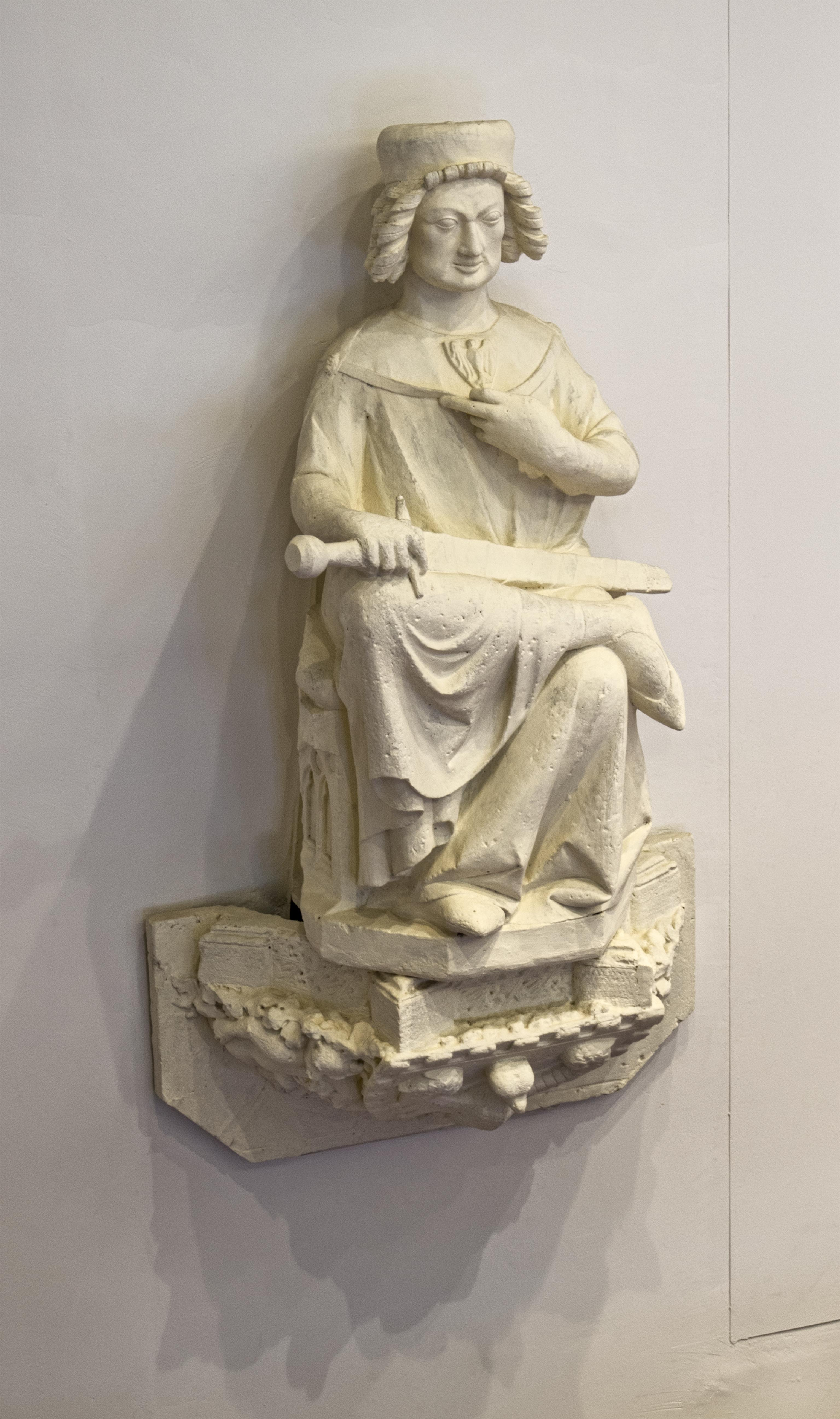
Freiburger Graf mit Gerichtsschwert, Gipsabguss des Originals vom Münsterturm im neuen Ratssaal (2. H. 13. Jh.)
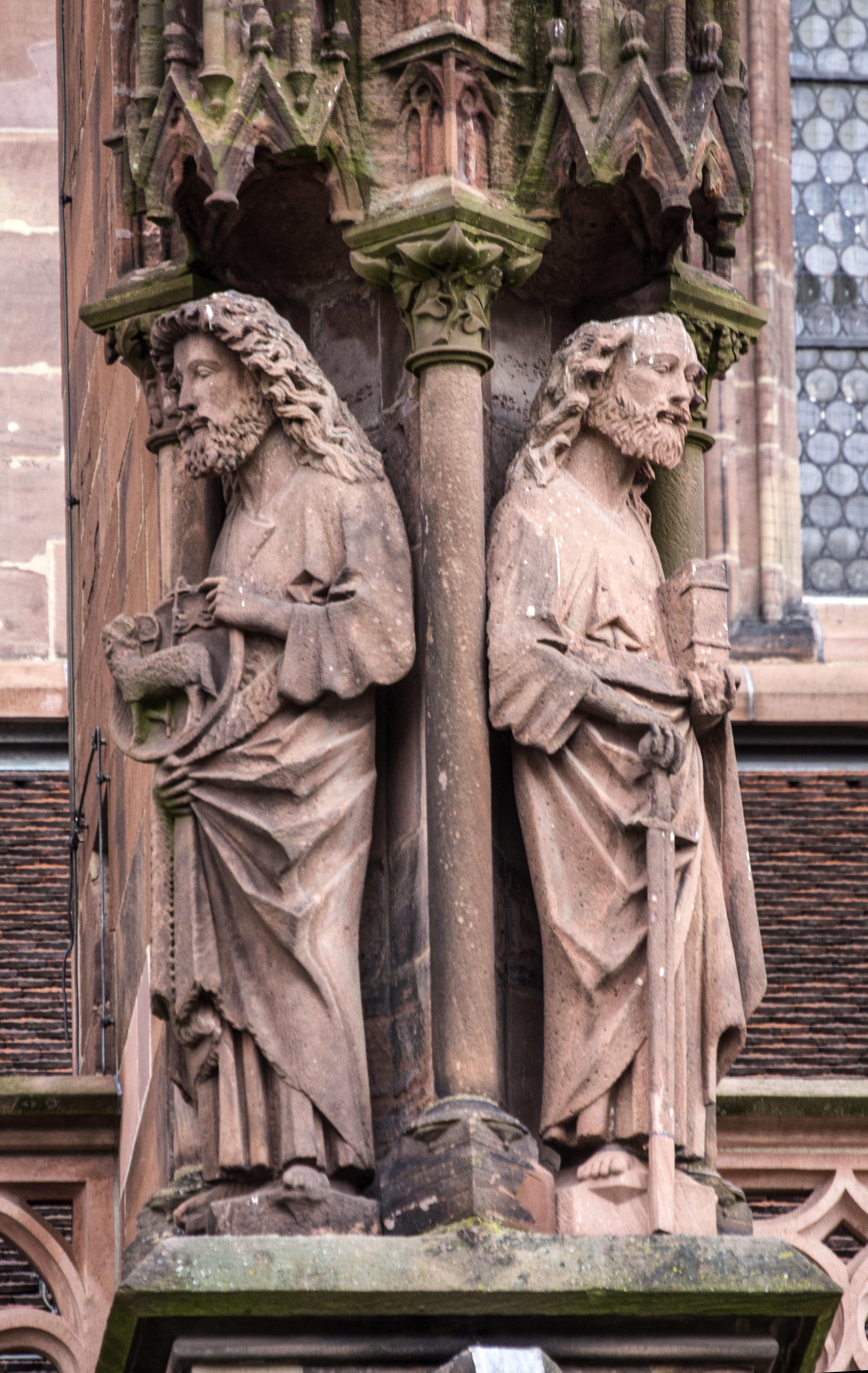
Johannes der Täufer und Paulus auf Strebepfeiler der Südseite
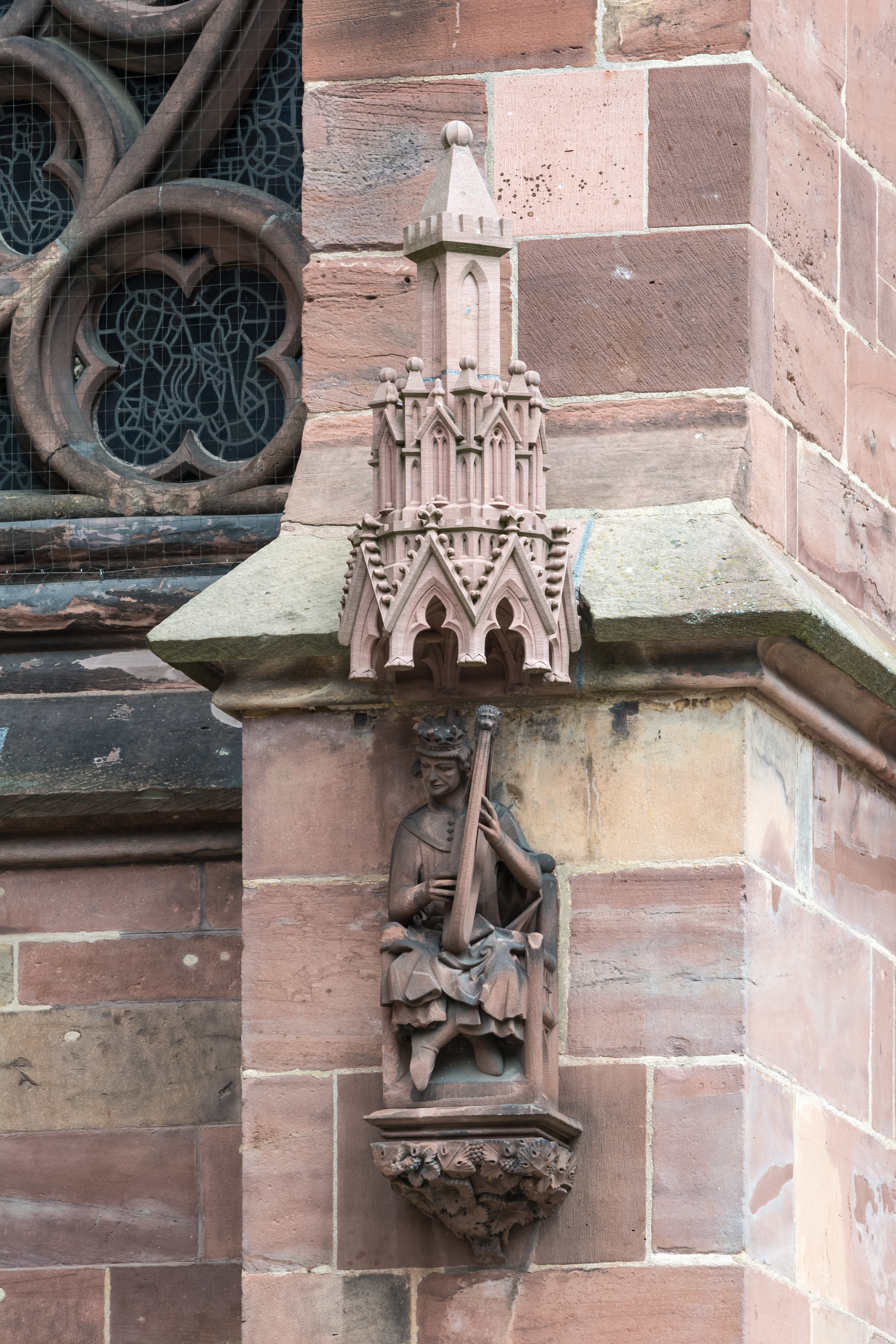
König David mit der Harfe (2. H. 13. Jh.)
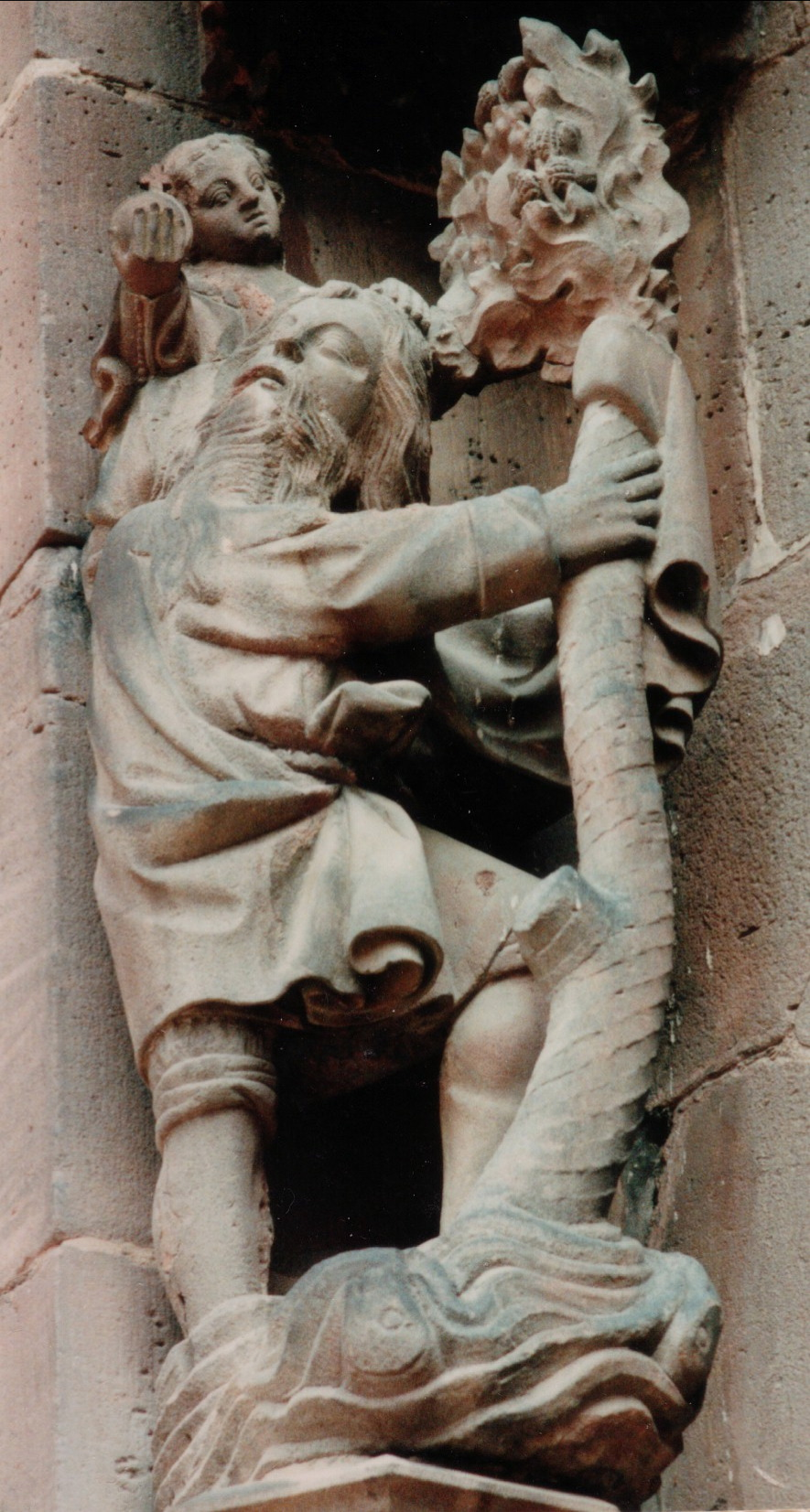
Christophorus am Marienportal (um 1360)
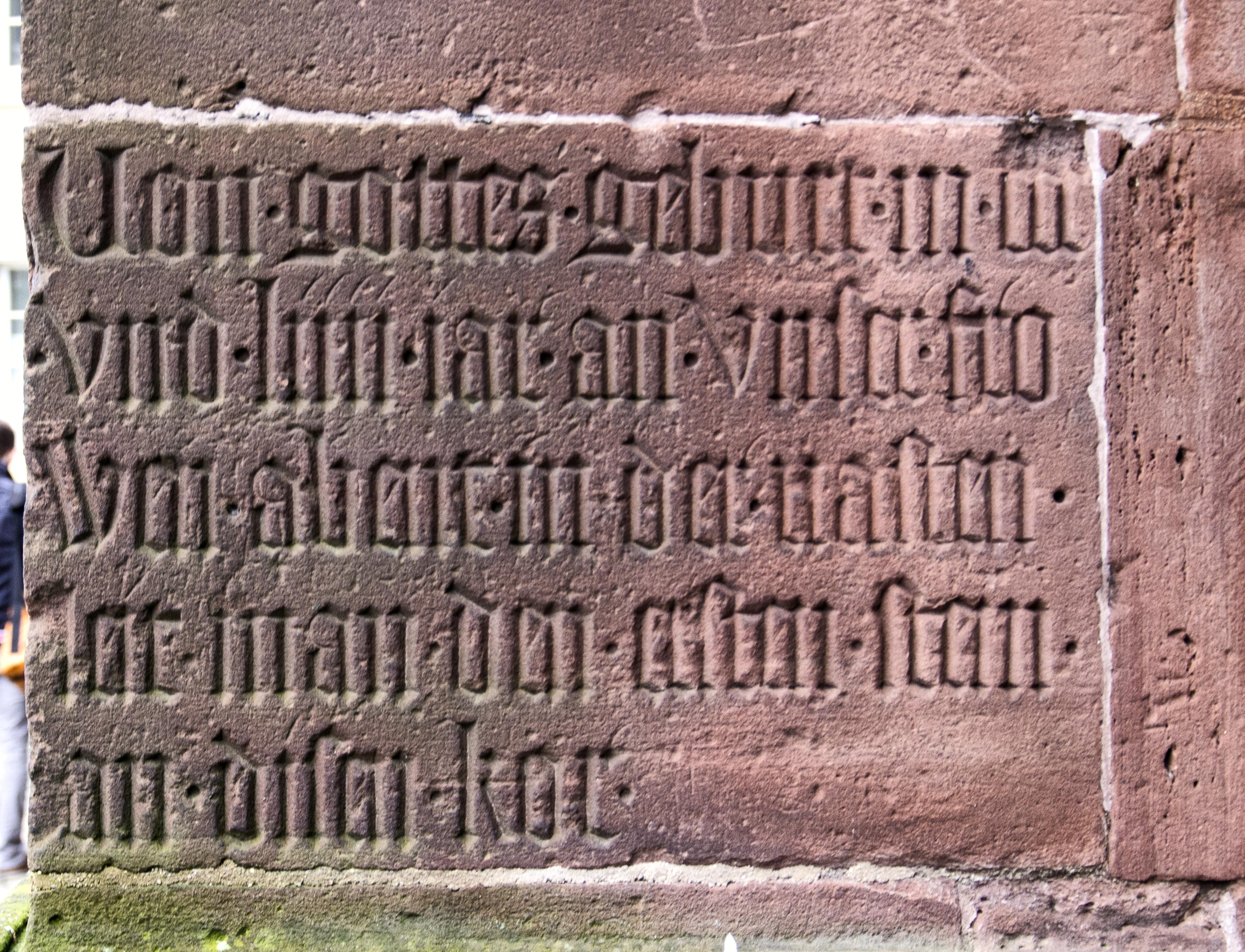
Grundstein für den Chorbau von 1354 (neben dem Schöpfungsportal)
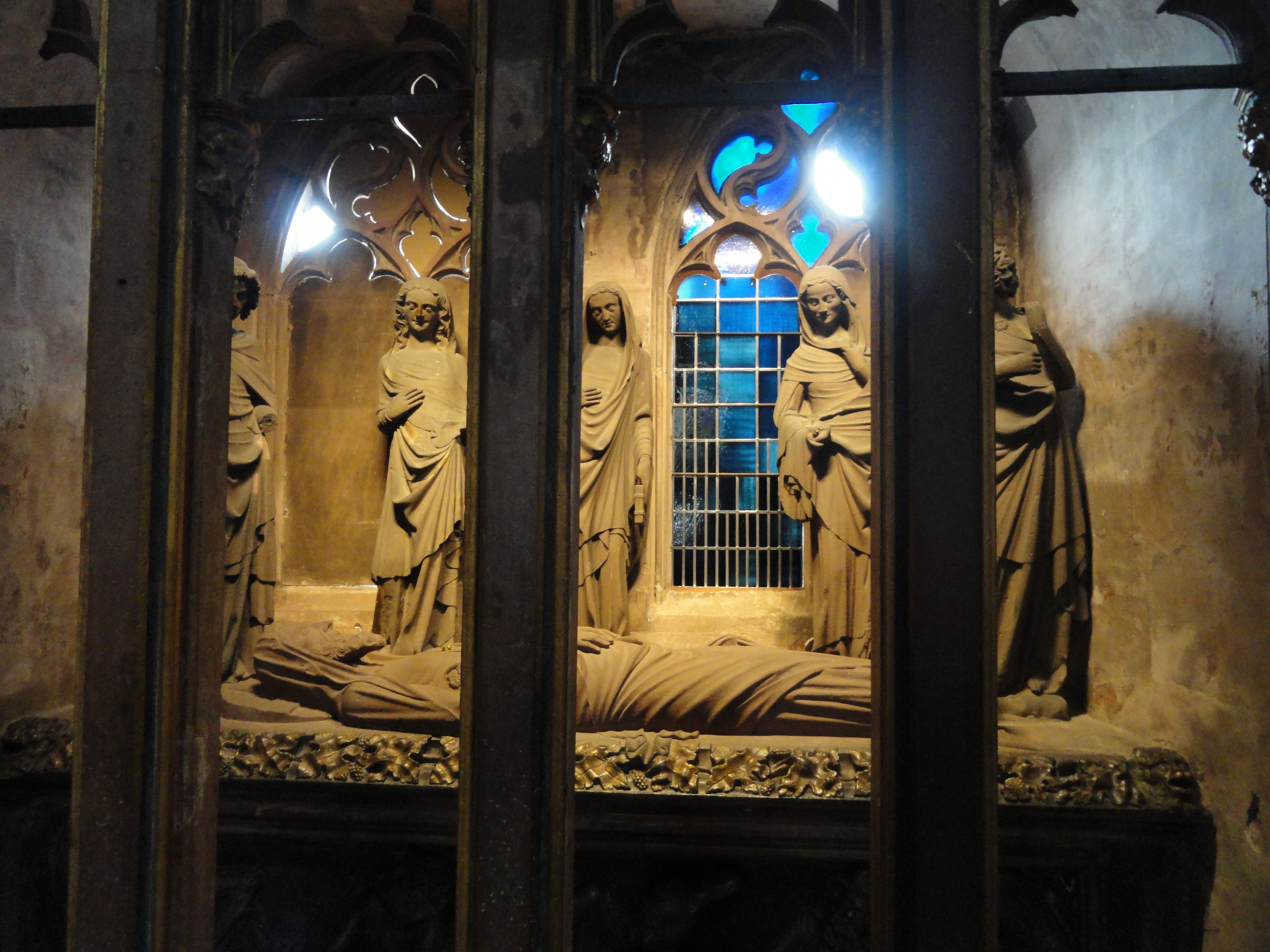
Heiliges Grab in der südlichen Seitenkapelle (um 1330): mit den drei Marien und zwei Engeln
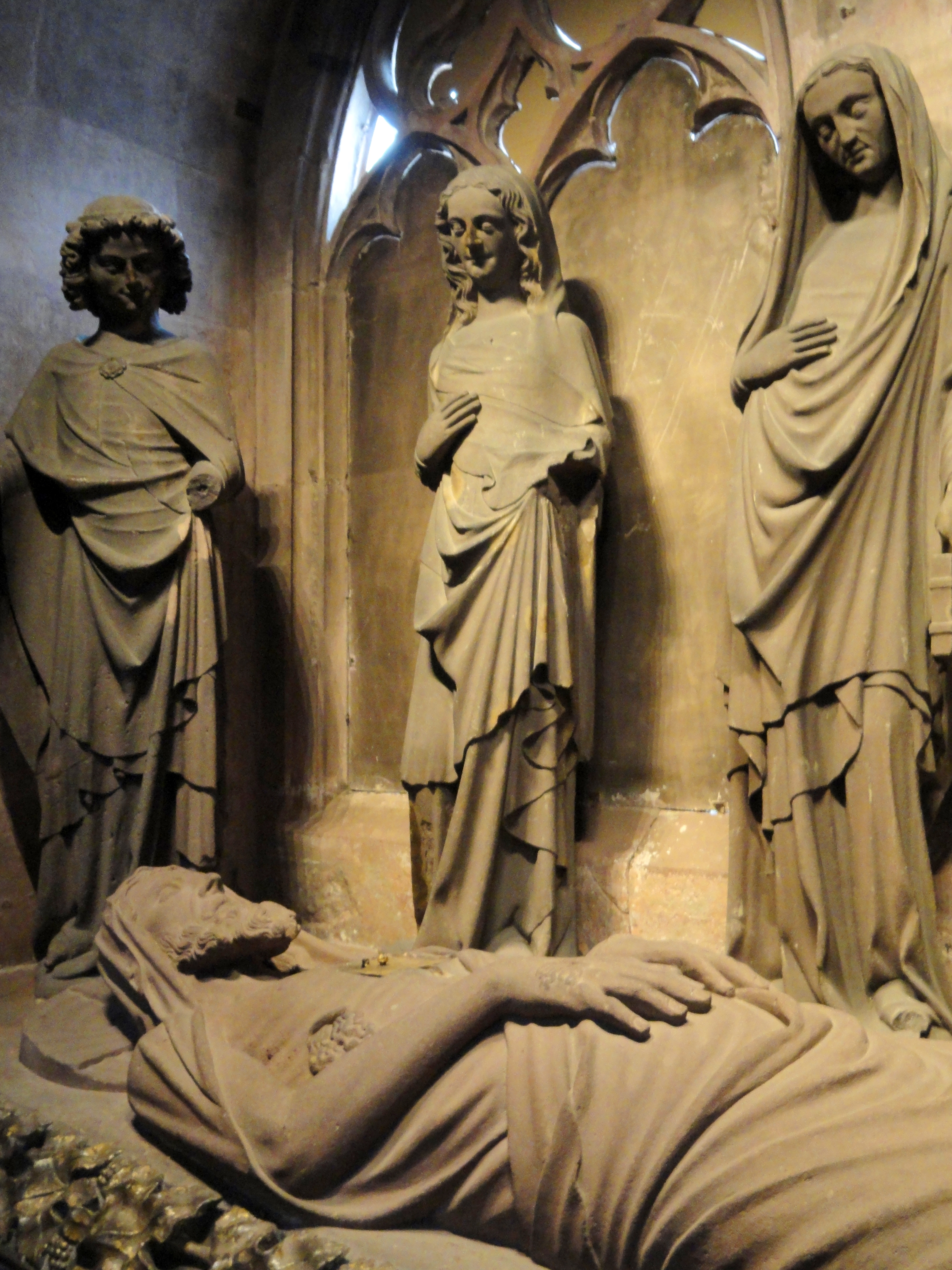
Heiliges Grab, Leichnam Christi mit der verschließbaren Öffnung in der Brust
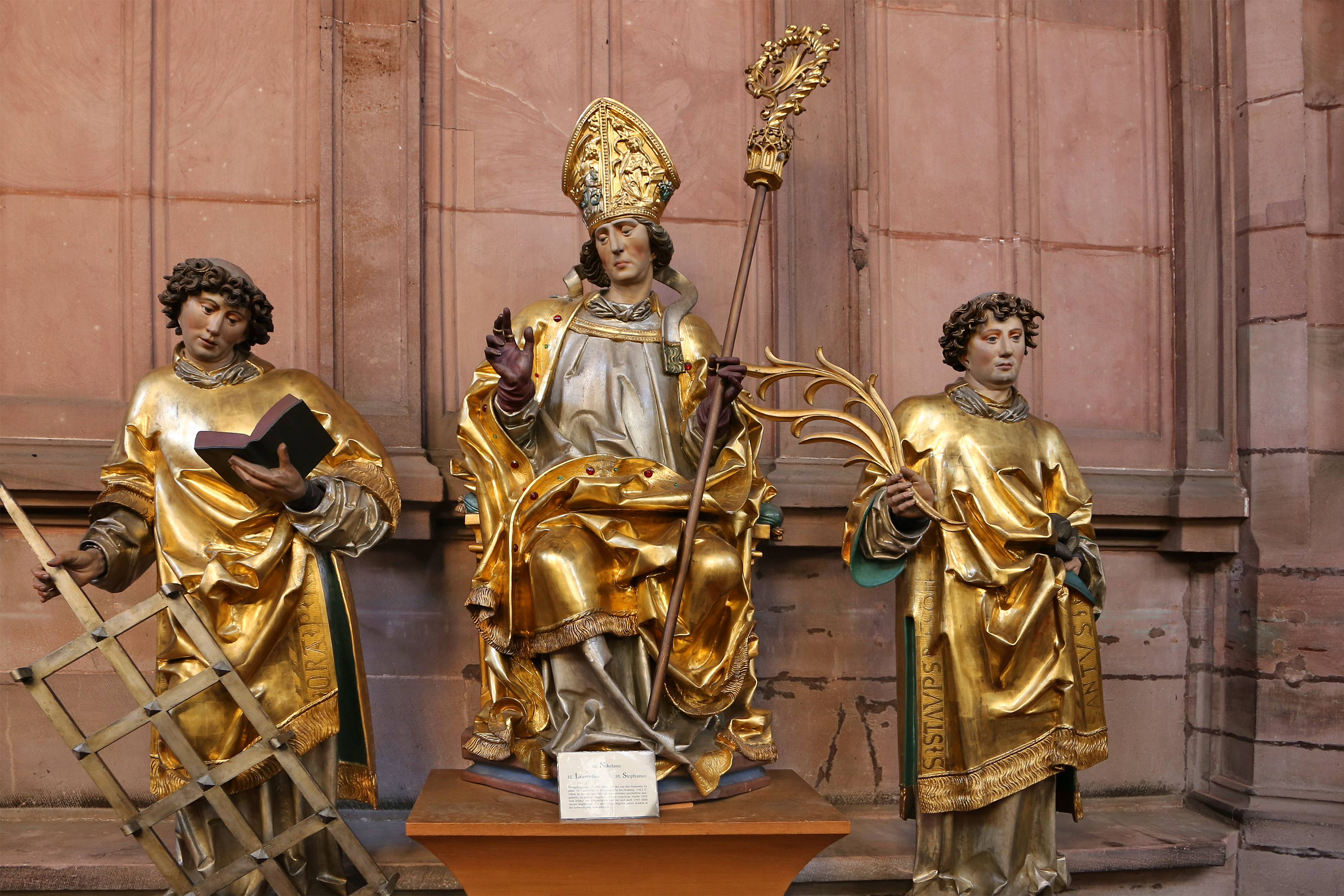
Laurentius, Nikolaus und Stephanus im Chorumgang (Anf.16. Jh.)
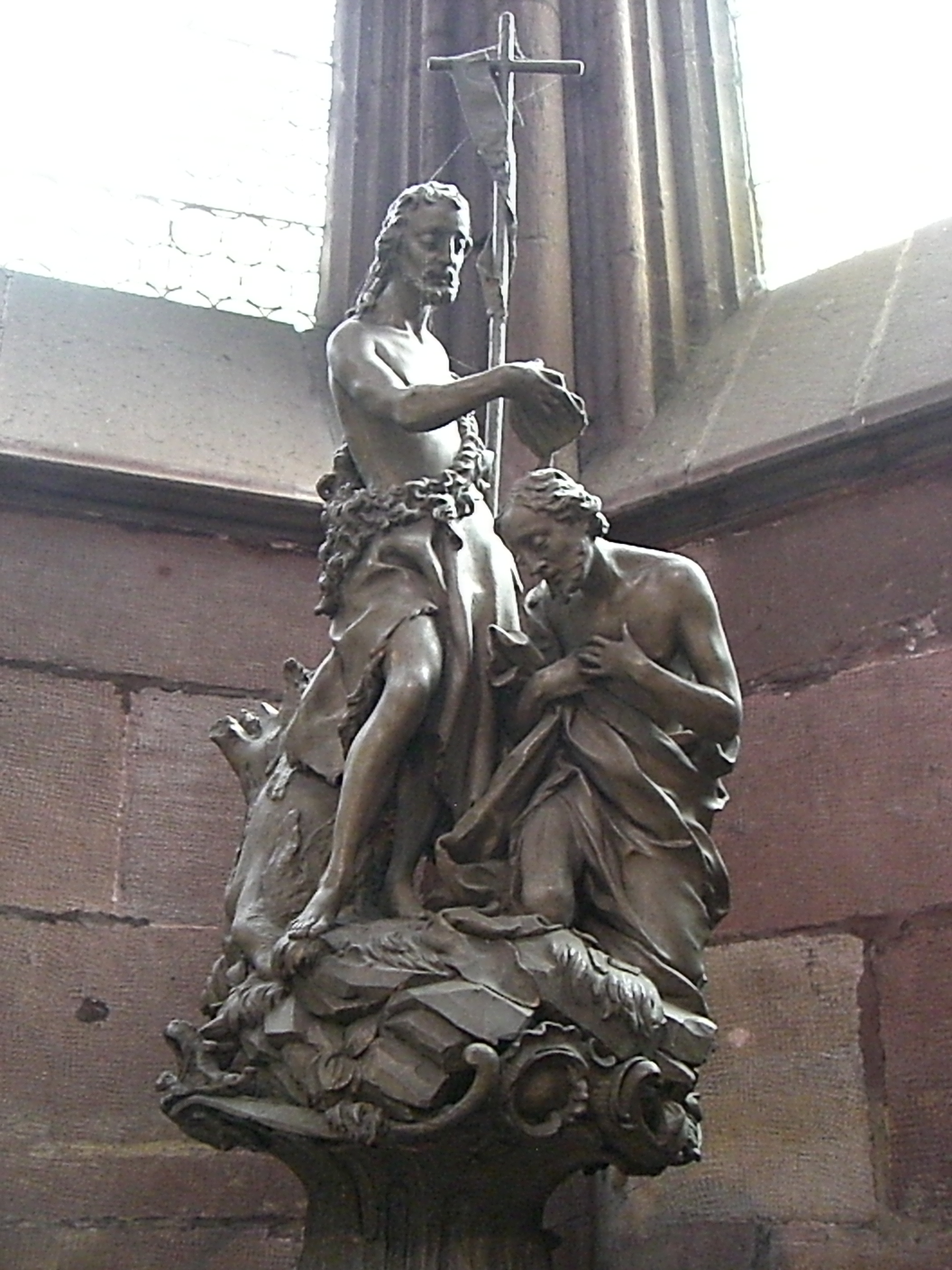
Taufstein nach Entwurf von Christian Wentzinger (1768)
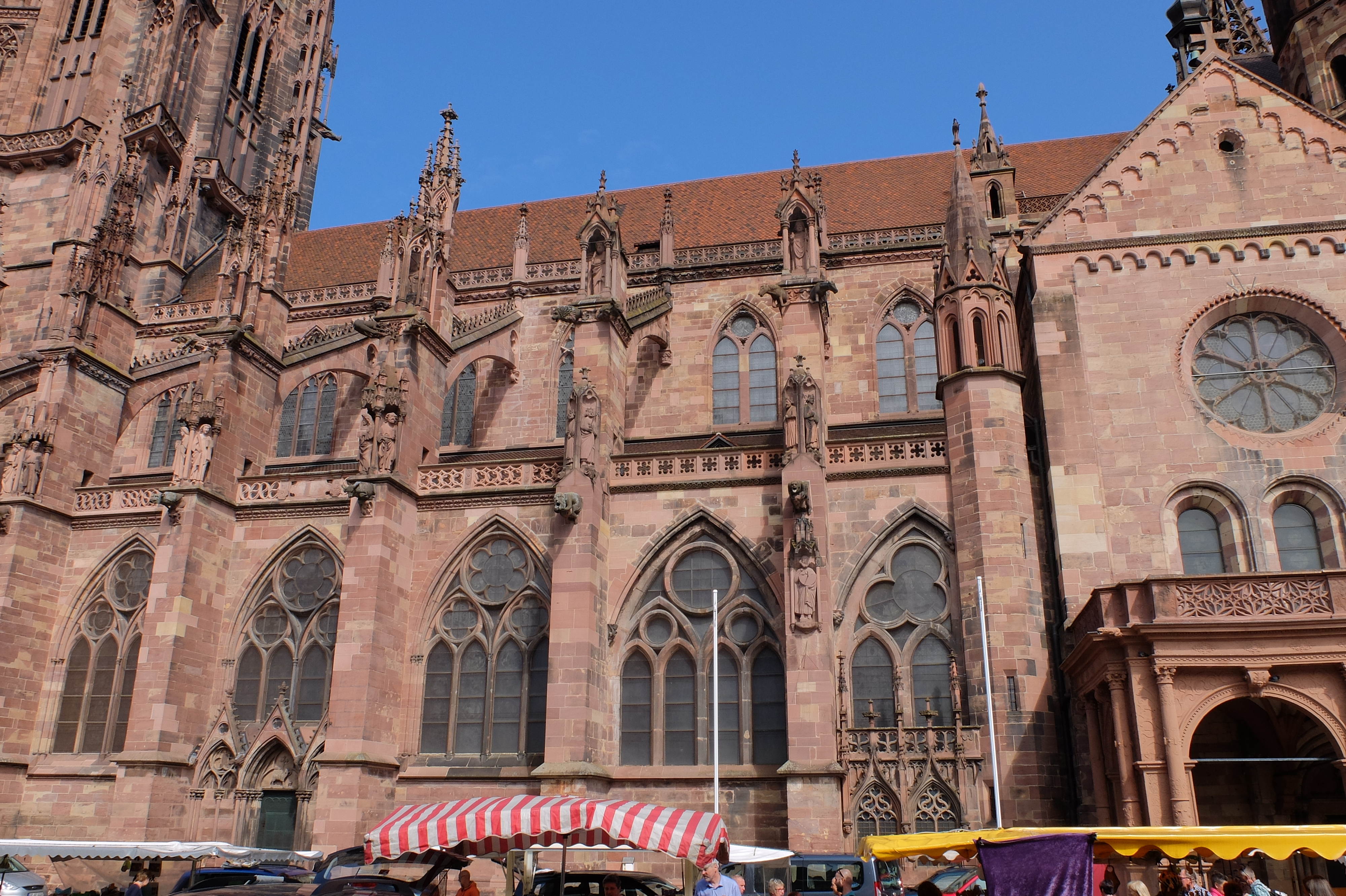
Südseite mit Sonnenuhrmann
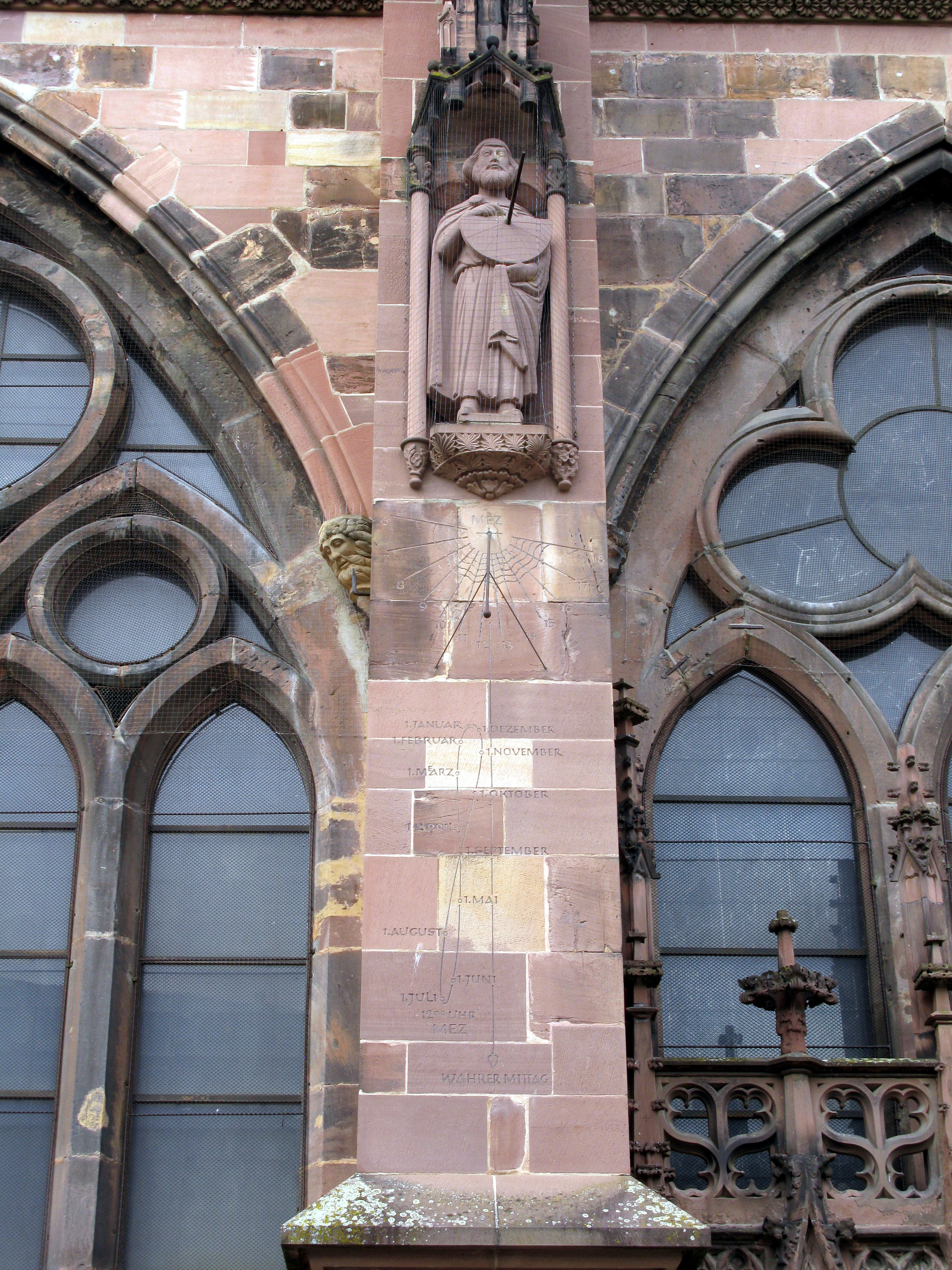
Sonnenuhrmann
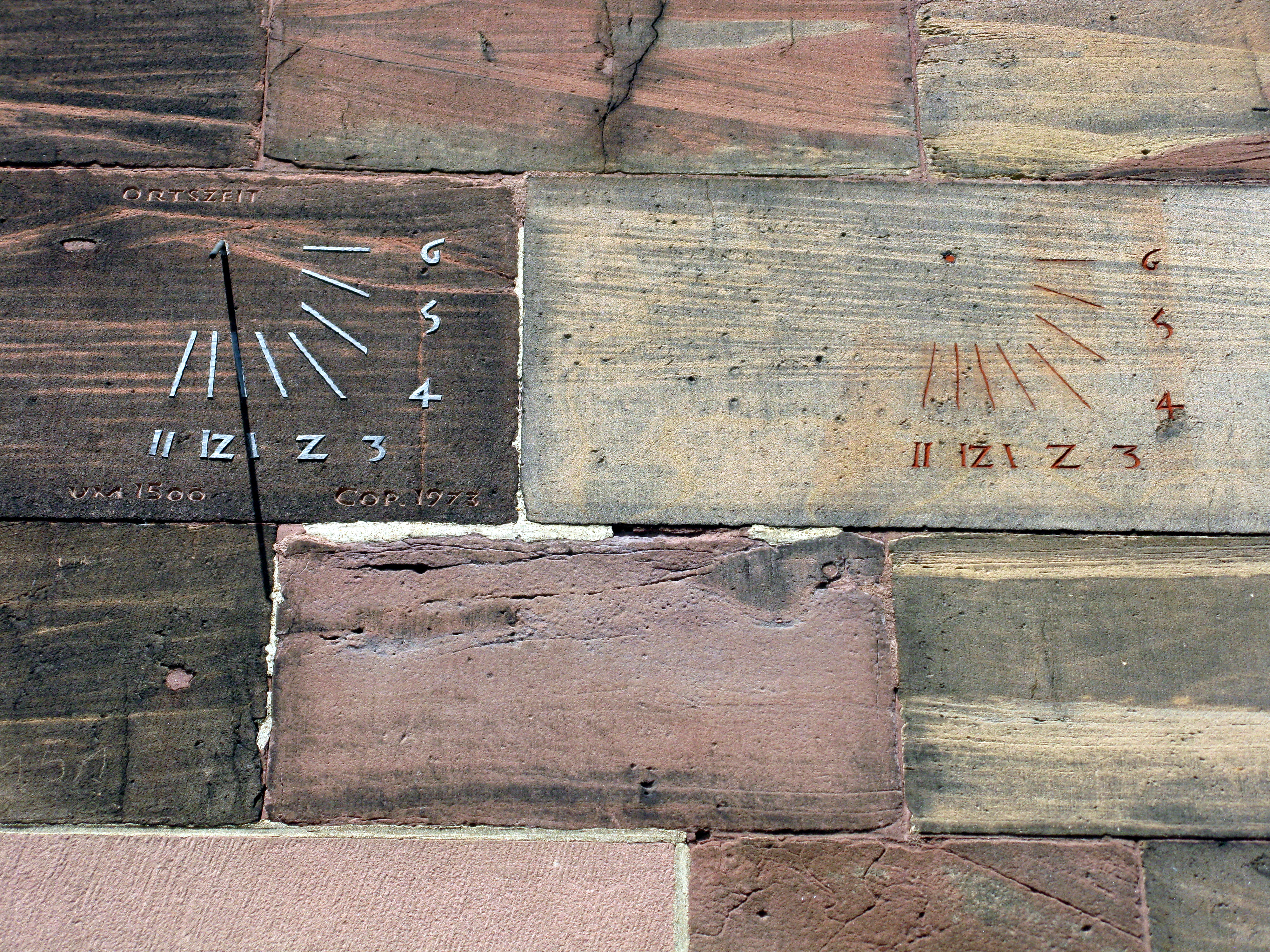
Sonnenuhren auf der Innenseite des nordwestlichen Turmstrebepfeilers

Das Langhaus wurde im Mittelalter ausgemalt. Bei der Entfernung der im Zuge der Barockisierung 1792 aufgetragenen grauen Farbe im 19. Jahrhundert wurden diese Malereien weitgehend zerstört. Einige Fragmente der mittelalterlichen Bemalung sind noch erkennbar. 1955 wurde an der Ostwand des Südseitenschiffes eine Darstellung des hl. Martin aus dem 15. Jh. abgelöst und konserviert. Sie wird heute in der St. Martins-Kirche aufbewahrt.

### Turm

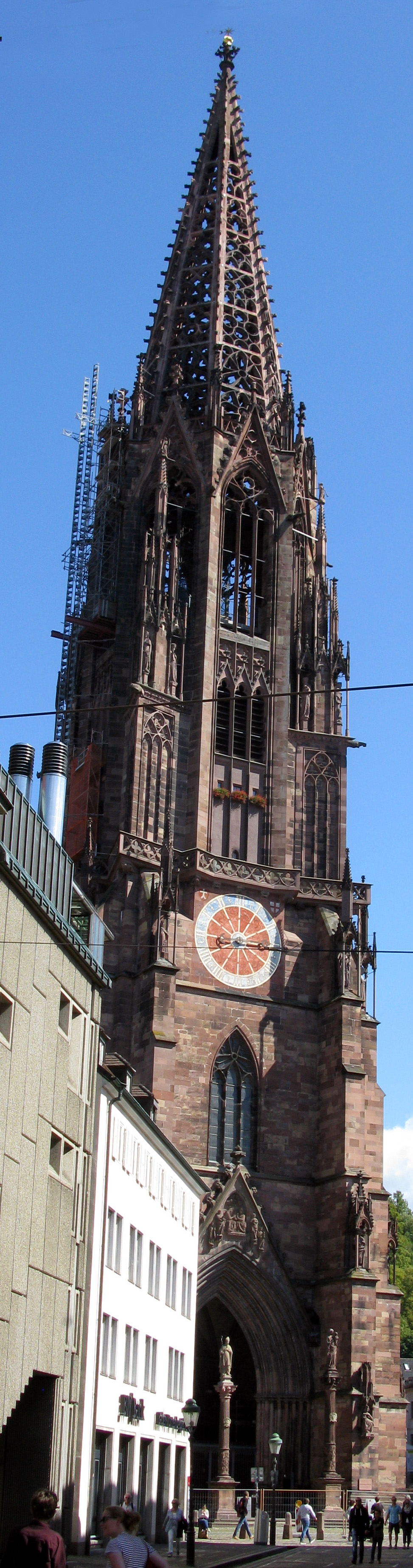
Vorderansicht des Münsters

Der markante Turm des Münsters, vom Schweizer Kunsthistoriker Jacob Burckhardt einst als „schönster Turm auf Erden“ bezeichnet, ist 116 Meter hoch und bietet eine Aussichtsplattform in 70 Metern Höhe. Nach Fertigstellung des 116 Meter hohen Westturmes um 1330 gehörte das Freiburger Münster über ein Jahrhundert zu den höchsten Kirchenbauten und damit auch zu den höchsten Gebäuden der damaligen Welt. Fast gleichzeitig wurde etwa um 1333 der 123 Meter hohe Vierungsturm der Kathedrale von Salisbury vollendet, dem um 1350 die knapp 125 Meter hohe Doppelturmfassade der Marienkirche in Lübeck folgte.
Bislang war man von einer „Zweimeister-Theorie“ für die Planungs- und Baugeschichte des Freiburger Münsterturms ausgegangen, der zufolge ein erster konservativer Turmbaumeister einen einfachen, eher blockartigen Turm geplant und erst ein innovativer zweiter Meister den Übergang zu dem Turmoktogon vollzogen und vor allem den berühmten Maßwerkturmhelm entworfen habe. Heute stellt sich nach Untersuchung der erhaltenen mittelalterlichen Turmzeichnungen die Planungsgeschichte des Münsterturms differenzierter dar, denn die verschiedenen Umplanungen beschränkten sich auf das Zwischengeschoss. Die entscheidenden Turmelemente aber, das Oktogongeschoss und vor allem der durchbrochene Maßwerkhelm, waren von Anfang an Bestandteil der Freiburger Planung. Dabei lässt sich der zweite in der Reihe der erhaltenen Turmrisse Erwin von Steinbachs Hand zuweisen. Damit bestätigt sich die 1724 niedergeschriebene Tradition, die dem Straßburger Meister einen wesentlichen Anteil an der Freiburger Turmplanung zuschreibt: „Und soll Ervinus von Steinbach der diß Jahr das Münster zu Straßburg fertig gemacht, den Riß zu dißem (i.e. Thann) auch gemacht haben wie auch zu Freyburg.“ Ein weiterer mittelalterlicher Turmriss zu Freiburg wurde 2016 entdeckt.

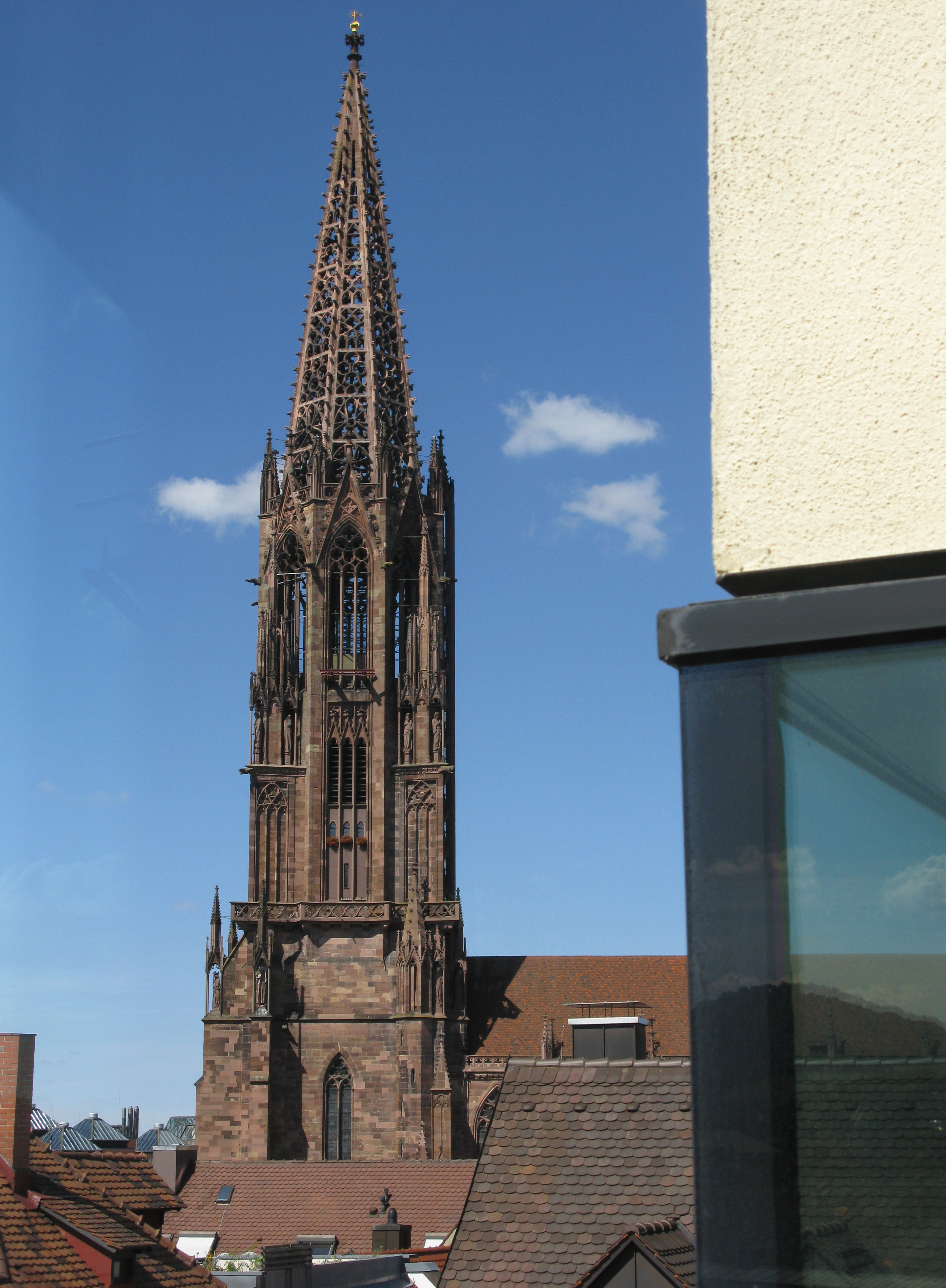
Blick vom Augustinermuseum auf den Münsterturm
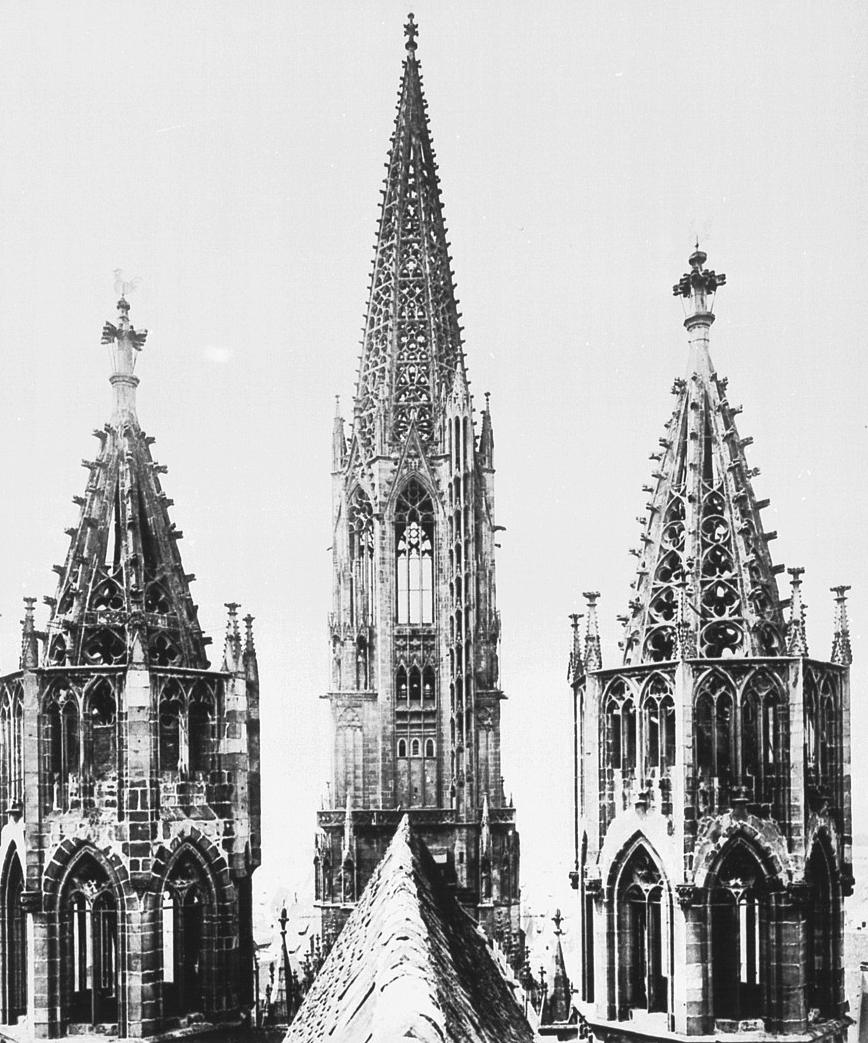
Münsterturm und Hahnentürme (1926)
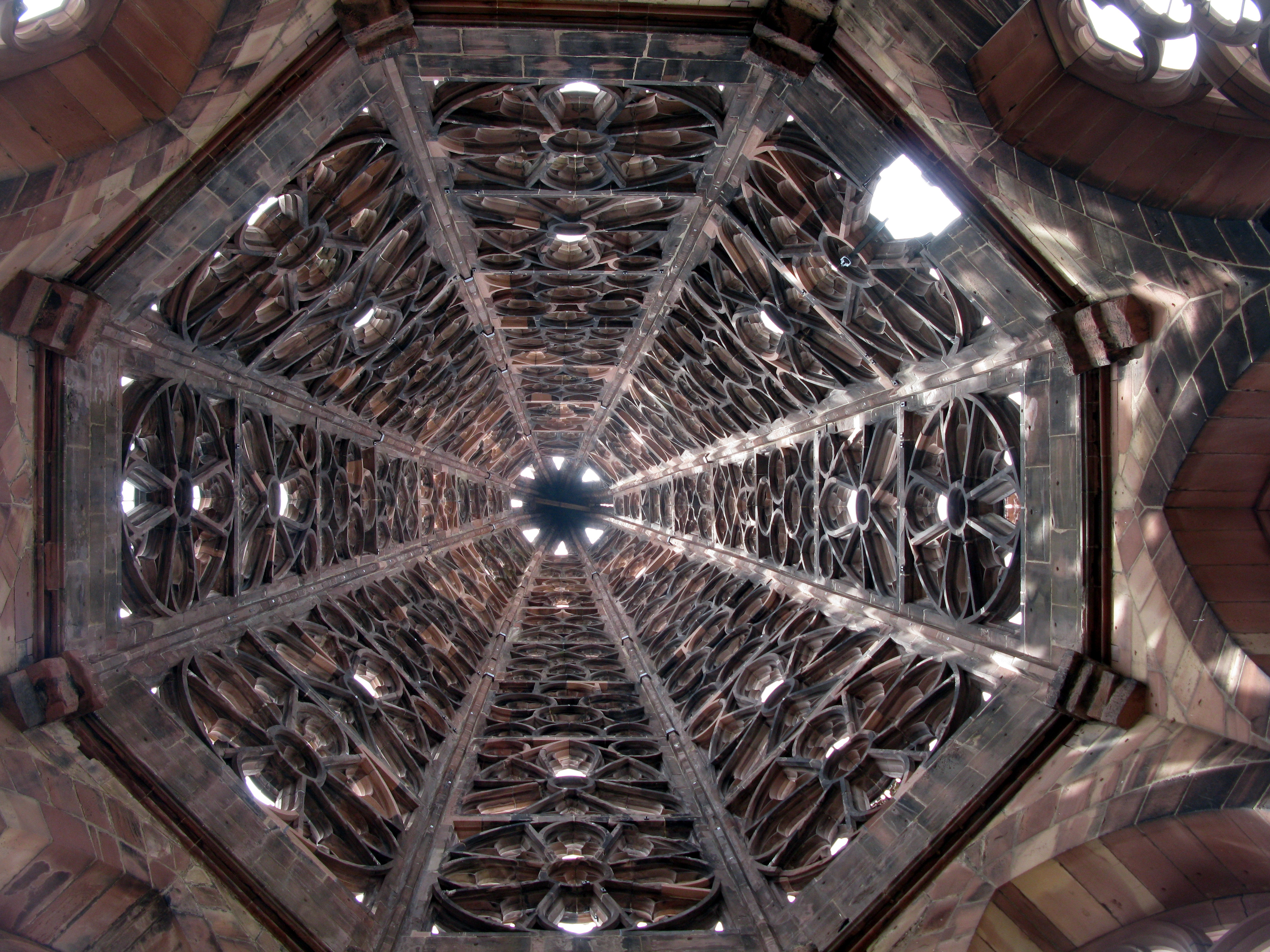
Blick in den durchbrochenen Turmhelm
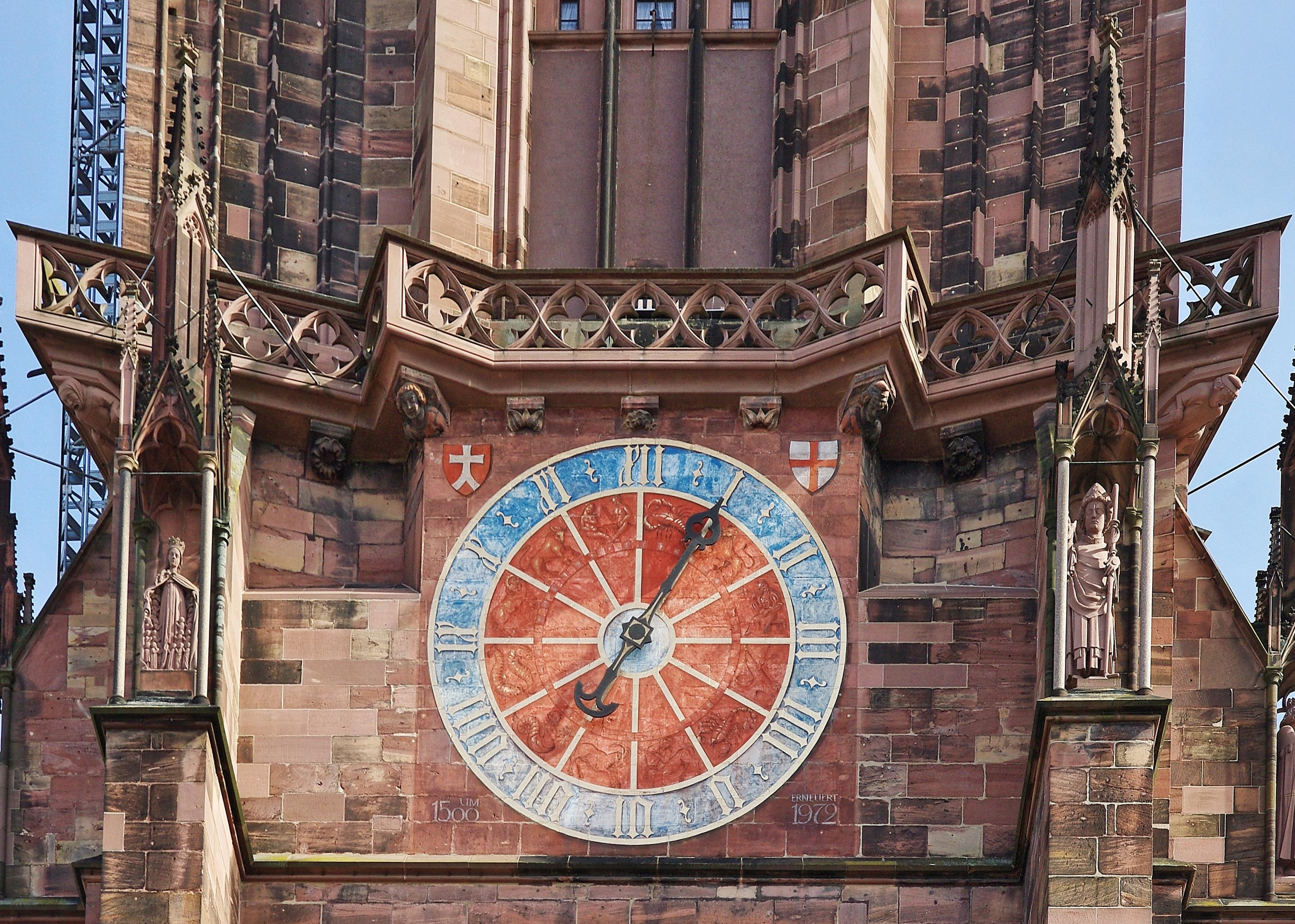
Die Turmuhr
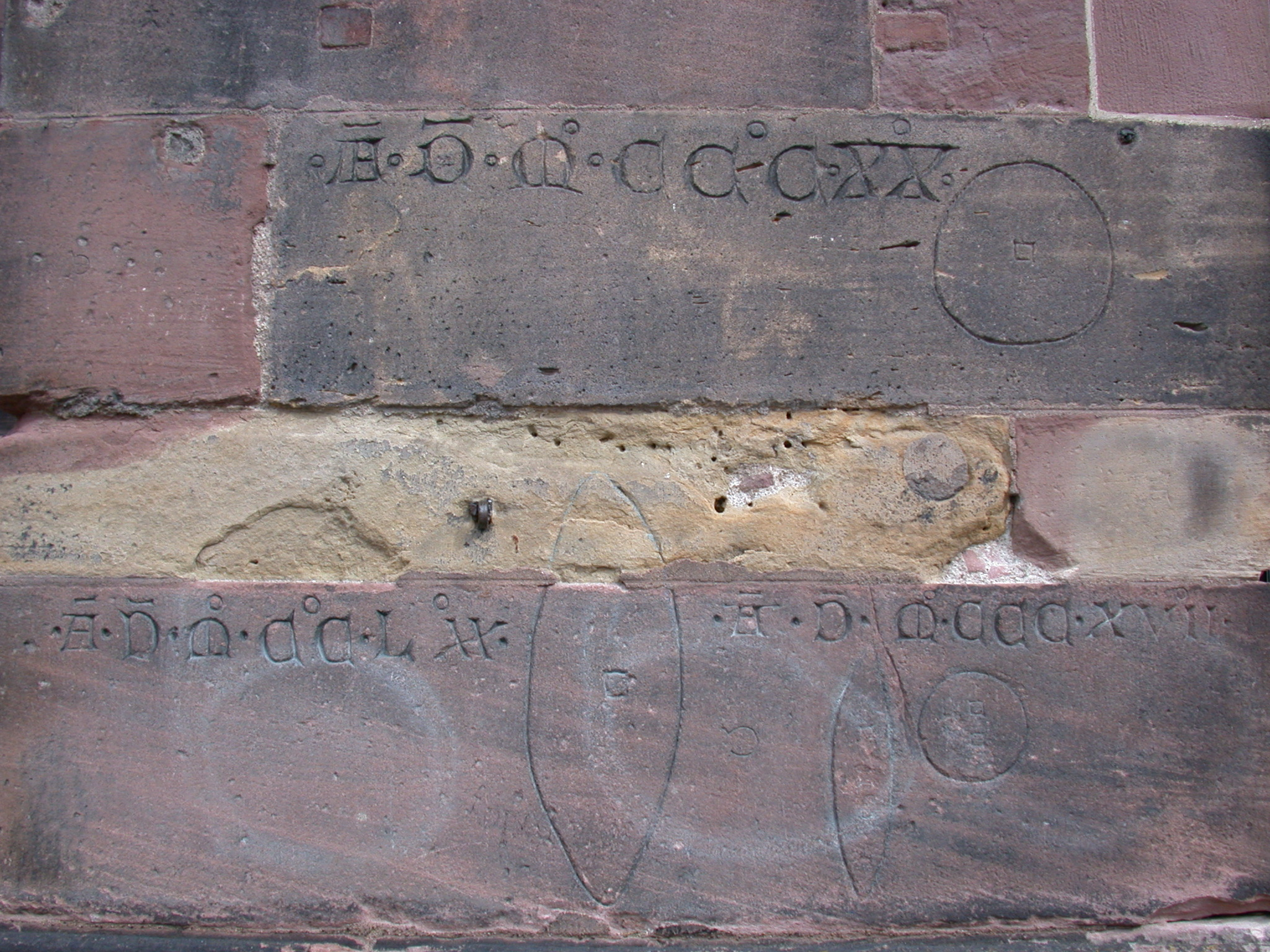
Brotmaße am Turmsockel

Am Fuße des Turms ist der Bau fast quadratisch im Grundriss; die Mauern sind wuchtig und fast ohne Durchbruch. Der Turm wird ungefähr oberhalb des ersten Drittels der Gesamthöhe von der zwölfeckigen Sterngalerie umgeben. Oberhalb der Galerie setzt sich der Turm als Achteck fort. Der achteckige Teil geht über in die sogenannte Laterne, die auch begehbar ist. Auf dieser Höhe ist der Turm bereits vielfach durchbrochen; von dessen acht hohen Spitzbogenfenstern geben vier den Blick nach außen frei. Über der Laterne befindet sich der ebenfalls achteckige, filigrane und vielfach durchbrochene Turmhelm. Die Rippenbögen sind mit Krabben besetzt. Seine Ausdruckskraft gewinnt der Turm durch die architektonisch vollendeten, wie spielerischen Übergänge von der viereckigen über die zwölfeckige zur achteckigen Form in den Turmhelm bis zur Kreuzblume auf der höchsten Spitze. Als Hauptbaumaterial wurde Sandstein verwendet, der im Mittelalter vor allem am Lorettoberg abgebaut wurde.
Es ist der einzige derartige gotische Kirchturm in Deutschland, der noch im Mittelalter vollendet wurde (um 1330) und seitdem fast wie ein Wunder die Zeit überdauert hat, auch den Bombenangriff vom 27. November 1944, der die Häuser in der nächsten Umgebung des Turmes zerstörte. Allerdings wurde das Gebäude durch die Erschütterungen stark in Mitleidenschaft gezogen. Dass auch der filigrane Turmhelm die Erschütterungen überstand, wird auf die in Blei gebetteten Eisenanker zurückgeführt, die als Verbindung der einzelnen Segmente des Turmhelmes dienen. Einzigartig für die Erbauungszeit ist auch die Wetterfahne mit Sonne und Halbmond über der Kreuzblume als Turmabschluss; sie symbolisiert die Herrschaft Christi bei Tag und Nacht. Vieles spricht dafür, dass das Motiv dieser aus feuervergoldetem Kupferblech gearbeiteten und 1861 erneuerten Wetterfahne in Freiburg erfunden wurde und sich dann von hier ausgebreitet hat.
Am Fuß des Turms, links vom ersten Portalbogen, sind mittelalterliche Maße (Längenmaße, Brotgrößen, Kornmaß und andere) eingemeißelt (13. und 14. Jahrhundert). Das Anbringen an der Kirche sollte diesen Maßen besondere Legitimität verleihen. Eine Inschrift nennt auch die Daten für die beiden Jahrmärkte der Stadt.
Der Turm enthält auch eine große Turmuhr von Jean-Baptiste Schwilgué aus dem Jahr 1851. Sie läuft noch, aber treibt nicht mehr den Zeiger am äußeren großen Zifferblatt und schlägt nicht mehr die Glocken. Der Turm enthält auch eine Kontrolluhr von Schwilgué, die im selben Jahr für den Turmwächter installiert wurde.
Kunsthistorisch ist der im Mittelalter vollendete Freiburger Münsterturm als architektonisches Vorbild von großer Bedeutung, da er vor allem im 19. Jahrhundert als Vorlage für eine Vielzahl von neugotischen Turmvollendungen oder neugebauten Kirchtürmen kopiert wurde. Ganz in der Nähe befindet sich der Kirchturm der Mülhausener evangelischen Stephanskirche (97 Meter), errichtet 1859–1866. Der Turm der evangelisch-reformierten Kirche in Warschau (erbaut 1866–1880 von Adolf Loewe) wurde ebenfalls dem Turm des Freiburger Münsters nachempfunden. Dieser diente auch als Vorbild für den Neubau des Turmes der Lambertikirche in Münster, der 1888/89 an Stelle eines baufällig gewordenen älteren Turms errichtet wurde.
Auch Reinhold Schneider setzte mit seinem Sonett Der Turm des Freiburger Münsters selbigem ein literarisches Denkmal. Es enthält u. a. die Zeile „Du wirst nicht fallen, mein geliebter Turm.“ Bemerkenswert dazu ist, dass Schneider es Monate vor dem Bombenangriff verfasst hat, bei dem der Turm kaum beschädigt wurde.
Zwölf Jahre war der Turmhelm von Februar 2006 zwecks Renovierung eingerüstet. Im August 2016 wurde das Gerüst bis auf ein Drittel zurückgebaut. Schon ein Jahr zuvor wurde die Turmspitze freigelegt. Die Arbeiten am Turmhelm waren im Mai 2018 abgeschlossen. Der Rückbau des Gerüstes erfolgte dann bis Ende August. Von 2017 bis 2018 wurde das Holz in der Türmer- und Glockenstube saniert. Deswegen war der Turm für Besucher gesperrt. Nach Mitte August 2018 war der Turm, bis auf den Bauaufzug an der Nordseite, wieder ohne Gerüst zu sehen. Allerdings musste noch im Turmhelm das Gerüst abgebaut werden. Der Turmhelm konnte das äußere Gerüst nicht selbst tragen. Nach insgesamt 200.000 Arbeitsstunden wurde Mitte Oktober 2018 das Ende dieser Arbeiten sowie die Wiedereröffnung der Besucherplattform und der Türmerstube gefeiert. Aus diesem Anlass wurde ein Null-Euro-Schein herausgegeben. Auch die Reinigung der Figuren in der Portalvorhalle war bis dahin abgeschlossen. Die Neugestaltung der Türmerstube wurde mit dem Internationalen Designpreis des Landes Baden-Württemberg „Focus Special“ im Bereich Public Design/Interior Design und dem Iconic Award 2019 vom Rat für Formgebung ausgezeichnet.

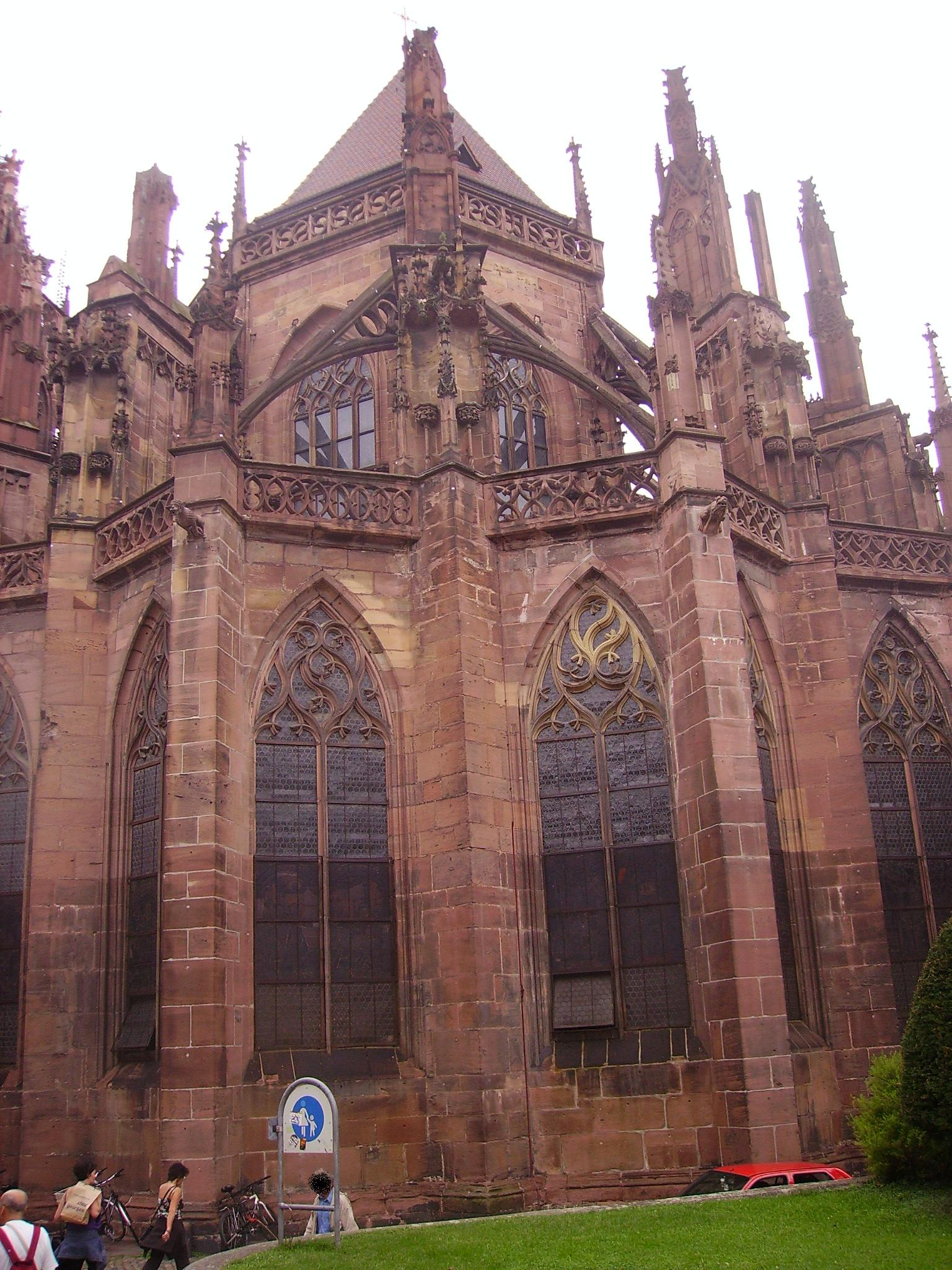
Chor mit Kapellenkranz

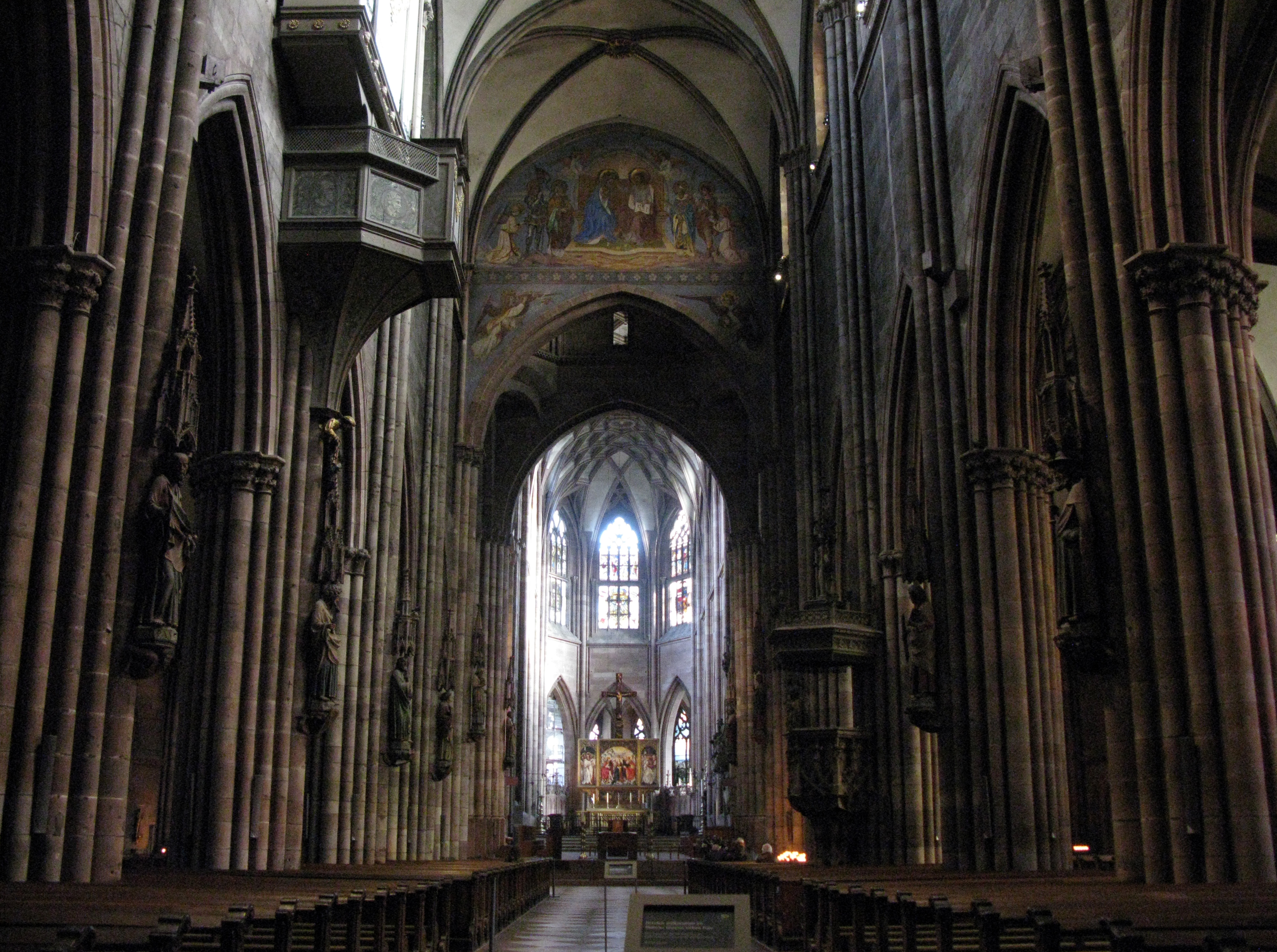
Innenraum des Freiburger Münsters

### Chor
Der Chor mit Kapellenkranz, dessen charakteristische spornförmige Außenerscheinung aus einem einfachen geometrischen Verfahren entwickelt wurde, ist das Hauptwerk des aus der Parlerfamilie stammenden Baumeisters Johann von Gmünd. Entgegen älteren Forschungsmeinungen wurde der Chor von Anfang an mit basilikalem Querschnitt und nicht als Hallenchor geplant. Nach der langen Bauunterbrechung von etwa 1370 bis 1471 erhielten die anschließend errichteten Abschnitte spätgotisches Gepräge mit Netzgewölben und Bogenmaßwerk nach Plänen des Baumeisters Hans Niesenberger und seiner Nachfolger. Zur Unterstützung der Fertigstellung des Chores gewährte Papst Sixtus IV. einen Ablass, den der Freiburger Theologieprofessor Johann Pfeffer 1482 zum Anlass seiner Abhandlung „Tractatus de materiis diversis indulgentiarum“ über das Ablasswesen nahm.
Seit 2014 wird der Münsterchor saniert. Über mehrere Jahrzehnte müssen die neogotischen Strebepfeileraufsätze ausgetauscht werden, weil sie zerfallen und Steinablösungen drohen. Regenwasser und Schadstoffe (Taubenkot) haben den Sandstein zersetzt. Die neuen Pfeiler werden aus Neckartäler Buntsandstein gefertigt.

## Ausstattung

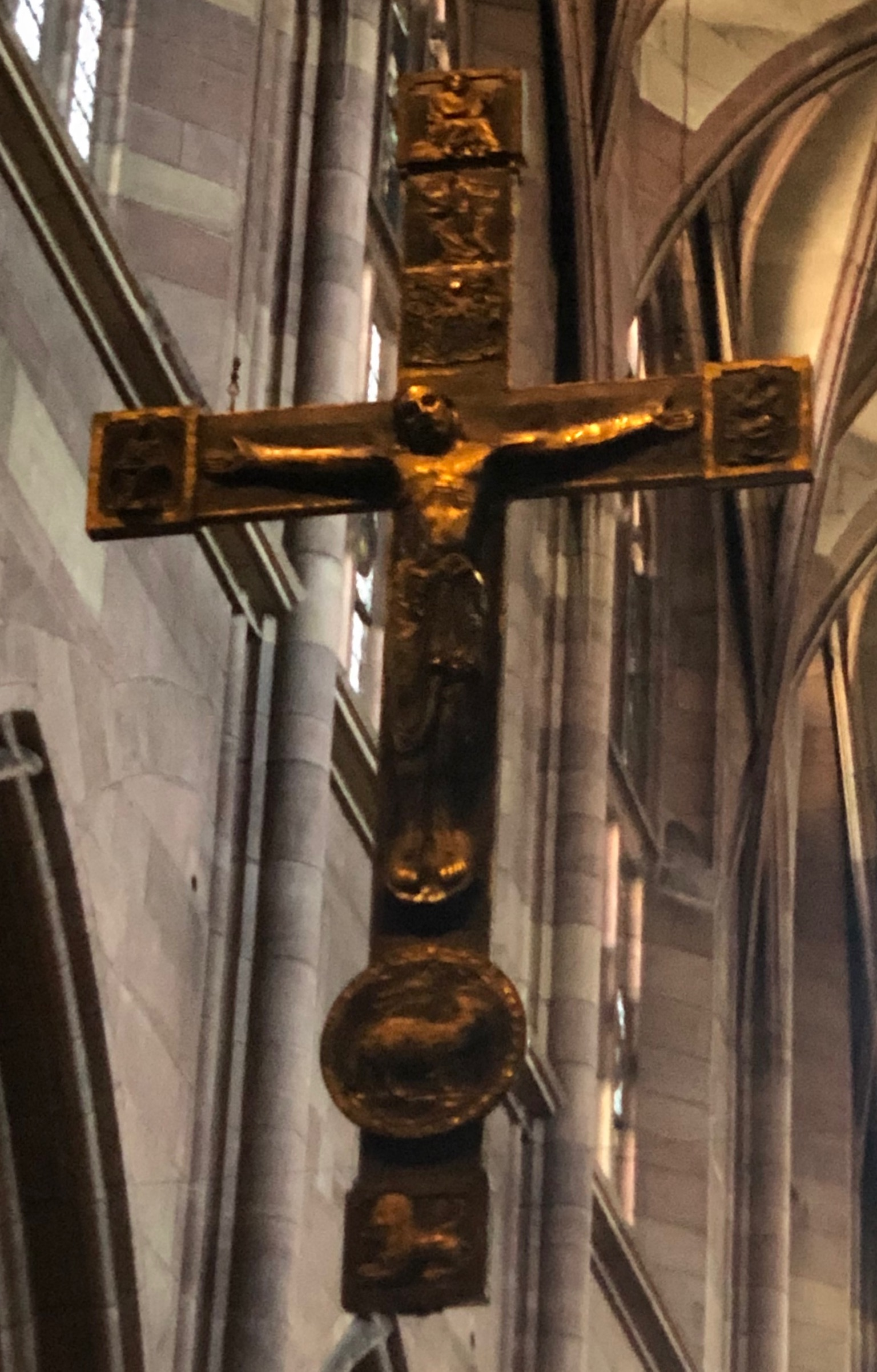
Böcklin-Kreuz von ca. 1200

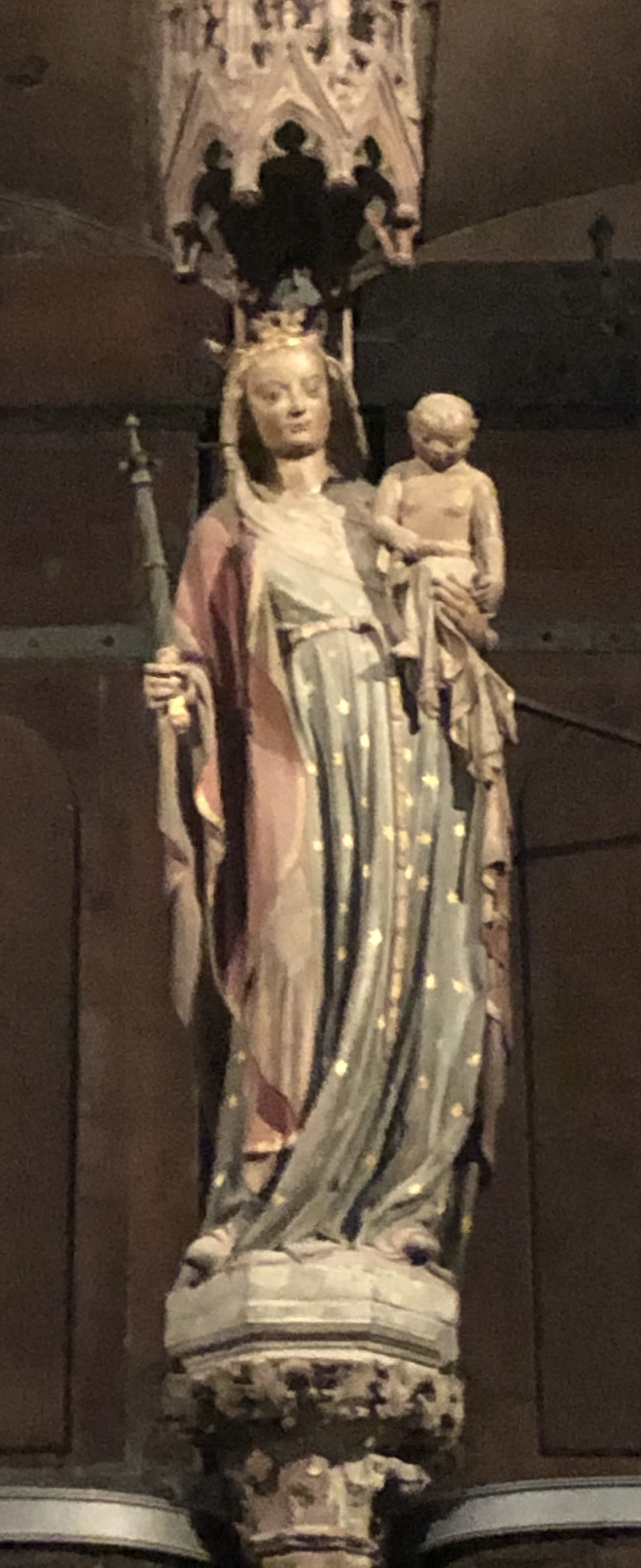
Sternenkleidmadonna (Hauptportal um 1300)

### Chorraum

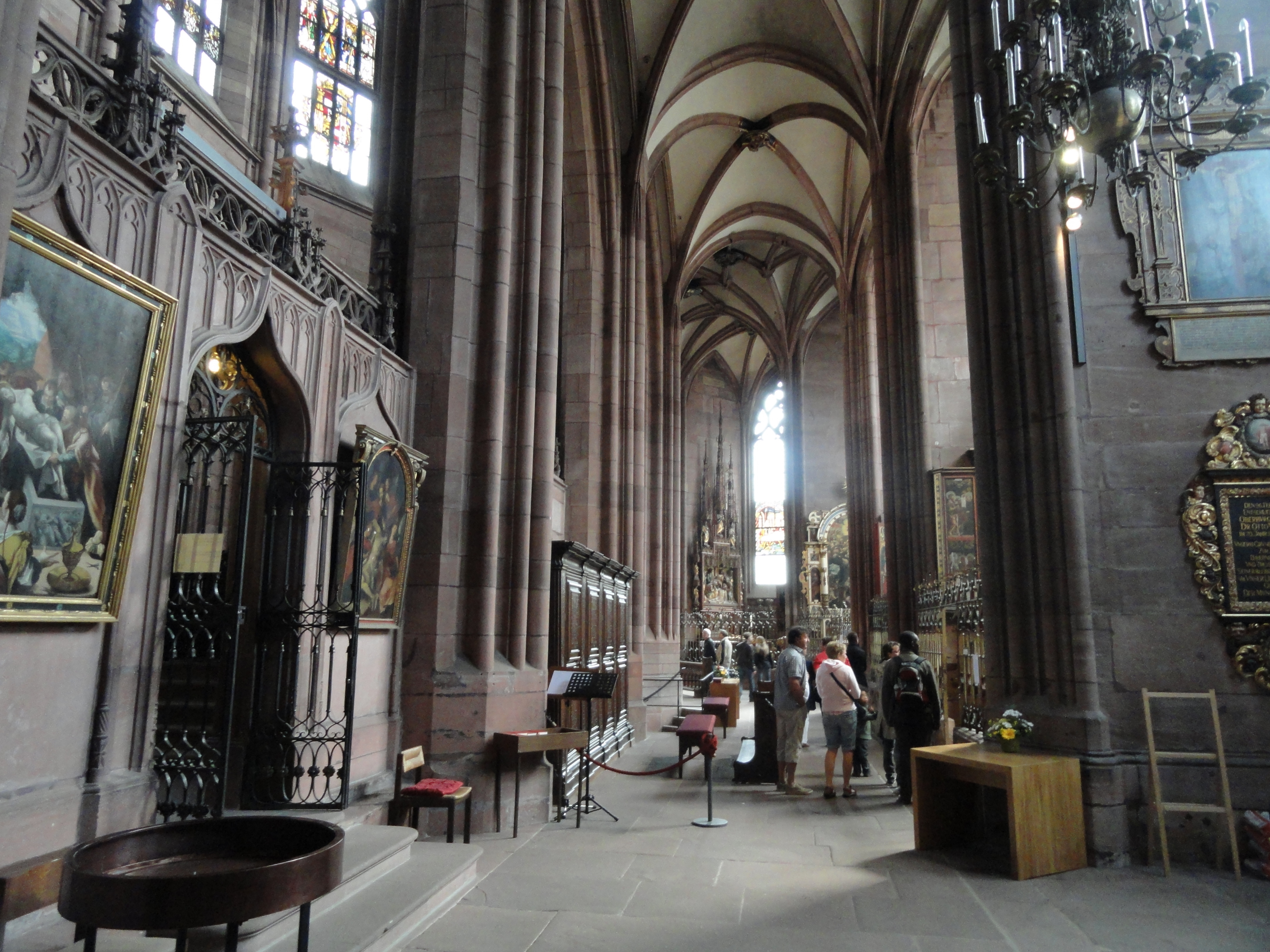
Blick in den Kapellenkranz von der Nikolauskapelle aus

Das bedeutendste Inventar ist der Hochaltar von Hans Baldung Grien. Der Hochaltar, gemalt von 1512 bis 1516, ist ein Flügelaltar, der in der Weihnachtszeit vier Weihnachtsbilder mit den Themen Mariä Verkündigung, Heimsuchung, Geburt Christi und Flucht nach Ägypten zeigt. Die restliche Zeit des Jahres sieht man als Mittelbild die Krönung Mariens, umgeben von den zwölf Aposteln, je sechs auf einem Klappflügel, wobei Petrus und Paulus auf je einem der Flügel deutlich im Vordergrund stehen. Auf die Rückseite, die nur bei einer Besichtigung des Kapellenkranzes zu sehen ist, ist die Kreuzigung Christi gemalt. Hier hat sich Hans Baldung in einem der Knechte selbst porträtiert.
Seit 2003 wird der Chor in der Fastenzeit wieder mit dem von François Arparel 1611/1612 gemalten Fastentuch verhängt, welches den dahinter liegenden Hochaltar verbirgt. Dieses mit 1014 × 1225 cm größte noch erhaltene derartige Stück in Europa wurde restauriert und mit einem stützenden Stoff versehen. Es wiegt über eine Tonne.

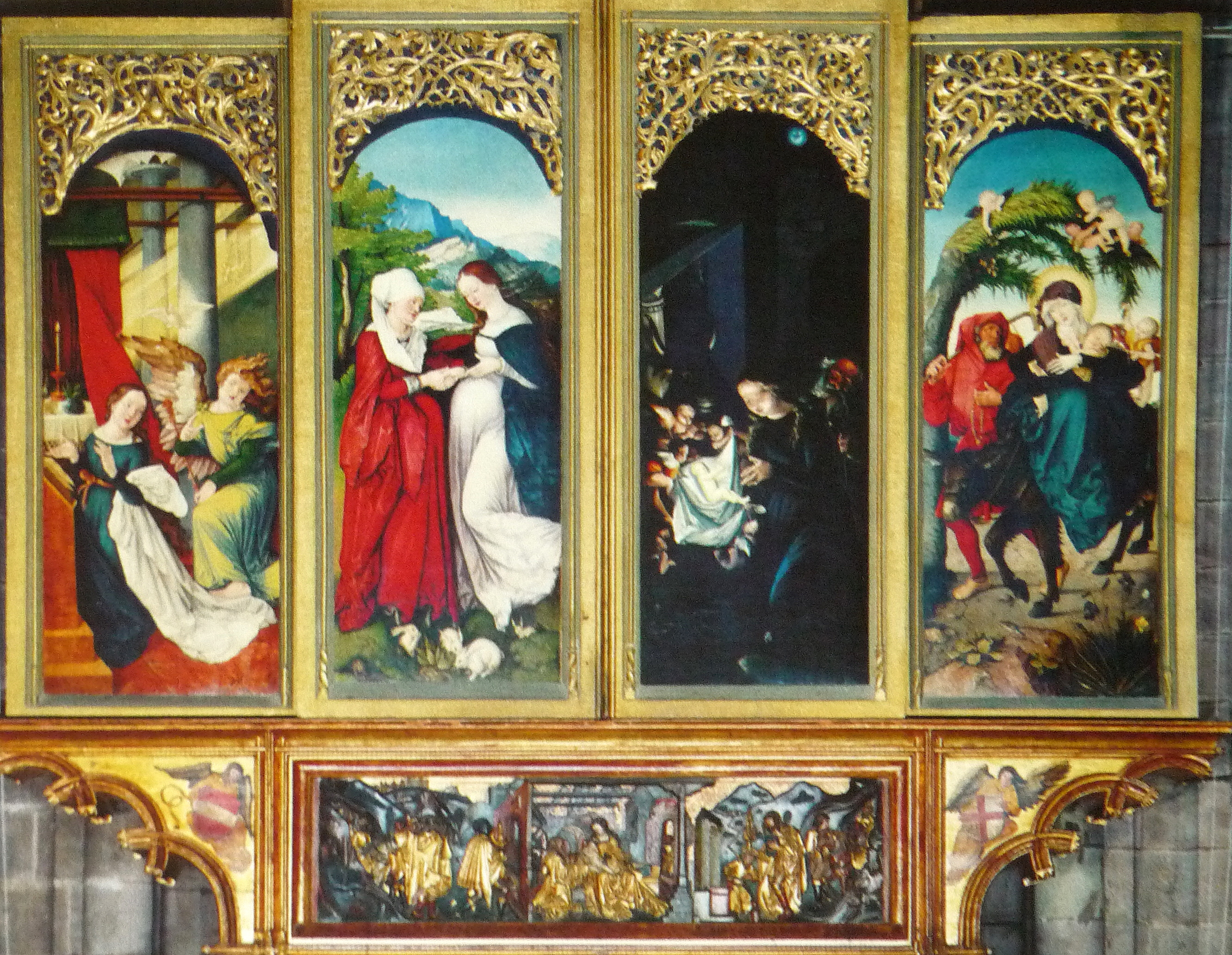
Hochaltar (geschlossen) von Hans Baldung Grien (1512/16): Verkündigung, Heimsuchung, Geburt, Flucht nach Ägypten
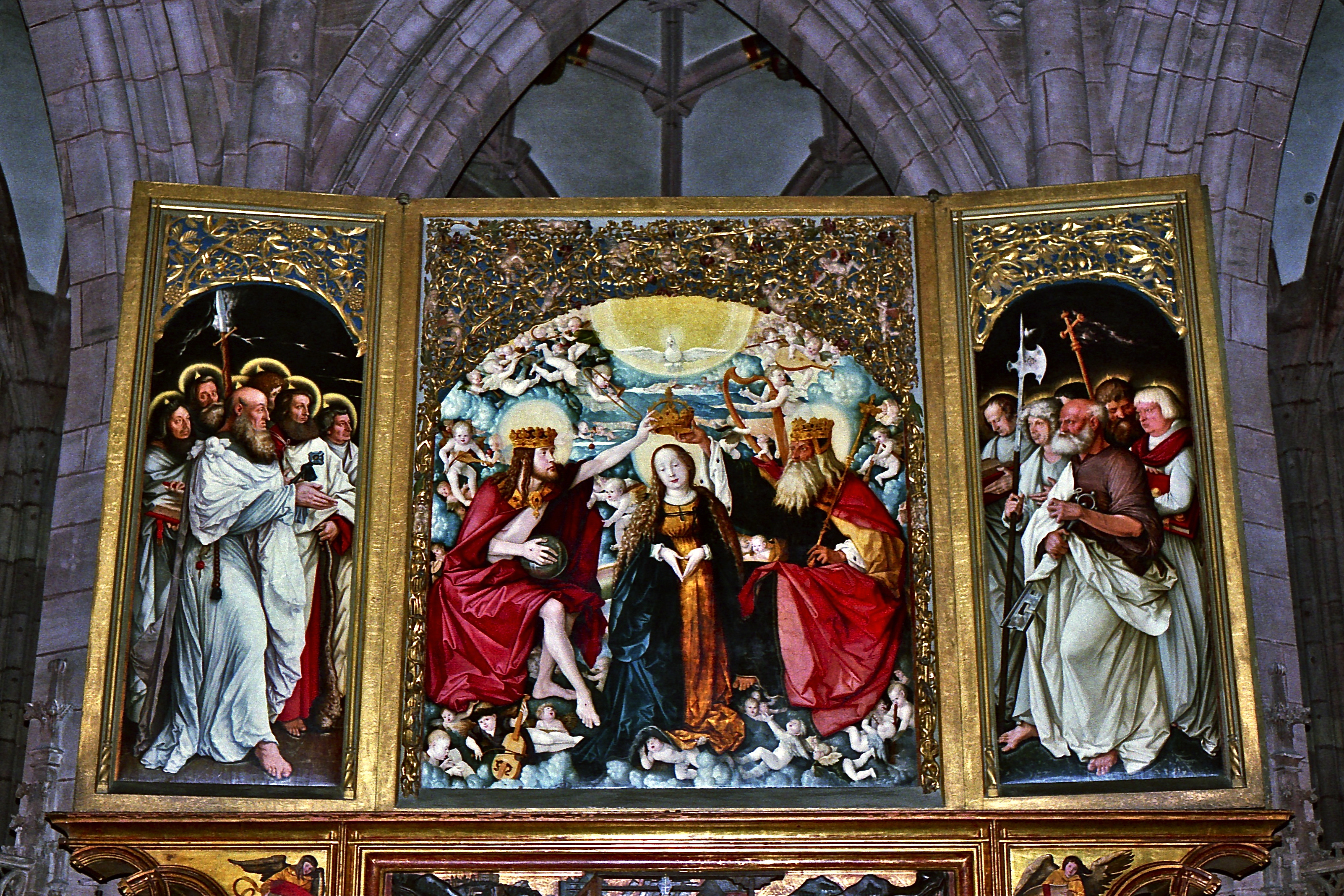
Hochaltar mit geöffneten Flügeln: Krönung Mariens und auf den Flügeln die zwölf Apostel
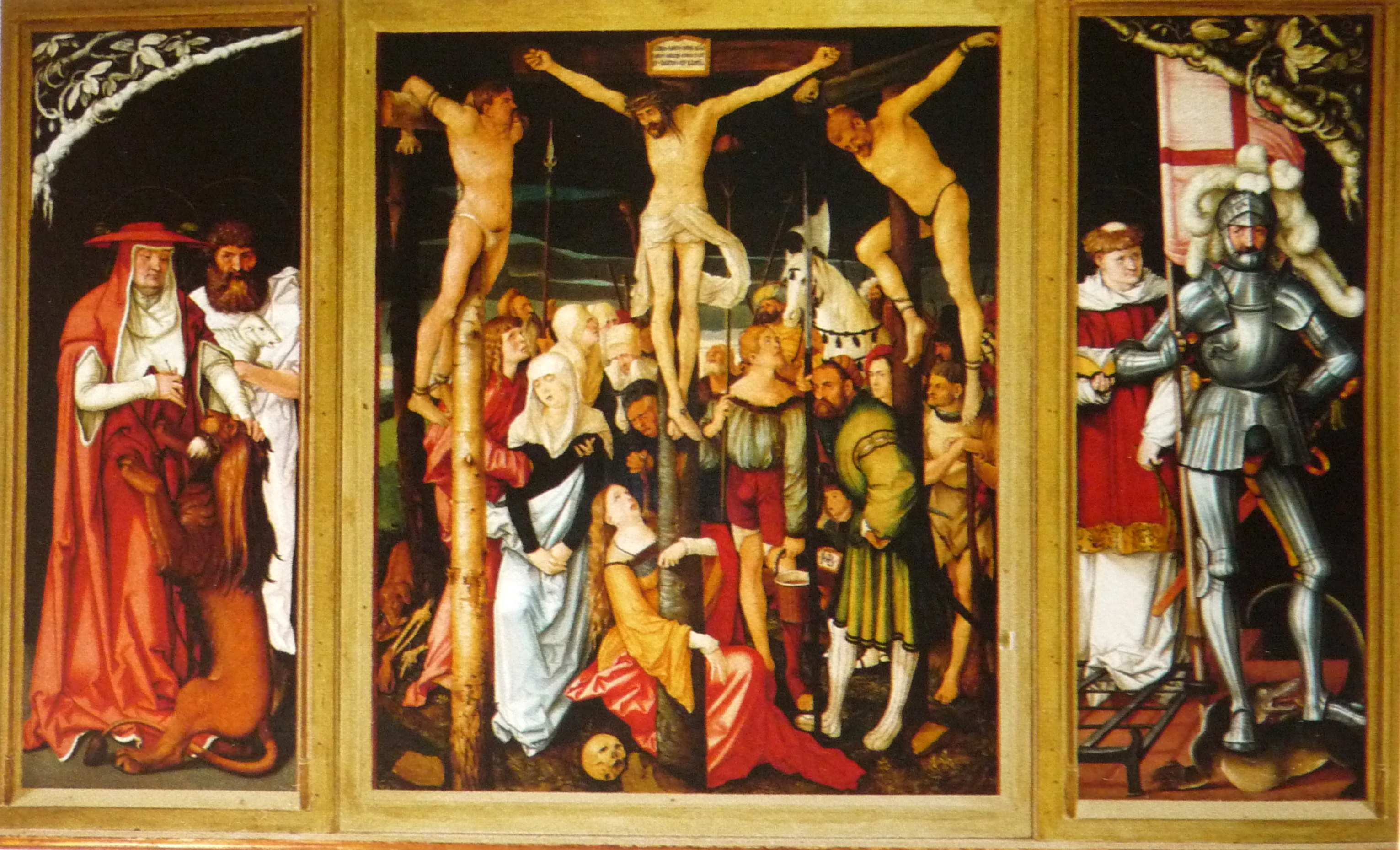
Rückseite: Kreuzigung mit Porträt von Hans Baldung Grien. Seitenflügel: Hieronymus und Johannes d.T., Laurentius und Georg
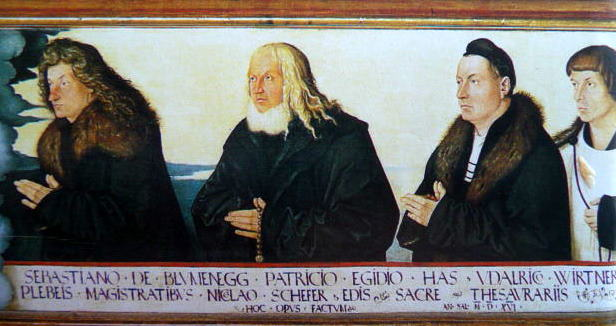
Drei Münsterpfleger und der Münsterschaffner auf der rückseitigen Predella
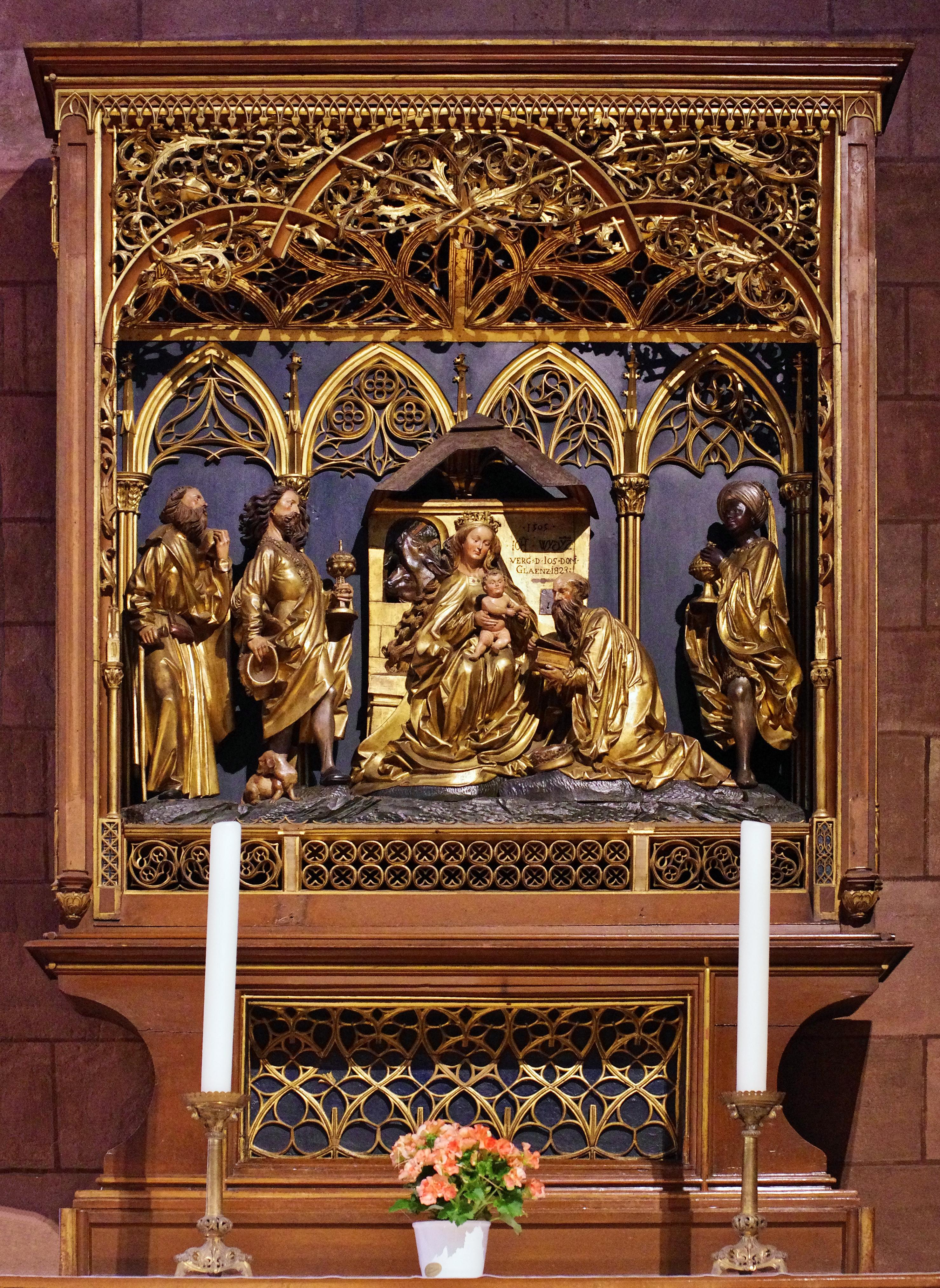
Schreingruppe mit Anbetung der Könige von Hans Wydyz (1505)
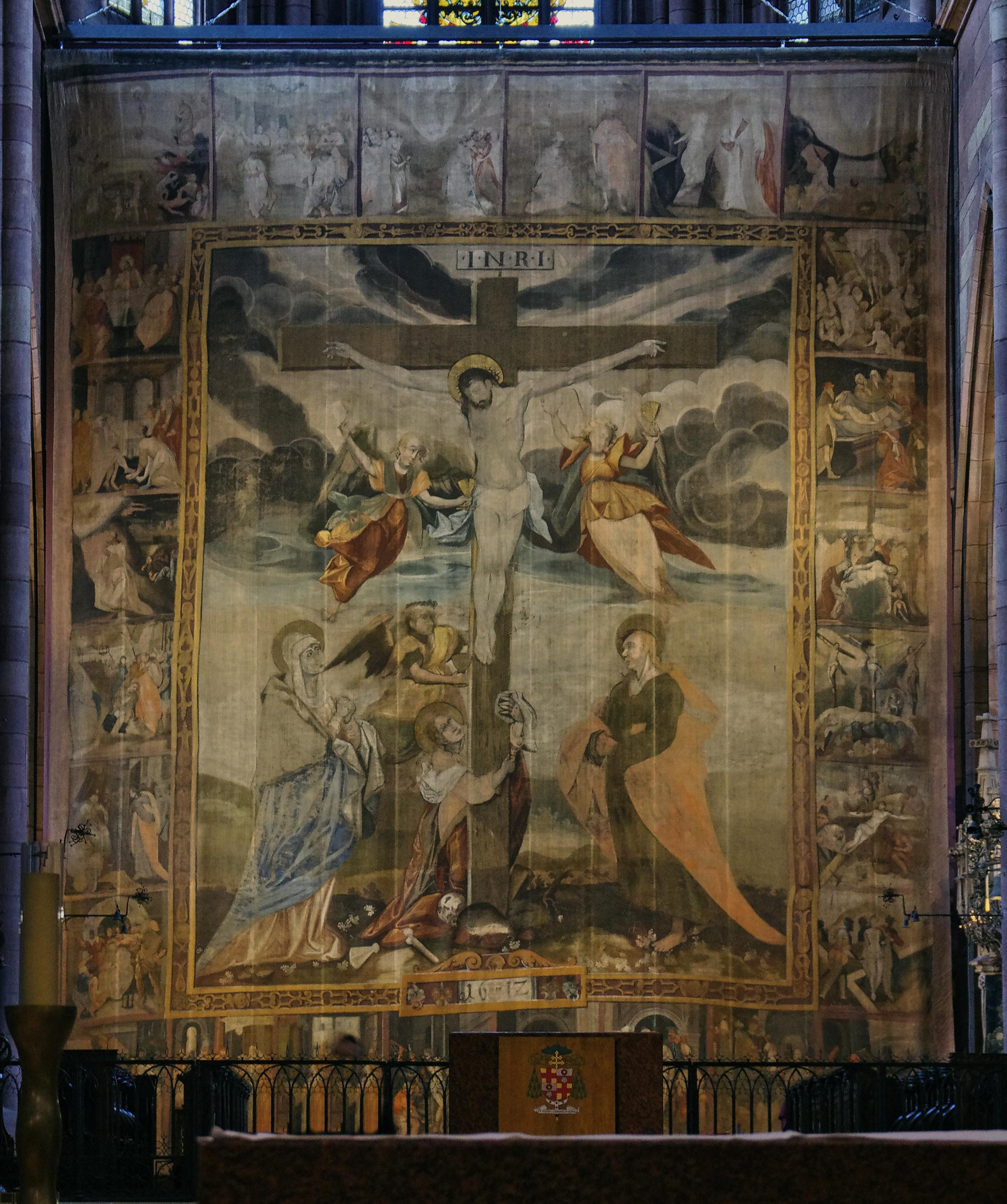
Das Freiburger Fastentuch von 1612

Im Chor befindet sich das vom Bildhauer Johann Christian Wentzinger in den Jahren 1743 bis 1745 geschaffene Grabmal von Franz Christoph von Rodt (1671–1743), einem habsburgischen General und Kommandanten der Festung Breisach. In den Schrankenanlagen zwischen Binnenchor und Chorumgang finden sich vier Zähringer-Bildplatten von Franz Anton Xaver Hauser in kielbogengerahmten Nischen.
Umstritten war die Neugestaltung des Altarraumes (Altar, Ambo, Bischofskathedra und Chorgestühl) durch den Münstertäler Künstler Franz Gutmann, die im Dezember 2006 abgeschlossen wurde. Die schlicht gehaltene Umgestaltung, besonders die geplante Entfernung des Annen- und des Dreikönigsaltares und die Stellung des Bischofssitzes, rief anfangs teils heftige Proteste bei der Bevölkerung und bei den Gläubigen hervor. Am Sonntag, 10. Dezember 2006, fand durch Erzbischof Robert Zollitsch die Weihe des neuen Altars statt.
Seit Dezember 2009 hängt im Altarraum das älteste Kunstwerk des Münsters, ein spätromanisches monumentales Kreuz, das sogenannte Böcklinkreuz, das um 1200 aus Eichenholz gefertigt wurde und mit Silberplatten beschlagen ist. Es ist 2,63 Meter hoch und 1,45 Meter breit und hatte bisher seinen Platz in einer der Chorkapellen. Ursprünglich war das möglicherweise von Herzog Berthold V. gestiftete Kreuz als Triumphkreuz mit Bezug zum Herzogsgrab aufgehängt, worauf Reste einer Aufhängevorrichtung am Kreuz hinweisen.

### Kapellenkranz
Die Kapellen im Chor gaben einigen wohlhabenden Freiburger Bürgern und Adeligen mit Beginn des 16. Jahrhunderts Gelegenheit, in ihren Familienkapellen dort die Memoria, das Andenken an Mitglieder ihrer Familie, wach zu halten und dabei gleichzeitig den eigenen Status zur Schau zu stellen. Als Andachtsräume und Grabstätten sind die Kapellen Ausdruck einer tiefen Frömmigkeit, sie zeugen aber ebenso von dem Willen, die Bedeutung und das Ansehen der Familie anhand der Ausstattung der Kapelle zu stärken. Das Kaiserhaus stiftete die beiden zentralen Kapellen, und auch die 1457 gegründete Universität sicherte sich mit einer Kapelle im Chor einen Ort zum Andenken ihrer Mitglieder.
Alle Kapellen wurden mit wertvollen Fenstern, oft mit den Bildnissen der Stifter und deren Schutzpatronen, und mit kostbaren Altären ausgestattet. Viele der farbigen Gitter auf reliefierten Steinsockeln tragen das Datum der Entstehung und die Wappen der Stifter, die oft auch in den bunten Gewölbeschlusssteinen zu finden sind. Im Laufe der Jahrhunderte veränderten sich einige Besitzverhältnisse, und viele Ausstattungobjekte, vor allem Altäre und Epitaphe kamen hinzu, so dass sich heute der Geschmack sehr unterschiedlicher Zeiten dort ablesen lässt.
Die Kapellen von Süd nach Nord:

#### Stürzelkapelle

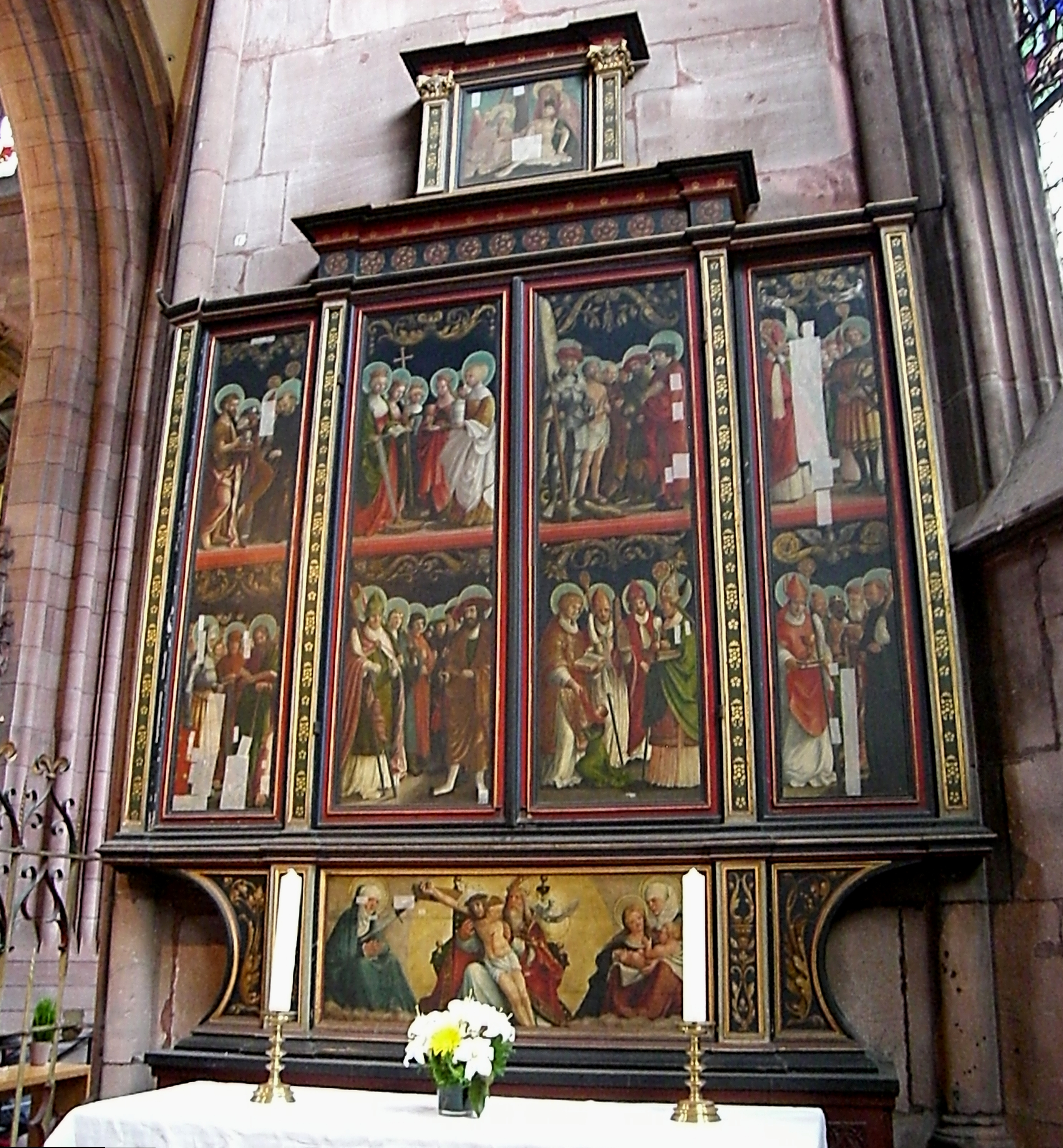
Nothelfer-Altar in der Stürzel-Kapelle, Augsburg um 1530

Der Jurist und Hofkanzler Kaiser Maximilians I. Konrad Stürzel von Buchheim (ca. 1437–1509) stiftete 1505 die Familienkapelle, welche neben der Universitätskapelle zu den am frühesten fertiggestellten Chorkapellen gehört. Der Ausbau erfolgte zeitnah, da bereits nach 1506 die Gerüsthölzer für die Gewölbe der Stürzel- sowie der Universitätskapelle erworben wurden. Die Innenausstattung zog sich in die Länge, da erst 1524 die Gewölbeschlusssteine bemalt, 1525 die Verglasung mit Butzenscheiben eingebaut, 1530 die Glasgemälde eingesetzt und zuletzt im gleichen Jahr die Kapellengitter fertiggestellt wurden. Das Weihedatum der Kapelle ist unbekannt.
Die Fenster zeigen den betenden Stifter und seine Familie, den Bruder, dessen Sohn sowie Stürzels Söhne und Töchter und seine zweite Ehefrau Ursula Laucher. Stürzel wird überragt vom heiligen Bischof Nikolaus, der auf einem Buch drei Brote trägt, dargestellt. Dieses Motiv ist ein Hinweis auf ein Ereignis aus der Legende des Bischofs Nikolaus, auch bekannt als Kornwunder. Links ist die Muttergottes mit dem Kind und den Heiligen Drei Königen dargestellt, die Stürzel in besonderer Weise prägten. Er widmete den Königen die Kapelle in seinem Stadtpalast und machte sie ebenfalls zum Thema des dortigen Altars. Der Dreikönig-Altar kam Anfang des 19. Jh. ins Freiburger Münster, seit 2009 steht er im südlichen Seitenschiff. Die Szenen auf den Gemälden sind vor unterschiedlich farbigen und gemusterten Hintergründen gemalt, des Weiteren schließen Renaissancearchitekturen mit Girlanden und Putten sie nach oben ab. Entworfen wurden die Fenster von Hans Baldung Grien um 1528. Die Originalscheiben sind im Freiburger Augustinermuseum ausgestellt, da sie 1910 in der Kapelle durch Kopien von Fritz Geiges ausgetauscht wurden.
Der Künstler und die Entstehungszeit des bemalten Flügelaltars, des sog. Nothelferaltars sind nicht bekannt. Stilistische Merkmale weisen bei dem Hauptbild und den vier Gemälden auf den zwei Stand- und Klappflügeln auf einen Maler der augsburgischen Malerschule um 1530 hin. Den Künstler der Gemälde des Altaruntersatzes und des Aufsatzes sieht man im Umkreis von Hans Baldung Grien. Der geöffnete Altar zeigt im Mittelteil den heiligen Augustinus, Antonius den Einsiedler und den Pestpatron Rochus, sowie den heiligen Christophorus und Sebastian. Bei geschlossenen Flügeln zeigt er vierundvierzig kleinfigurige Heilige in acht rechteckigen Feldern. Zu ihnen gehören die Vierzehn Nothelfer, die von den Gläubigen in Not und Bedrängnis angerufen werden. Das Aufsatzbild zeigt die Kreuzabnahme Christi, bei der Maria, Johannes und zwei trauernde Frauen dargestellt sind. Die Predella wird durch die Darstellung der heiligen Dreifaltigkeit, Gott Vater mit dem gekreuzigten Sohn und der Heilig Geist Taube, der Schmerzhaften Muttergottes sowie der heiligen Anna mit ihrer Tochter Maria und dem Jesuskind, auch Anna Selbdritt genannt, geschmückt. Der Altar ist nicht mehr in seinem ursprünglichen Zustand, da er zweimal im 19. Jh. restauriert wurde und man 1915 das Rahmenwerk erneuert, die Gemälde restauriert und die Holzpartien mit einer neuen farbigen Bemalung aufgefrischt hat. Anfang des 20. Jh. war der Altarblock mit einem Bildteppich der Geburt Christi, welcher um 1501 datiert ist, versehen, der sich heute im Augustinermuseum befindet.
Der Barock-Epitaph an der Westwand erinnert an den Freiburger Bürgermeister Johann Stephan Bayer und wurde von seinen Söhnen gestiftet. Der Eindruck schaffende Epitaph fasst eine Höhe von 3,60 m und eine Breite von 1,80 m. Er hat einen vergoldeten, blau-grünen Rahmen mit gedrehten Säulen und oben sitzenden Engeln, die ein ovales Auferstehungsbild zwischen sich halten. Die Kreuzabnahme Christi ziert das Hauptbild – zu sehen sind hier Maria, Maria Magdalena, Nikodemus und der Leichnam Christi. Der verstorbene Bürgermeister wird durch die Inschrift unter dem Bild geehrt. Blütenreliefs, geschmückte Wappen Bayers, das seiner Frau sowie das seines Sohnes Franz zieren das Unterteil des Epitaphs. Ende des 19. Jh. wurde dieses Werk eines unbekannten Künstlers entfernt. 1909 war der Rahmen wieder in die Kapelle zurückgebracht worden, die zunächst vermissten Gemälde folgten später. Damals wurde die Kapelle durch zwei weitere Gedenktafeln ergänzt. Eine Gedenktafel für den Freiburger Ratsherrn und Obristmeister Andreas Flader, die die Darstellung der Auferstehung Christi zeigte, zierte eine Stelle des Bayer-Epitaphs. Vor der Kapelle war für Mariä Annä Freifrau von Greuth, die im Chorumgang bestattet wurde ein weiteres Epitaph angelegt worden. Vermutlich wurden die heute nicht mehr zu sehenden Werke Ende des 18. Jahrhunderts entfernt.
Bis 1819 befand sich im südlichen Seitenschiff, wo seit dem Mittelalter die Taufen stattfanden, das barocke Taufbecken, welches seit der neugotischen Umgestaltung des Münsters in die Kapelle versetzt wurde. Das Becken und den Deckel wurde an den gotischen Tempel angepasst und in grauer, unscheinbarer Farbe angestrichen. Der Taufstein besteht aus einem stark geschwungenen Holzdeckel, der sich zur Hälfte öffnen lässt, sowie einem Becken aus Stein. Das Becken wird durch drei Engelskinder, welche ein wuchtiges Tuch bändigen, teilweise verhüllt. Den gewölbten Deckel zieren feine Profile und zarte Rocaillen, zudem befindet sich auf ihm die geschnitzte Figurengruppe der Darstellung der Taufe Christi. Zu sehen sind Johannes der Täufer und der kniende Christus, dem das Wasser aus einer Muschel über den Kopf geflossen wird. Die Kreuzfahne steht für den Sieg Christi über den Tod. Obwohl der oberrheinische Künstler Johann Christian Wentzinger das Taufbecken entwarf, realisierten es am Ende allein seine Mitarbeiter. Um 1768 schuf der Bildhauer Joseph Hörr das Becken, der Deckel wurde von Schreiner Johann Adam Brötz und Bildhauer Anton Xaver Hauser gefertigt.
Damals befanden sich drei Beichtstühle von Joseph Dominik Glänz in der Kapelle, die zwischen 1956 und 1959 entfernt und vernichtet wurden.
Die Schmiedeeisengitter wurden von 1529 bis 1530 von dem Kunstschlosser Urban gefertigt. Bestehend aus senkrechten und waagerechten Vierkanteisen, werden sie durch spätgotische Spitzbögen mit Rautenmuster und Maßwerk gegliedert. Blütenmotive zieren die Gitter und schließen sie nach oben ab. Die außen angebrachten, aus Eisenblech geschnittenen und bemalten Wappenschilde zeigen links das Wappen von Konrad Stürzel, rechts ein Wappen unbekannter Herkunft. Auf den Sockelsteinen befinden sich links zwei Blumenranken und rechts das plastische Wappen der Familie Stürzel mit dem Bild des Greifen.
Auf den Gewölbeschlusssteinen befindet sich das Motiv des Familienwappens mit Turnierhelm und insgesamt zwei Greifen. Die Fabeltiere wenden sich aufgrund der spiegelbildlichen Anordnung einander zu.
Vor dem Altar liegen zwei Grabplatten, von dem die hintere gut erhaltene, die des 1661 verstorbenen Johannes Sebastian Stürtzel von Buchheim ist. Über die zweite Grabplatte weiß man nichts, da auf ihr kaum noch etwas zu erkennen ist. Unter dem Altar befinden sich die Reste einer dritten Grabplatte, bei der ebenfalls nichts über den Verstorbenen bekannt ist.

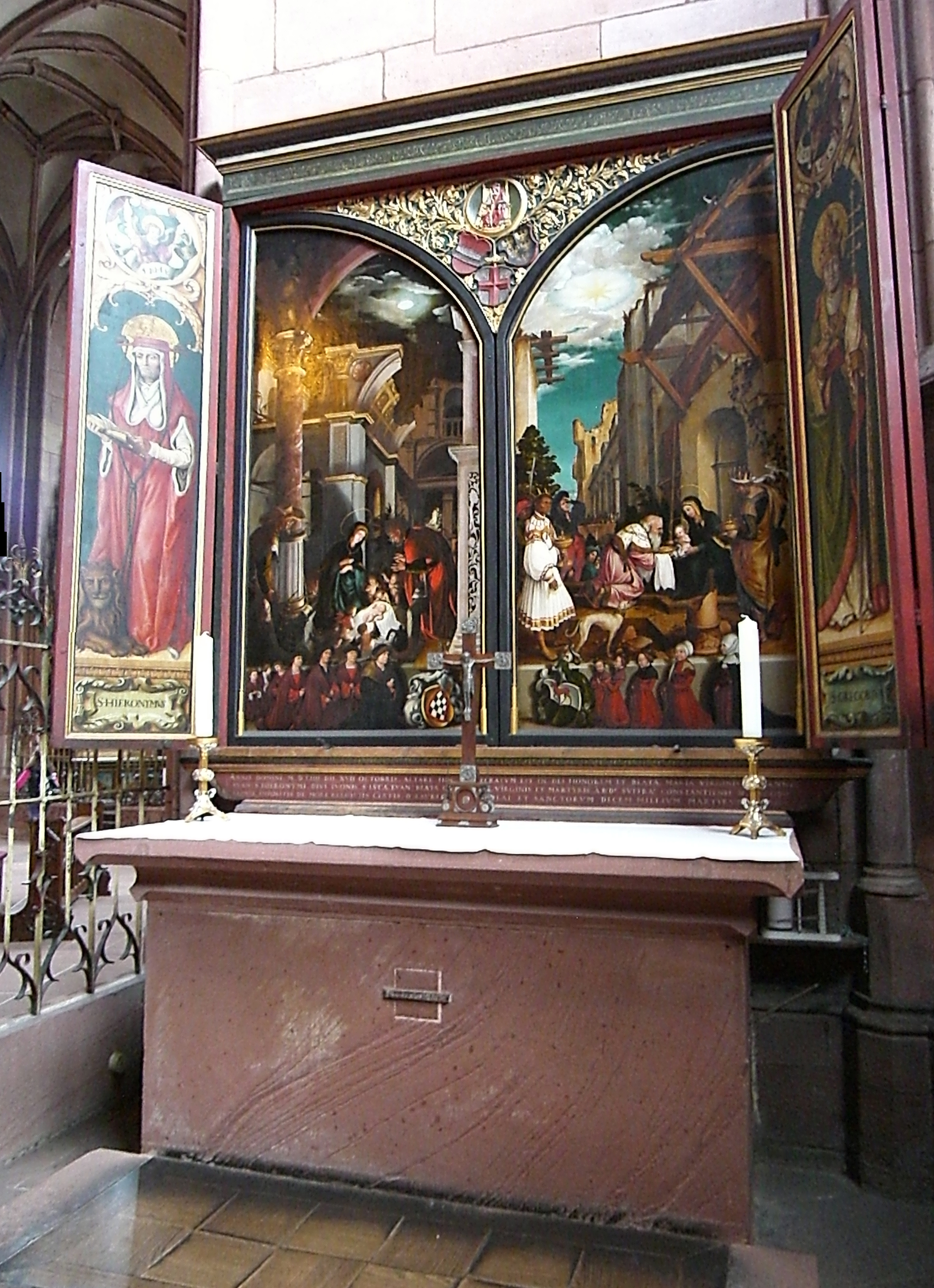
Oberried-Altar von Hans Hobein d. J. (1525/26) in der Universitätskapelle

#### Universitätskapelle

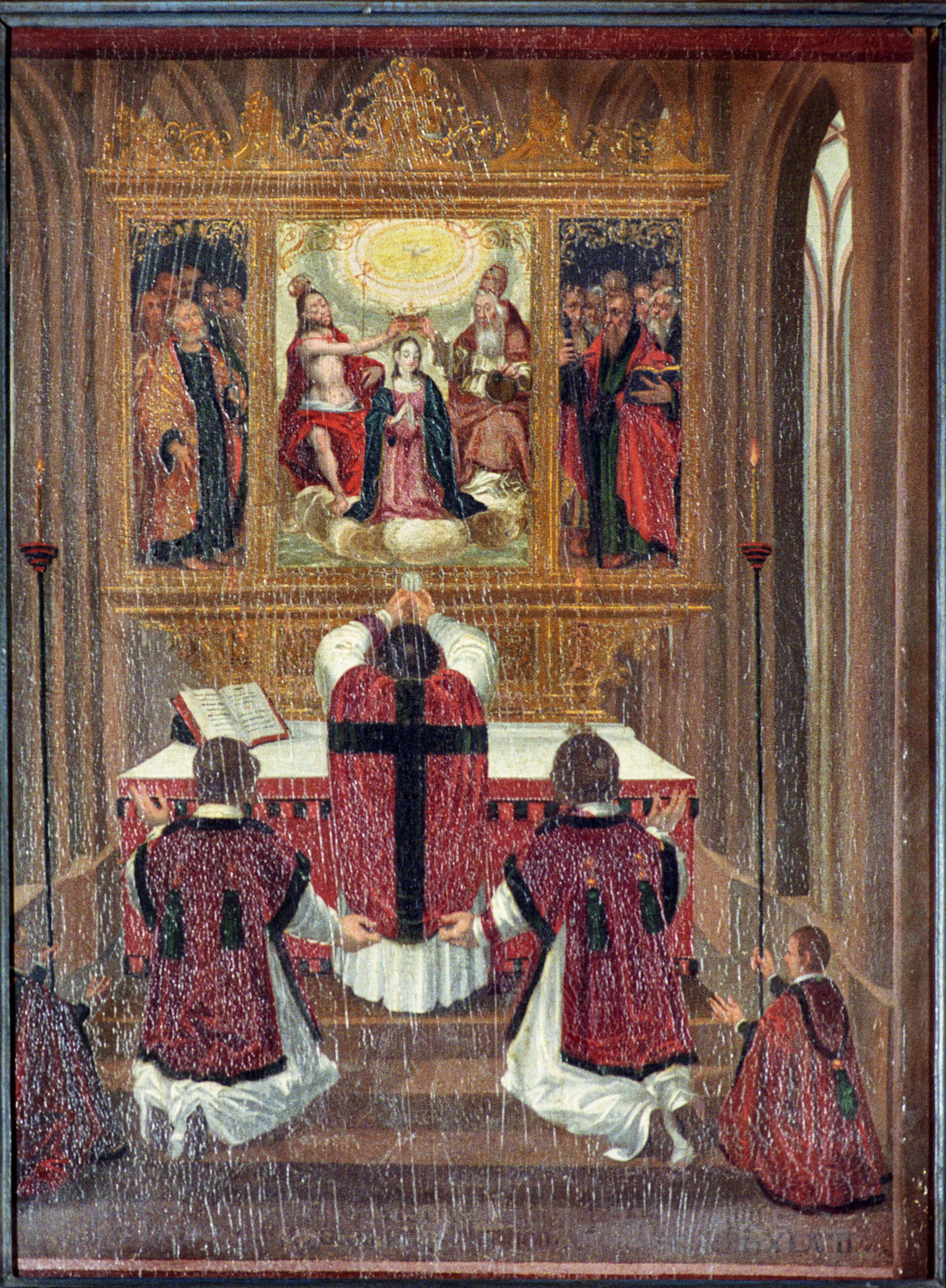
Das von Hans Bär gefertigte äußere Gemälde am Epitaph von Michael Küblin zeigt den im Hochchor stehenden Marienaltar von Hans Baldung Grien

Der Vertrag über den Bau der Kapelle wurde 1505 zwischen der Universität Freiburg und der Stadt Freiburg geschlossen und der Bau 1507 vollendet. Die Gräber in der Kapelle waren für Professoren vorgesehen. Bis 1789 fanden Bestattungen in der Kapelle statt. Insgesamt gibt es acht Gruftkammern, zwei in und sechs vor der Kapelle im Umgang, in denen nach Vertrag alle acht Jahre jemand neues begraben werden konnte. 36 Bestattungen sind überliefert, wahrscheinlich waren es aber noch einige mehr. Das Bildprogramm in der Kapelle verweist stark auf den Universitätspatron, den heiligen Hieronymus und das Wappen der Universität, auf dem der zwölfjährige lehrende Christus dargestellt ist. Des Weiteren sind die Wappen von Altösterreich, Freiburg und den Habsburgern sehr häufig in der Kapelle zu finden, da sich Freiburg damals auf österreichischem Gebiet befand und die Universität von Albrecht VI., einem Habsburger, gegründet wurde.
Die Fenster sind noch alle im Original in der Kapelle. Die unteren gehören zur ursprünglichen Ausstattung, wurden allerdings im 19. Jahrhundert stark übermalt. Beauftragt wurden sie vom Senat der Universität und ausgeführt zwischen 1524 und 1527 von Hans von Ropstein. Auf der linken Seite ist der zwölfjährige lehrende Christus zu sehen. Er thront links zwischen Schriftgelehrten und von rechts nähern sich Maria, Josef und ein weiterer Gelehrter der Szene. Über dieser Darstellung sind Bögen mit Engeln, die das habsburgische Kaiserwappen halten. An den Ansätzen der Bögen sind die Wappen der österreichischen Länder zu sehen. Auf der rechten Seite sind die vier Patrone der Fakultäten der Universität dargestellt. Von links nach rechts der Evangelist Lukas für die medizinische, die heilige Katharina von Alexandrien für die philosophische, der Evangelist Johannes für die theologische und der heilige Ivo für die rechtswissenschaftliche Fakultät. Sie stehen vor einer Gebirgslandschaft. Über ihnen werden von Engeln Lorbeergirlanden gehalten. Diese stehen auf Konsolen mit Wappenschilden, auf denen ebenfalls die Universitätspatrone abgebildet sind. Einzig die theologische Fakultät wird hier nicht durch Johannes, sondern durch den Apostel Paulus vertreten. Oben in der Mitte der beiden Bögen, die jeweils zwei Patrone überspannen, ist jeweils ein weiterer Wappenschild, auf dem links zusätzlich der Hl. Hieronymus dargestellt ist. Die Glasmalereien links oben sind die neuesten Elemente in der Kapelle. Sie wurden 1886 durch eine Stiftung im Testament des Botanikers und Naturforschers Karl Julius Perleb hinzugefügt. Ausgeführt wurden diese Fenster nach Entwürfen des Freiburgers Wilhelm Dürr der Jüngere von der königlichen bayrischen Hofglasmalerei Franz Xaver Zettler. Dargestellt ist links der Hl. Hieronymus mit einem Buch als Verweis auf seine Bibelübersetzung und viele andere gelehrte Schriften, die er verfasste. Rechts ist Erzherzog Albrecht VI. zu sehen, der Gründer der Universität, der hier die Gründungsurkunde in der Hand hält.

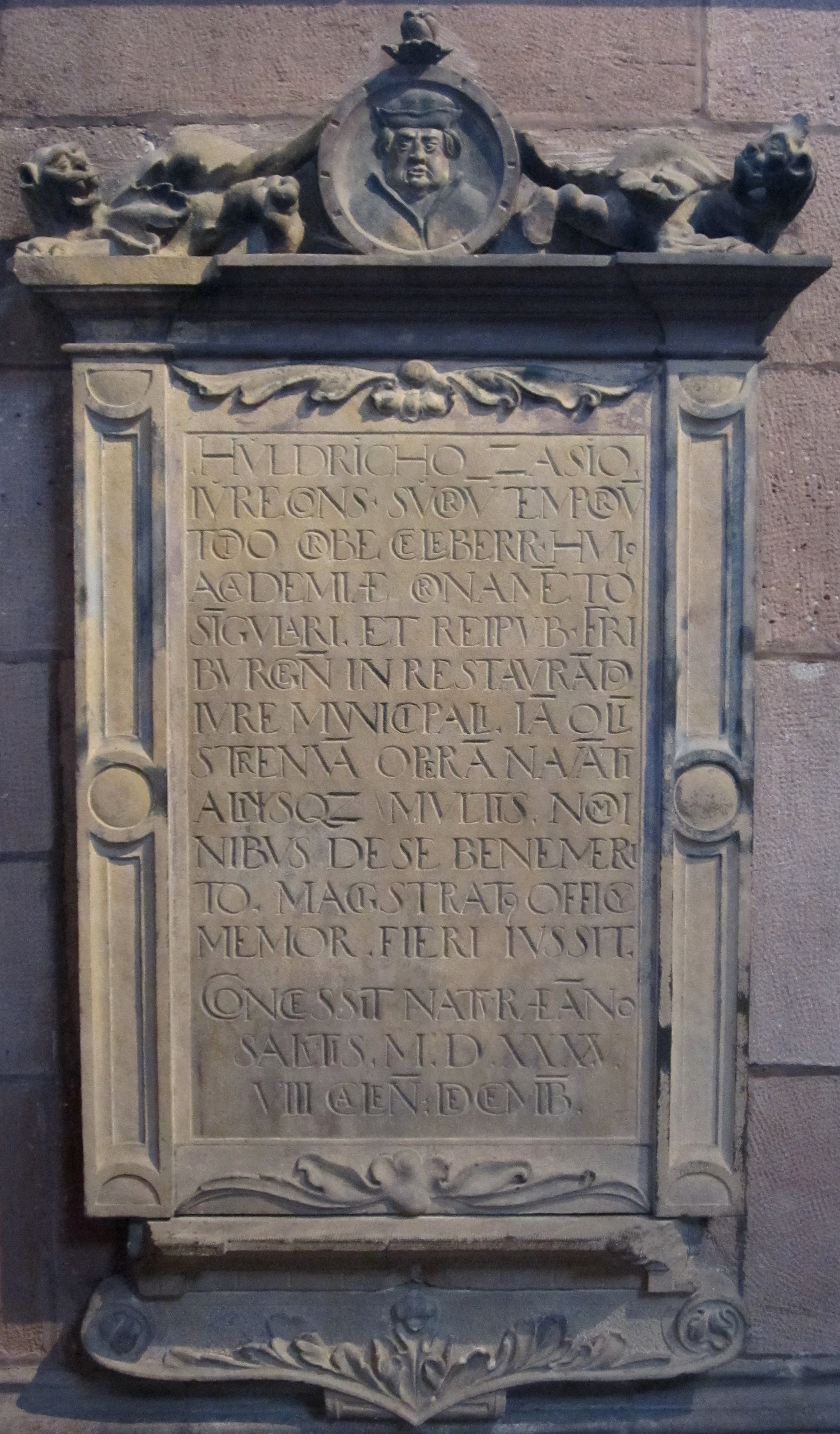
Die obere Bekrönung des steinernen Epitaph für Ulrich Zasius zeigt in einem Medaillon eine reliefierte Portraitbüste des Juristen und Professor

Als eines der bedeutendsten Ausstattungsstücke im ganzen Münster gilt der sogenannte Oberried-Altar, der sich seit 1554 in der Kapelle befindet. In dessen Mitte befinden sich zwei ursprüngliche Flügelbilder, gefertigt 1525/26 von Hans Holbein dem Jüngeren. Diese gehörten eigentlich zu einem anderen Altar, den der Basler Ratsherr Hans Oberried wahrscheinlich für seine Kapelle in der Basler Kartause in Auftrag gegeben hat. Er ist mit seiner Familie am unteren Bildrand dargestellt. Nach seinem Tod vermachte sein Verwandter, der Basler Domherr Ludwig Baer, die beiden Flügel der Universität Freiburg, und sie wurden 1554 in einen neuen Altar integriert. Was mit der eigentlichen Mitteltafel des ursprünglichen Altars geschah, ist nicht bekannt. Dargestellt sind links in einer antiken Ruine die Geburt Christi und rechts die Anbetung der Heiligen Drei Könige. Im Zwickel, der sich oben zwischen beiden Tafeln auftut, ist ein Relief mit dem Hl. Hieronymus sowie den Wappen von Freiburg, Österreich und den Habsburgern zu sehen. Die Altarflügel zeigen die vier Kirchenväter Augustinus, Hieronymus, Gregorius und Ambrosius. Über ihren Köpfen befindet sich jeweils eines der Symbole der vier Evangelisten.
Heute befinden sich in und vor der Kapelle Epitaphien, beziehungsweise Gedenktafeln. Diese sind größtenteils den in der Kapelle bestatteten Professoren gewidmet. An der Rückwand der Kapelle befinden sich drei Epitaphien. Links das für den Juristen und Professor Theobald Bapst (gestorben 1564). Ein Porträt von ihm ist über der Inschrifttafel zu sehen. Rechts daneben befindet sich das Epitaph für den Juristen und Professor Ulrich Zasius (gestorben 1535), den ersten in der Kapelle Bestatteten. Auch von ihm ist ein Porträt über der Inschrifttafel zu sehen. Über diesen beiden in der Mitte ist das Epitaph für den Theologieprofessor und Münsterpfarrer Jacob Christoph Helbling von Hirzfeld und zu Buchholz (gestorben 1719) angebracht. An der rechten Wand befinden sich fünf Gedenktafeln. Ganz oben ein Epitaph für den Professor und Mediziner Gallus Streitsteimer (gestorben 1595). Es zeigt die Parabel des barmherzigen Samariters. Unter dem Bild steht ein Gedenktext an den Verstorbenen mit seinem Wappen. Darunter links befindet sich das Epitaph für den Professor und Mediziner Gregor Meier (gestorben 1609). Über der Schrifttafel ist ein Relief zu sehen, auf dem der Verstorbene vor dem Kreuz kniet, unter der Schrifttafel ist sein Wappen dargestellt. Rechts daneben befindet sich das Epitaph für den 1575 verstorbenen Theologieprofessor Christoph Eliner, auf dem die Vision des Propheten Hesekiel dargestellt ist. Ganz unten links befindet sich die Gedenktafel für den Kaplan und Assisus des Basler Domkapitels Michael Kübler von Kißlegg (gestorben 1605). Diese befindet sich seit 1827 in der Kapelle. Es ist ein Schiebebild. Auf der vorderen Tafel ist das Messopfer vor dem Hochaltar des Münsters zu sehen. Schiebt man diese Darstellung zur Seite, sieht man ein Porträt Küblers, welches noch zu seinen Lebzeiten angefertigt wurde und dem Ravensburger Maler Hanns Baer zugeschrieben wird. Kübler hat der Universität gespendet, deswegen hängt diese Tafel in der Kapelle. Rechts daneben befindet sich ähnlicher Fall, eine Gedenktafel für den 1651 verstorbenen Abt von Saint-Jean du Jard, Theobald Hening. Dieser ließ der Universität 1630 eine Stiftung über 10000 Gulden zukommen. Gegenüber der Kapelle in Chorumgang befinden sich noch zwei weitere bronzene Gedenktafeln zweier Universitätsmitglieder, die nicht in der Kapelle bestattet wurden. Die obere im Renaissance-Stil für den 1563 verstorbenen Heinrich Glarean, der Poetik lehrte. Über der Inschrifttafel ist im Relief sein Porträt zu sehen. Darunter befindet sich die Tafel für den 1579 verstorbenen Griechisch- und Hebräisch-Professor Johannes Hartung, auch sein Porträt ist über der Inschrift als Relief zu erkennen.
Auch die Schlusssteine beziehen sich auf das ikonografische Programm innerhalb der Kapelle. Auf dem Stein in der Kapelle ist der lehrende Christus zwischen zwei Schriftgelehrten dargestellt, umgeben von den Wappen der Stadt Freiburg, Altösterreichs und der Habsburger. Im Chorumgang vor der Kapelle ist der heilige Hieronymus mit den gleichen Wappen dargestellt. Über das Gatter vor der Kapelle ist nichts Genaues bekannt. Es ist, wie die Ziffern über der Tür andeuten, 1554 entstanden. Gegenüber der Kapelle im Chorumgang befindet sich eine Figur Johannes des Täufers und eine der hl. Katharina. Diese sind wahrscheinlich um 1500 entstanden. Sie stehen auf Konsolen mit dem Wappen Freiburgs und dem der Münsterbauhütte.

#### Lichtenfels-Krozingen-Kapelle
Es handelt sich um die gemeinsame Stiftung zweier miteinander verwandter Familien von Lichtenfels und von Krozingen. Als einziges Datum ist die im Zweiten Weltkrieg zerstörte Datierung der Fensterinschrift (1524) überliefert, die sich auf die Fertigstellung der Kapelle beziehen könnte. Die metallenen Lettern über dem Eingang der Kapelle vermerken die Jahreszahl 1538 als Fertigstellung des Kapellengitters. Die Familienwappen beider Familien erscheinen in vielen Ausstattungsstücken der Kapelle: am Kapellengitter und dessen Sandsteinsockeln; innerhalb der Kapelle auf den Glasmalereien, den Grabplatten, am Altar, als Gestaltung eines noch erhaltenen Teils eines Wandepitaphs; ebenso auf den Gewölbeschlusssteinen: im Chorumgang vor der Kapelle ist mittig in der Gewölbedecke das Wappen der Familie von Krozingen (achtspeichiges schwarzes Rad auf silbernem Wappenschild, hier bekrönt von einem Spangenhelm mit Helmzier) wiedergegeben und mittig auf der Gewölbedecke in der Kapelle das Wappen der Familie von Lichtenfels (goldenes Beil und goldener Flügel auf schwarzem Schild, hier bekrönt mit Helm und darüber mit einer goldene Krone mit zwei sich umwindenden Schwanenhälsen).

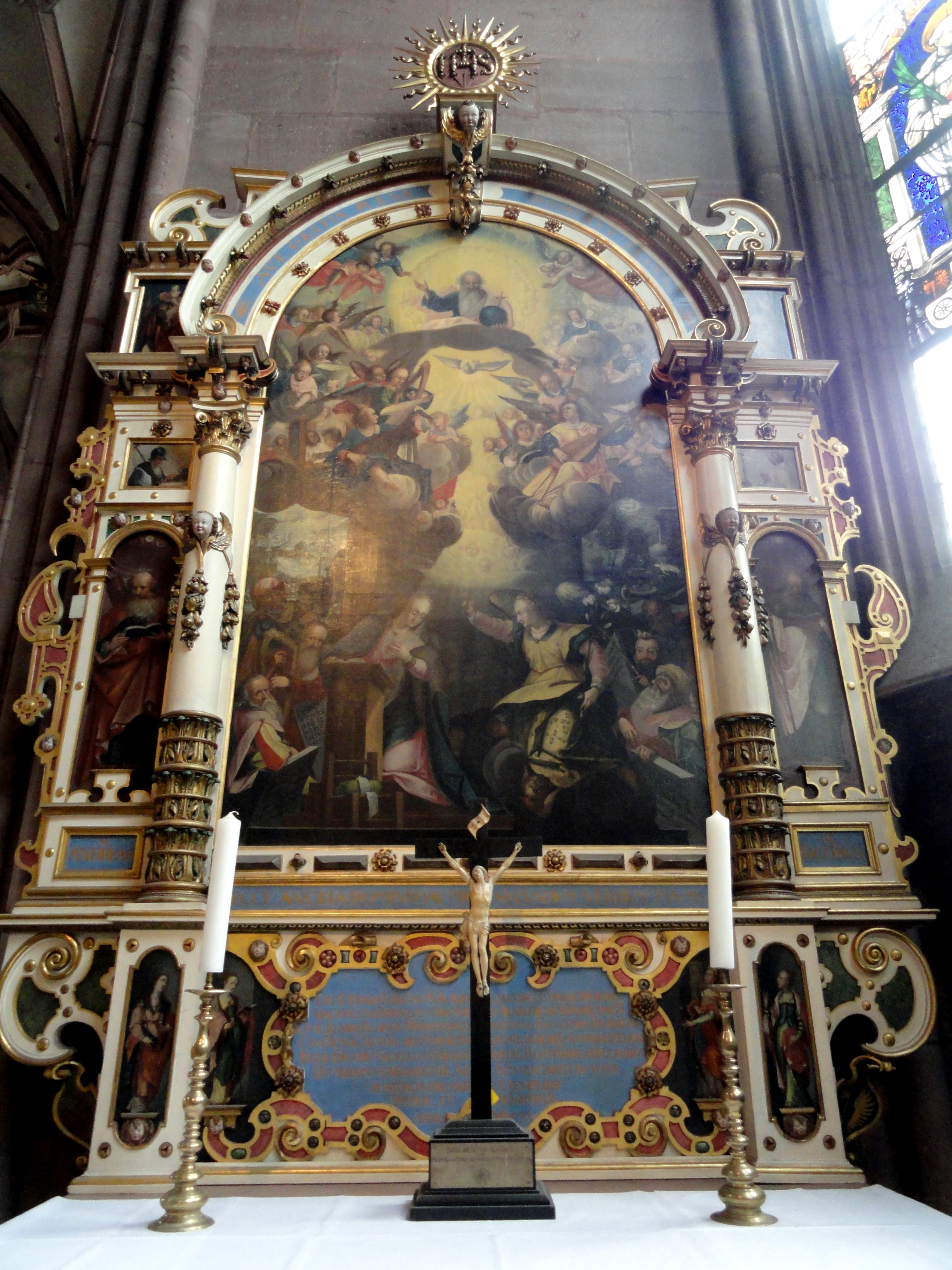
Der Mariä-Verkündigungs-Altar (um 1615) mit den Heiligen und Namenspatronen der Familien von Lichtenfels und von Krozingen

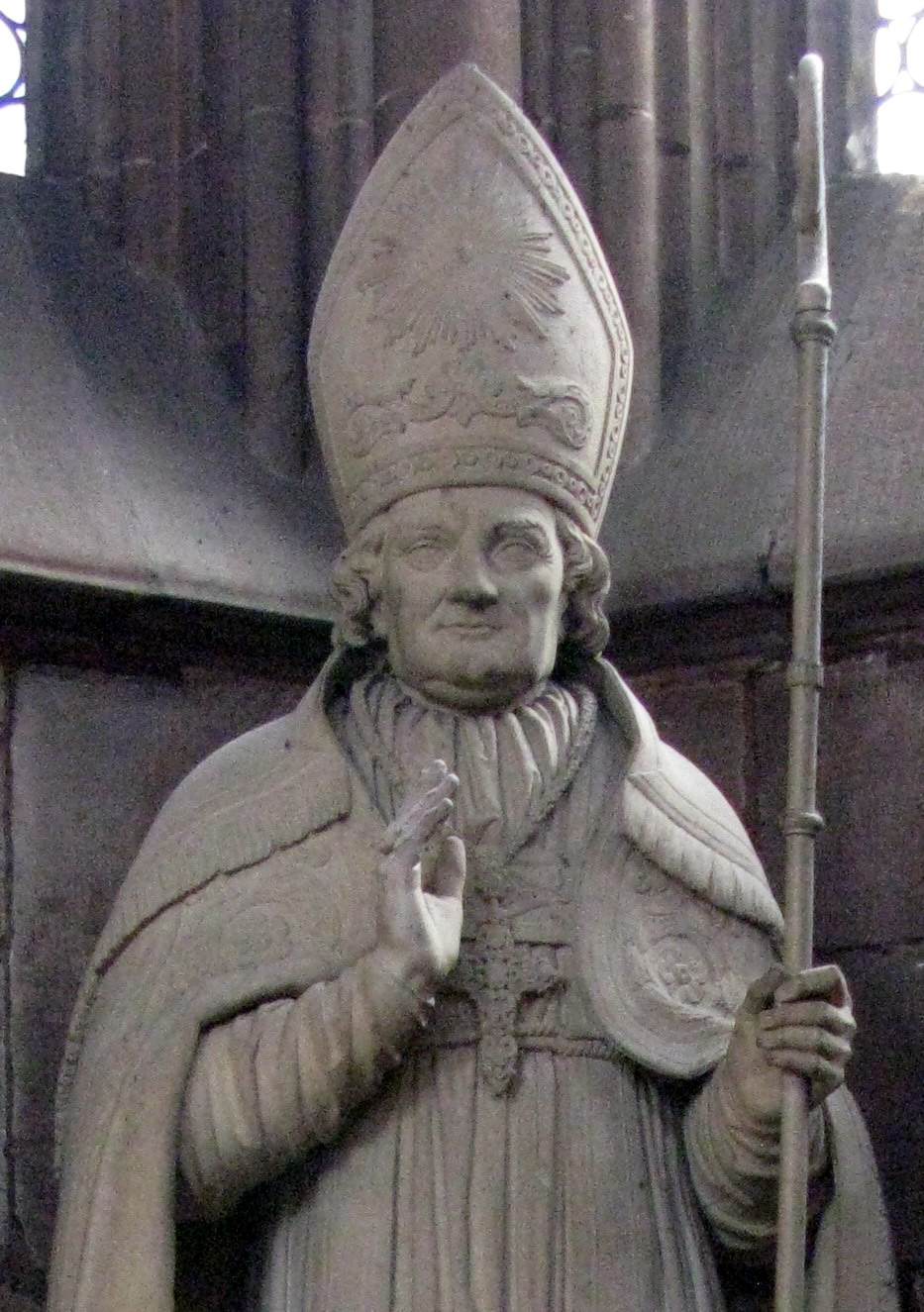
Die lebensgroße Sandsteinfigur des ersten Freiburger Erzbischofs Dr. Bernhard Boll in der Lichtenfels-Krozingen-Kapelle

Die ebenfalls auf das Jahr 1524 zurückgehenden, von beiden Adelsfamilien gestifteten Glasmalereien zeigen die Stifter mit ihren Wappen und deren Schutzpatrone: links kniet Cornelius von Lichtenfels, Domherr am Basler Münster und Propst des Klosters Münster-Granfelden, vor dem Hl. Germanus; rechts, in Ritterrüstung, sein Bruder Hans von Lichtenfels mit seinen beiden Frauen Maria von Landegg und Anastasia Pfau von Rüpurr vor Christus als Schmerzensmann. Die beiden rechten Fensterbahnen zeigen Mitglieder der Familie von Krozingen: links kniet Christoph von Krozingen, Geistlicher und Kaplan am Freiburger Münster, vor dem Hl. Christophorus; rechts sein Bruder Trudberth von Krozingen, Ritter und Schultheiss, sowie dessen beide Frauen, Anna Bechtoldin und Margaretha von Graben, vor dem Apostel Jakobus d. Ä. Die Fenster wurden 1872 so stark überarbeitet, dass nur noch Reste des Originals erhalten sind.
Cornelius von Lichtenfels (gest. 1535) und Christoph von Krozingen (gest. 1563) wurden beide in der Kapelle beigesetzt. Cornelius von Lichtenfels, dessen Mutter eine von Krozingen war, ist die hintere Grabplatte im Kapellenboden zuzuordnen. Die vordere Grabplatte, mit den zwei auffälligen Eisengriffen, ist Christoph von Krozingen gewidmet. Vor der Kapelle, die auch als „Dettinger Chörlein“ bezeichnet wurde wurden die Brüder Peter (gest. 1615) und Reinhard von Dettingen (gest. 1617) beigesetzt. Ihre Verwandtschaft mit den Kapellenstiftern (ihre Urgroßeltern waren Diemo von Dettingen und Agathe von Lichtenfels) unterstreicht die Bedeutung der familiären Bande im Zusammenhang mit dieser Kapelle. 1918 wurden die, im Boden vor der Kapelle eingelassenen Grabplatten der Brüder in die Kapelle verbracht und an der hinteren Kapellenwand, unterhalb der Fenster angebracht. Peter von Dettingen, Dompropst zu Basel, verstarb genau in dem Jahr als sein Amtsnachfolger Wilhelm Blarer von Wartensee den Altaraufsatz für diese Kapelle stiftete.
In der Kapelle befindet sich der „Mariä-Verkündigungs-Altar“, 1615 gestiftet vom Basler Domkustos Wilhelm Blarer von Wartensee, Sohn von Barbara von Lichtenfels. Auf dem Hauptbild des Altars ist im unteren Bildteil die Verkündigung an Maria durch den Erzengel Gabriel gezeigt. Maria, die im Betstuhl kniet, hat auf einem Stühlchen vor sich eine Näharbeit abgelegt. Der auf sie zutretende Erzengel hält eine Lilie in der Hand, sein Gruß „Gegrüßt seist du, voller Gnade, der Herr ist mit dir“ schmückt den Bogen des Altarrahmens. Marias Antwort: „Siehe, ich bin die Magd des Herrn, und mir geschehe nach seinem Willen.“ steht auf der Leiste unter dem Bild geschrieben. Die Verkündigungsszene öffnet sich lichthaft nach oben, wo im Bogenfeld Gottvater, umstrahlt von einer lichterfüllten Glorie, erscheint. Musizierende Engelschöre auf Wolken begleiten das Geschehen. In gedrängter, räumlich tiefengestaffelter Anordnung zeigen sich neben den Hauptfiguren Gestalten mit Schrifttafeln. Es handelt sich um Figuren aus dem Alten Testament, deren prophetische Worte, als Hinweise auf die Jungfrau Maria und den verkündeten Gottessohn verstanden, sich hier als erfüllt zeigen. Im Dekorationssystem der Rahmenarchitektur sind viele Heilige dargestellt: es handelt sich um Namenspatrone der Verwandten des Wilhelm Blarer von Wartensee. Ihre Namen sind auf der Widmungsinschrift auf der Predella zu lesen, die sich des Weiteren auch auf den Stifter selbst und dessen Aufruf, den religiösen Eifer und die Tugenden seiner Ahnen nachzuahmen, bezieht.
Das Standbild des ersten Freiburger Erzbischofs Dr. Bernhard Boll (gest. 1836) kam erst 1936 in diese Kapelle. Die Skulptur stand zuvor zwischen den gotischen Blendarkaden des nördlichen Seitenschiffes, ganz in der Nähe des Beisetzungsortes des Erzbischofs. Die lebensgroße Sandsteinfigur wurde 1839, drei Jahre nach dem Tod Bernhard Bolls, vom Straßburger Bildhauer André Friedrich geschaffen. Der dargestellte Erzbischof, der in seinem Ornat mit Mitra und Bischofsstab gezeigt ist, hebt die rechte Hand zum Segensgestus.

#### Schnewlin-Kapelle

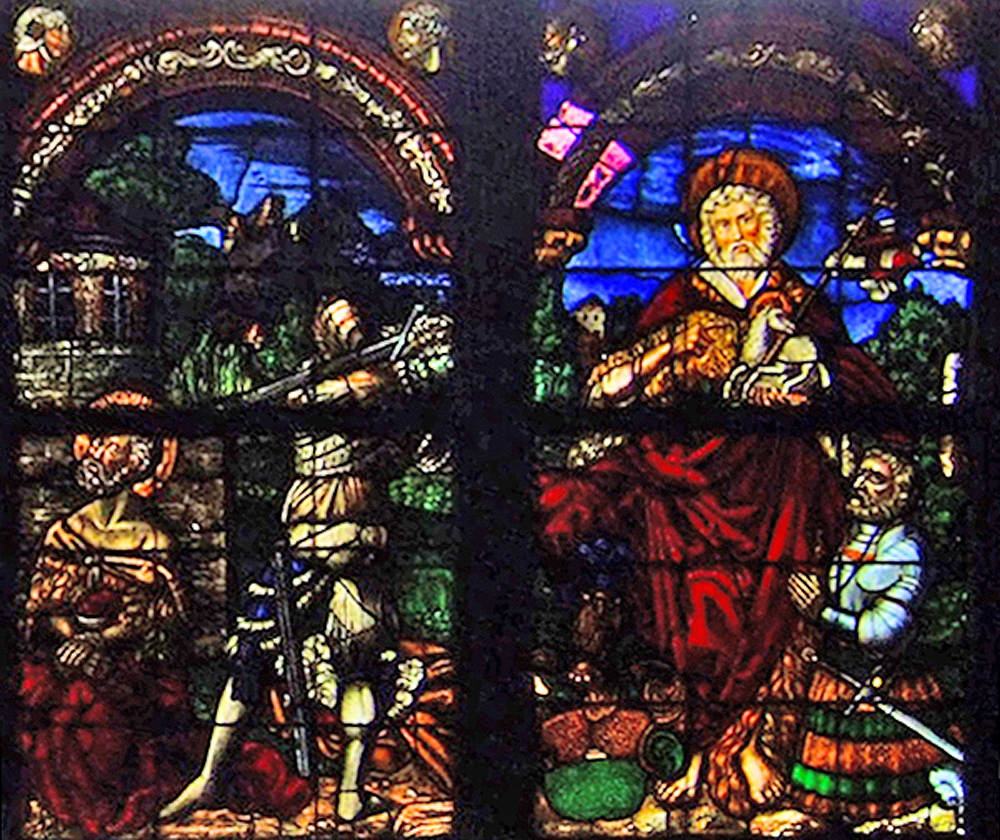
Glasmalerei mit Johannes Schnewlin vor seinem Namenspatronen Johannes dem Täufer (rechts) und die Enthauptung Johannes (links) im rechten Fenster der Schnewlin-Kapelle

Freiburgs Bürgermeister und Ritter Johannes Schnewlin (geb.1291) gab die Schnewlin Kapelle in Auftrag. Dem Wunsch Schnewlins, unter seinem Namen eine Kapelle zu errichten, kam man jedoch erst 150 Jahre nach seinem Tod 1347 nach. Mehrere Zahlungen, die in den Jahren 1508 bis 1516 von der Schnewlin-Gresser-Stiftung getätigt wurden führten dazu, dass man den Bau der Kapelle 1525 schließlich ausführen konnte, wobei die Umsetzung sowie die Ausstattung durch die Stiftungsverwalter erfolgten. Johannes Schnewlin stammte aus reichem Hause einer Freiburger Patrizierfamilie, die mehrere Silbergruben besaß. Die Familie hatte Grundbesitz und mehrere Familienmitglieder waren in der Verwaltung tätig. Die Kapelle ist keine Familienkapelle, sondern nur dem Ansehen Johannes Schnewlins und dessen Namenspatron Johannes dem Täufer gewidmet.

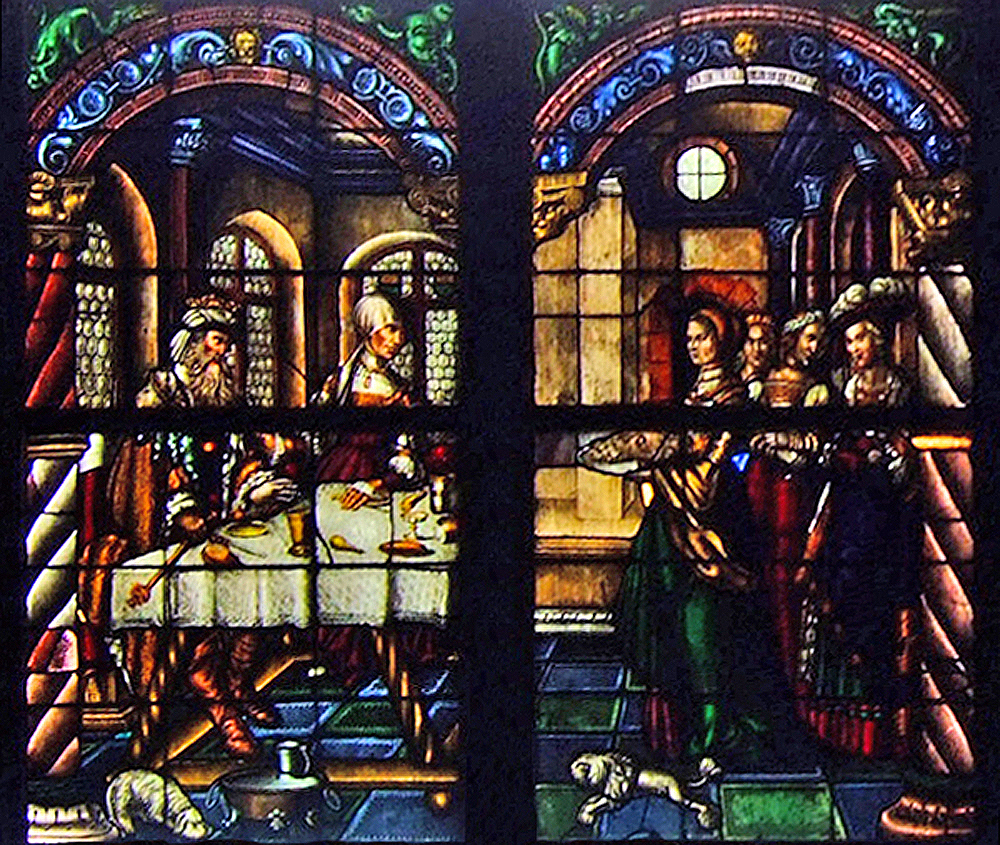
Eine perspektivisch gestaltete Interieurszene zeigt die von rechts kommende Salome den Kopf des heiligen Johannes zu Herodes und Herodias (links) tragend.

Die Glasfenster der Kapelle wurden, wie man der Inschrift unter den Fenstern entnehmen kann, im selben Jahr gestiftet, in dem man mit dem Bau der Kapelle begann. Zahlungen für die Fenster erfolgten jedoch vor 1525, da man bereits 1522/23 von überlieferten Zahlungen der Schnewlin-Gresser-Stiftung sprechen kann. Es gibt die Annahme, dass der Zürcher Maler Hans Leu, der die Fenster der Universitätskapelle bemalte, auch die Fenstern der Schnewlin Kapelle fertigte. Die beiden Bildzyklen der vier Glasfenster zeigen den Namenspatronen des Johannes Schnewlin und stellen Johannes den Täufer in verschiedenen Bildthemen dar: Auf den beiden Fenstern links sieht man die Enthauptung des Johannes. Zu erkennen ist die gedeckte Tafel von Herodes und Herodias, während von rechts Salome und zwei Dienerinnen den Kopf des Heiligen auf einem Teller herein tragen. Gerahmt wird die Szenerie von einem architektonischen Innenraum, welcher durch Arkaden mit ionischen Säulen ein Raumgefüge deutlich macht. In den Rundbögen der Arkaden werden Löwenköpfe sichtbar. Im dritten Fenster der Reihe erkennt man die Enthauptung von Schnewlins Namenspatron, welche vor einer Berglandschaft vollzogen wird. Johannes ist vor einer Rotonde in rotem Gewand mit Heiligenschein dargestellt. Auf dem vierten Fenster ist Johannes der Täufer in monumentaler Gestalt dargestellt, erneut in rotem Gewand und dem Betrachtenden zugewandt. Er trägt das für den Heiligen zugehörige Attribut des Lammes auf dem Arm. Vor ihm befindet sich kniend der Kapellenstifter Johannes Schnewlin. Dieser hat die Hände in betendem Gestus gefaltet und trägt einen Rock, welcher die Farben des orange-grünen Schnewlin-Wappens wiedergibt. Dass Wappen selbst ist zu Füßen des Täufers im linken unteren Bildrand zu sehen. Es zeigt einen vergoldeten Spangenhelm und eine gleichfarbige Mitra mit Pfauenstoß. Zu einer Restaurierung der Fenster kam es im 19. Jahrhundert.
Der Schnewlin-Altar, für welchen Hans Baldung Grien den Entwurf beisteuerte, steht in erhöhter Position auf einem grauen Sockel an der rechten Kapellenwand. Ins fällt die geschnitzte Figurengruppe der Heiligen Familie mit dem Titel „Ruhe auf der Flucht“. Sie stammt von Hans Wydyz aus dem Jahr 1515, während das Hintergrundgemälde der Berglandschaft von Hans Leu gefertigt wurde. Die Seitenflügel verweisen auf Schnewlins Namenspatron Johannes den Täufer und zeigen Szenen aus dessen Leben: Der linke Seitenflügel zeigt geöffnet Johannes den Täufer, der im Begriff ist Jesu zu taufen. Rechts erkennt man die „Vision des Evangelisten Johannes auf Patmos“. Sind die Seitenflügel geschlossen, erkennt man auf beiden Flügeln rahmenübergreifend die Verkündigung Marias durch den Erzengel Gabriel. An den Seiten der Altarflügel sieht man Namenspatrone dargestellt, die um 1600 von einem unbekannten Künstler hinzugefügt wurden.

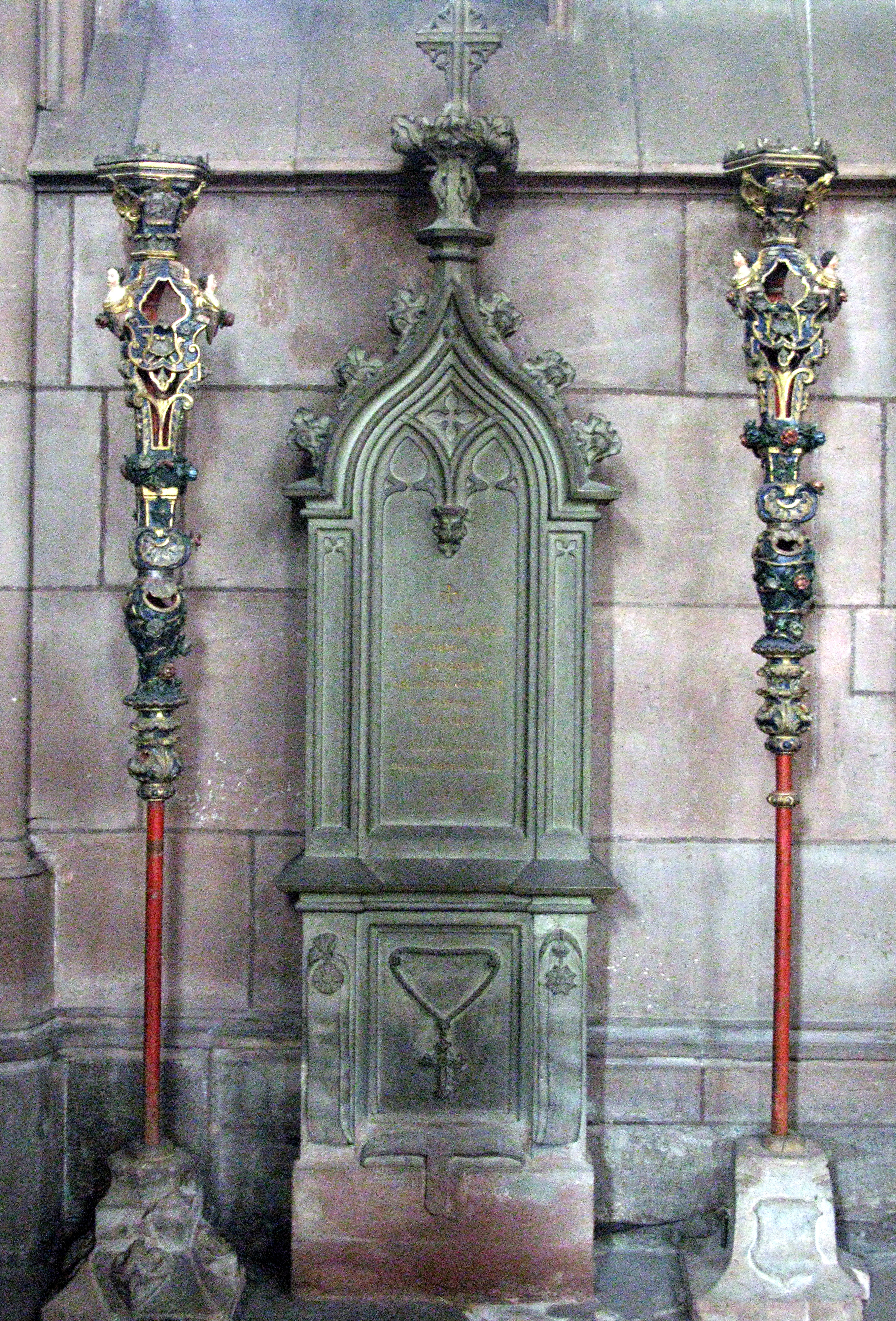
Neugotisches Stein-Epitaph des Erzbischofs Ignaz Demeter in der Schnewlin-Kapelle

1831 wurden die Flügelseiten des Schnewlin-Altars durchgesägt, sodass zwei Altäre entstanden. Der Altar mit den Bildnissen des Johannes kam in die nördliche Kaiserkapelle, die Bildnisse der Marienverkündigung in die Blumeneck-Kapelle. Die weiteren Altarbestände verschwanden und gingen teilweise verloren. 1847 wollte man den Altar aus der Kaiserkapelle wieder an den Ursprungsort setzen. 1890 schrieb man die Johannestafeln Hans Baldung Grien zu und so kam man darauf, dass sich ebenfalls die Verkündigungstafeln im Münster befinden müssen, da man um die Auseinandernahme des Altares wusste. Ende des 17. Jahrhunderts wurden Restaurierungsarbeiten an den Altären vorgenommen. Dies geschah im Hinblick auf die Zerstörung von 1831, der Altarzusammenhang der vorherigen Jahre wurde jedoch nicht wiederhergestellt. Trotzdem wurde der Altar durch die Verbindung von Gemälde und Skulptur schon 1820 zu den altgotischen Arbeiten des Münsters gezählt und dem Altar wurde besondere Schätzung zuteil. 1956 wurde der Altar wieder in seiner ursprünglichen Form zusammengesetzt und in die nördliche Kaiserkapelle gebracht. Eine erneute Standortänderung erfolgte 2009 und der Altar kam wieder in die Schnewlin-Kapelle, wo er sich bis heute befindet.
Ein weiterer Altar der Kapelle ist der neugotische Schnitzaltar der „Bewerbung Christi“. Er entstand 1869 und wurde von Xaver Marmon in Auftrag gegeben. Im Zieraufsatz, dem sogenannten Gesprenge, sieht man Joannes den Täufer links, Priester Simeon in der Mitte und die Prophetin Hanna rechts. Auf der Predella unter dem Bild der Beweinung halten zwei Engel das Schweißtuch der Veronika. Im Altarblock sieht man die Büsten des David, Salomon, Jesaja und Jeremia.
Ein vergoldetes Rokkokoepitaph, welches sich über dem Schnewlin-Altar befindet, erinnert an Sigismund Stapf (gest. 1742) und seinen Sohn Georg Stapf (gest. 1756), der an der Universität Freiburg Lehraufträge annahm. Ihre Gräber befinden sich heute in der Universitätskapelle.
Weiterhin erinnert eine Grabmonument an Ignaz Anton Demeter, den zweiten Erzbischof Freiburgs. Davor steht eine Prozessions-Kerzenstange aus dem 18. Jahrhundert, vermutlich gefertigt von Anton Xaver Hauser. Die abgetretene Grabplatte vor dem Schnewlin-Altar ist von dem Basler Domherr Markus Tegginger.
Die Wappen der Schnewlin-Kapelle zieren nicht nur die Glasfenster, sondern befinden sich auch außen an den Kapellengittern: Links erkennt man das Schnewlin-Wappen und rechts das der Familie Tegginger. Das dritte ist nicht bekannt. Abschließend zieren Gewölbeschlusssteine die Kapelle: In der Kapelle im Gewölbekranz erkennt man das Wappen Schnewlins, im Chorumgang dann jenes seines Namenspatrons Johannes der Täufer, der das Opferlamm auf einem Buch mit einer Siegesfahne hält.

#### Kaiserkapellen

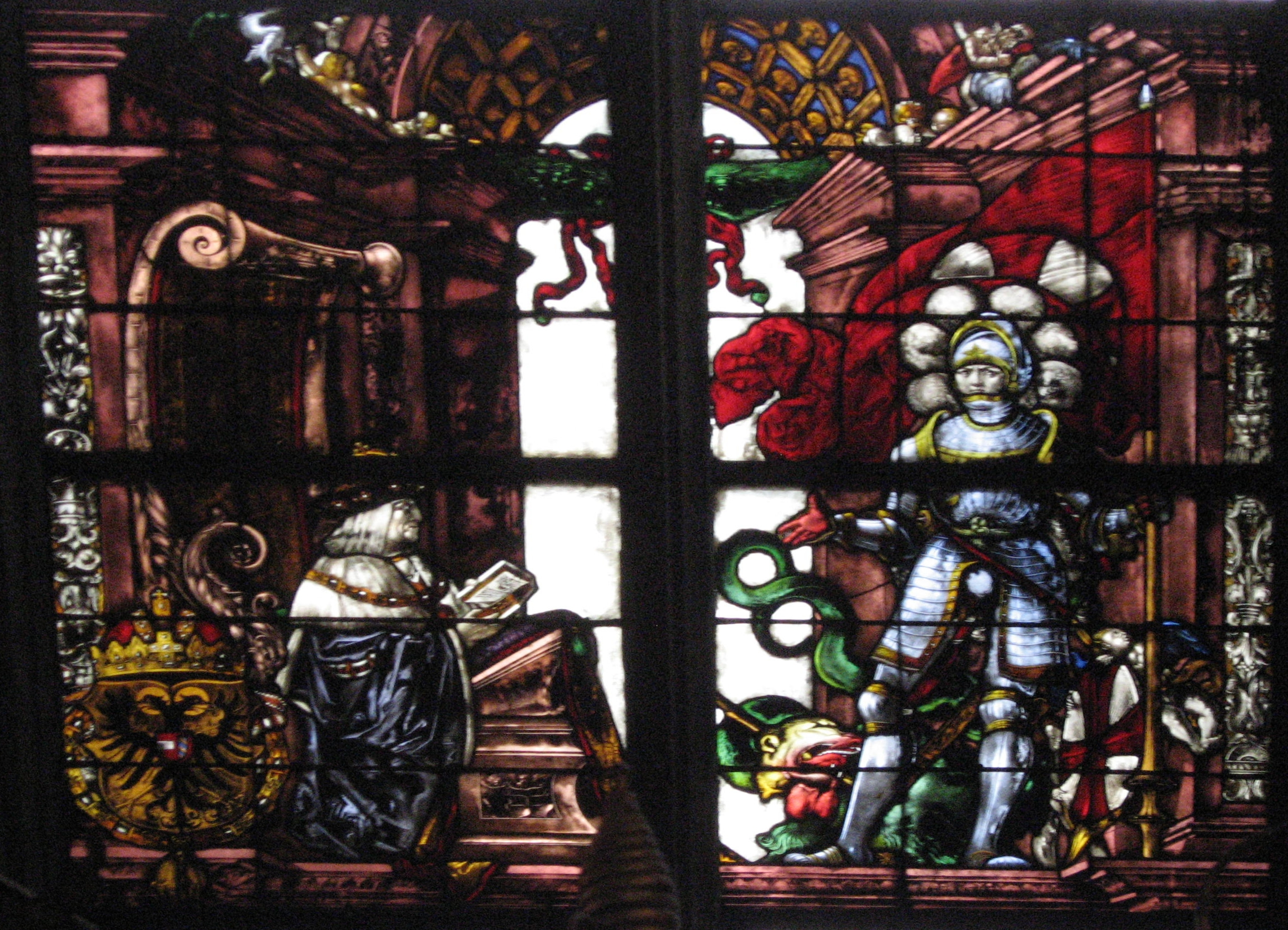
Die beiden Kaiserkapellen gehen auf eine Stiftung des Kaisers Maximilian I. zurück. Dieser zeigt sich in einem Fenster der nördlichen Kaiserkapelle kniend vor dem Stadtpatron Freiburgs, dem Heiligen Georg (rechts).

Die südliche und die nördliche Kaiserkapelle sind am Scheitel des Chores angeordnet; von hier aus kann man die Rückseite des Hochaltars von Hans Baldung sehen, mit einer Kreuzigung, den Stadt- und Universitätspatronen sowie den Münsterpflegern mit dem -schaffner, die den Baubetrieb organisierten und beaufsichtigten.
Die Stiftung der Kaiserkapellen durch Kaiser Maximilian I. wurde vermutlich bereits in den Jahren 1498 und 1511/1512 mit der Stadt Freiburg geplant und besprochen, da sich der Kaiser anlässlich des Reichstages 1498 und auch danach noch längere Zeit in Freiburg aufhielt. Beendet wurde der Bau der Kapellen mit den Gittern, die das Ende des Baus 1572 mit Jahreszahlen aus Blech geschnitten festhalten. Neben den Kapellen stiftete der Kaiser auch drei Hochchorfenster des Freiburger Münsters.
Das primäre Thema der Repräsentation des habsburgischen Kaiserhauses ist vor allem durch die zahlreichen Wappen in den Fenstern und Schlusssteinen zu erkennen. Zudem sind die Kaiserkapellen nicht als letzte Ruhestätte vorgesehen, da der Kaiser und seine Nachfolger allesamt an anderen Orten beigesetzt sind: Kaiser Maximilian selbst wurde auf der Burg in Wiener Neustadt in Niederösterreich bestattet.
Beide Kapellen heben sich architektonisch von den anderen Kapellen durch die reich gestalteten Gewölbe ab.
Südliche Kaiserkapelle

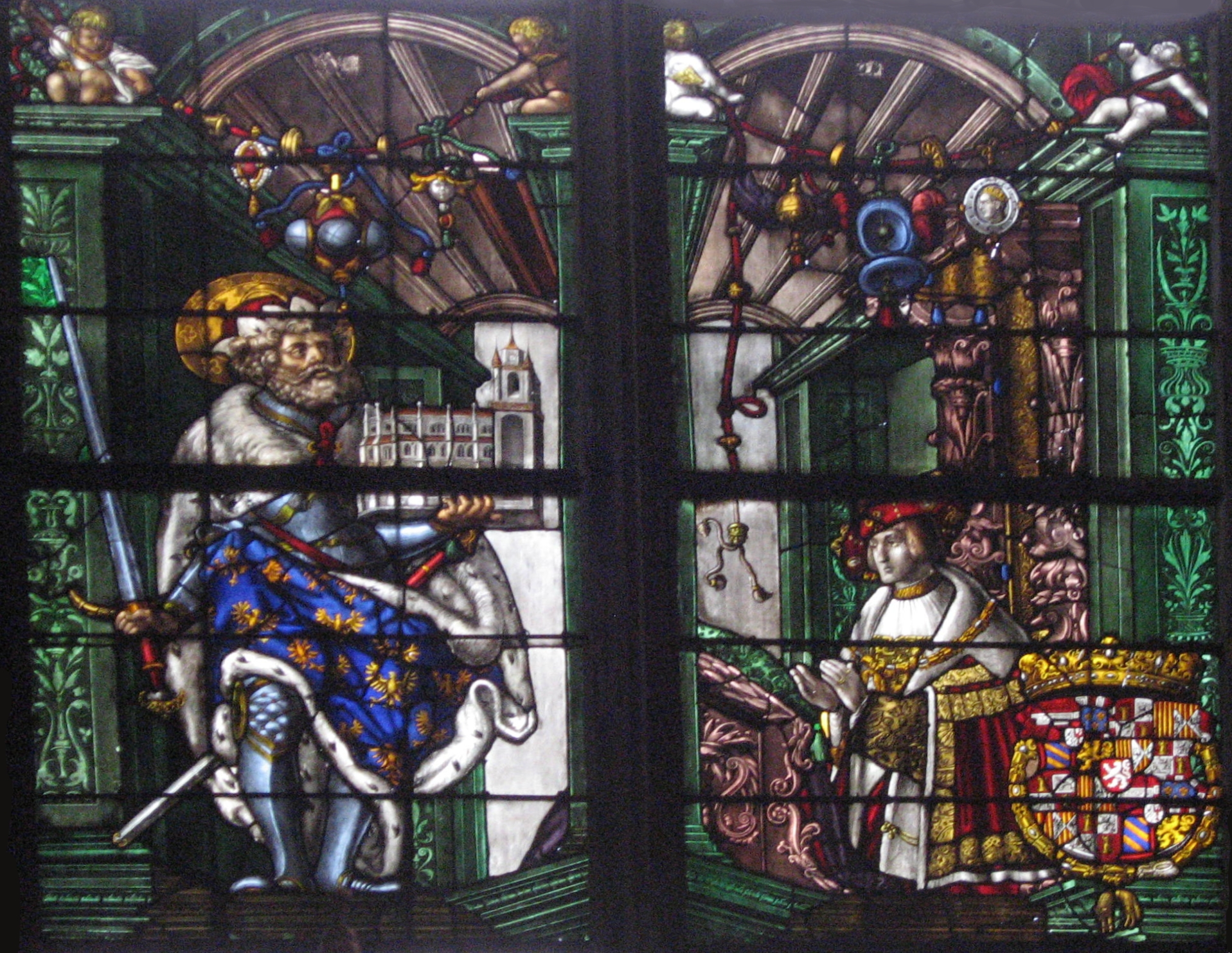
König Ferdinand I. (rechts) kniet vor dem Heiligen Leopold (rechts), dem Patron Österreichs, der ein Modell der Klosterneuburg in seiner Hand hält.

Von der ursprünglichen Ausstattung der südlichen Kaiserkapelle sind heutzutage nur die Fenster, Kapellengitter und Gewölbeschlusssteine zu sehen.
Die Glasgemälde zeigen die Enkelkinder von Kaiser Maximilian, die an Betpulten vor den entsprechenden Landespatronen knien. Links kniet Kaiser Karl V. vor der mächtigen Gestalt des Apostels Jakobus, dem Landespatron von Spanien. Im rechten Fenster ist der König Ferdinand I. vor dem heiligen Leopold, Landespatron von Österreich, kniend dargestellt. Die Wappen beider Herrscher sind neben den Figuren zu erkennen: links wird das Wappen von Karl als Kaiser des Heiligen Römischen Reiches mit dem von der Kaiserkrone bedeckten Doppeladler gezeigt, rechts das Königswappen Ferdinands, das aus den Symbolen der verschiedenen Herrschaftsgebiete zusammengesetzt ist. Die Herrscher sind in der fantasievollen, monumentalen Renaissancearchitektur mit mächtigen Tonnengewölben dargestellt. Renaissancerahmen mit den lateinischen Inschriften (nach dem Bombenangriff im Zweiten Weltkrieg zerstört und 2013 rekonstruiert), nennen die verschiedenen Titel und Herrschaftsgebiete der Abgebildeten.
Gleiche Wappen wie auf den Fenstern sind auch in den Gewölbeschlusssteinen abgebildet. Der Schlussstein in der Kapelle zeigt das Kaiserwappen. Auf dem Schlussstein im Chorumgang ist das Wappen Ferdinands I. zu finden.
Die Kapellengitter und Steinsockel der Südlichen und der Nördlichen Kaiserkapelle sind fast gleich und fallen durch ihre besonders reiche Gestaltung mit Blattornamenten auf. Die auf den Sockeln dargestellten Grafen halten wiederum die Wappen der Habsburger.

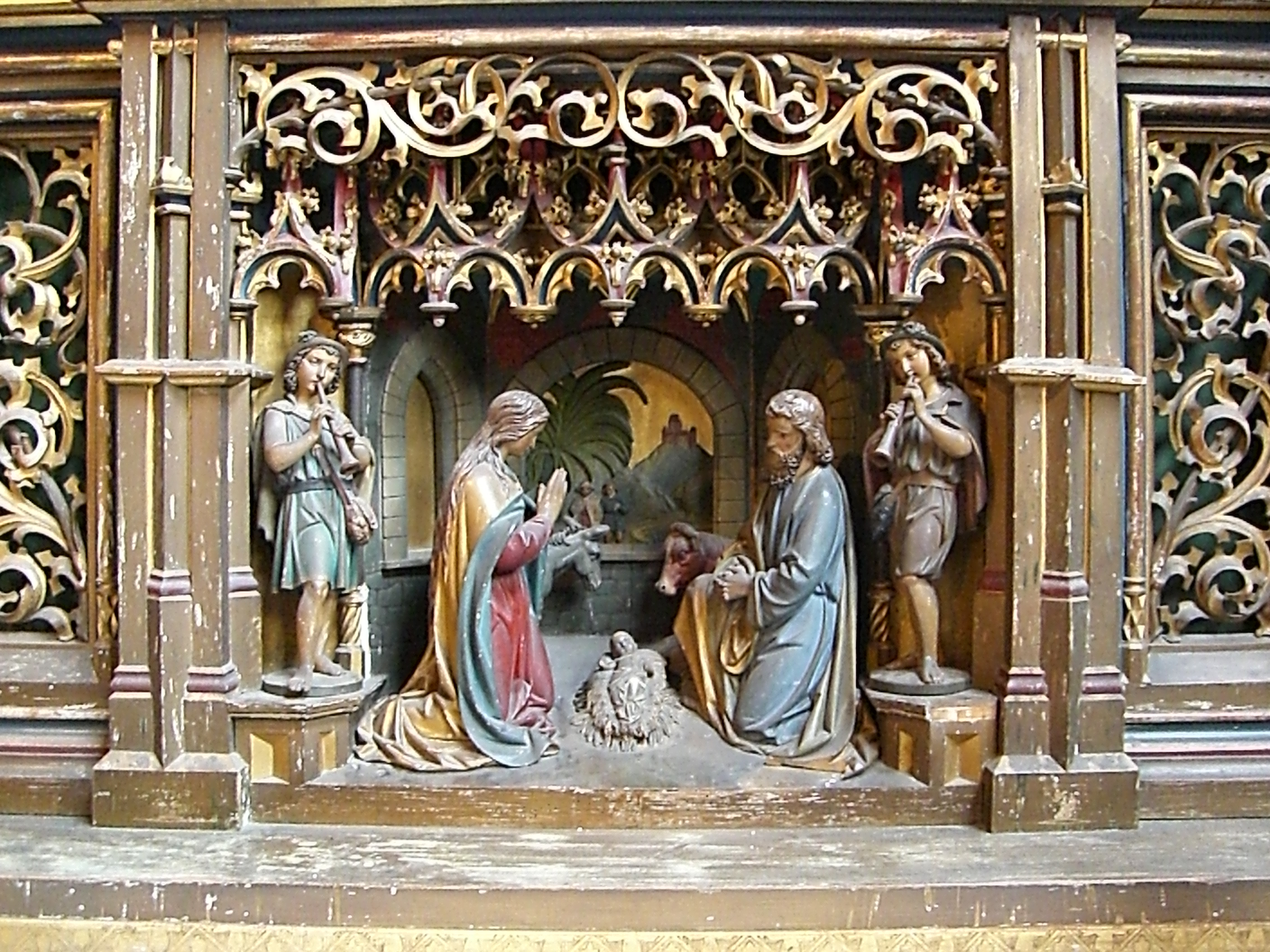
Krippenszene des neugotischen Altars der Marmon-Werkstadt in der südlichen Kaiserkapelle

Über den Künstler, das Aussehen und Verbleib der mittelalterlichen Altäre in beiden Kaiserkapellen ist nichts bekannt. Heute steht in der Südlichen Kaiserkapelle ein von 1875 stammender neugotischer, farbig bemalter und teilvergoldeter Altar aus der Werkstatt des Franz Xaver Marmon, dessen Werkstatt für das Freiburger Münster insgesamt sechs Altäre schuf. Der Maria Immaculata-Altar, der die Unbefleckte Empfängnis Mariens (Immaculata conceptio) darstellt, zeigt als zentrale Figur Maria, die zum Zeichen ihres Sieges über die weltliche Sünde mit ihrem linken Fuß auf den Kopf der Schlange tritt.
In der Kapelle befindet sich zwei Renaissance-Epitaphien. Die obere, reicht verzierte Renaissance-Gedenktafel ist dem ehemaligen Münsterpfarrer und Universitätslehrer Georg Hänlin († 1621) gewidmet. Er wurde im Umgang vor der Kapelle beigesetzt. Anfang des 20. Jahrhunderts wurde allerdings die Grabplatte an der linken Fensterwand angebracht, um sie vor weiterem Abtreten zu schützen. Das Epitaph darunter stiftete Barbara von Lichtenfels in Erinnerung an ihre zwei Ehemänner Wilhelm Stürzel († 1559) und Christoph von Bernhausen († 1563).
1936 wurde das Standbild des Freiburger Erzbischofs Hermann von Vicari (1773–1868) in die Südliche Kaiserkapelle versetzt. Die lebensgroße, aus Carrara-Marmor gehauene Figur stand ursprünglich im nördlichen Seitenschiff, wo Vicari bis heute bestattet ist.
Nördliche Kaiserkapelle

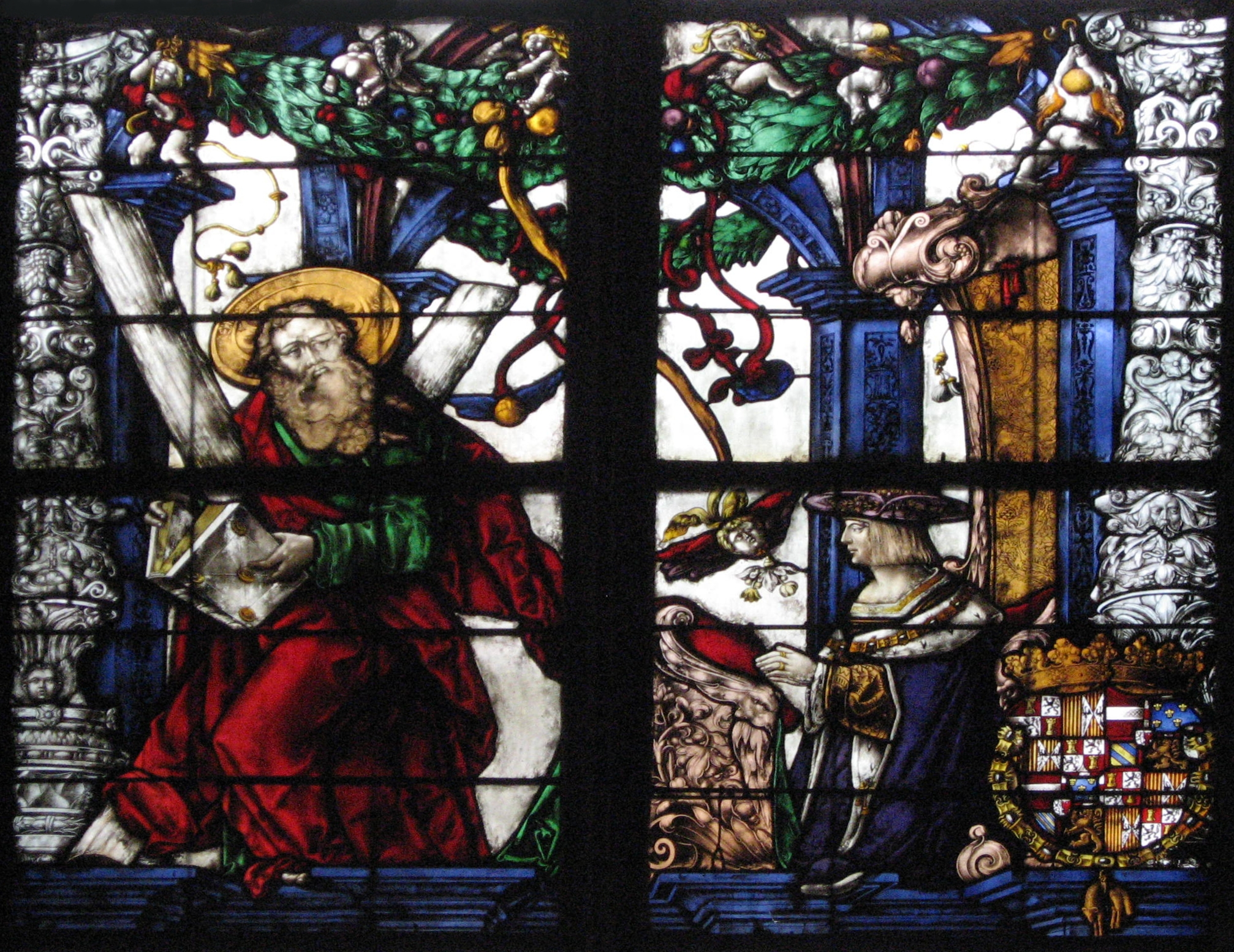
König Philipp I. von Spanien kniend vor dem heiligen Andreas (links).

Die Glasmalereifenster der Nördlichen Kaiserkapelle zeigen im linken Fenster Kaiser Maximilian I. selbst, im rechten Fenster ist sein Sohn König Philipp I. von Spanien zu sehen. Kaiser Maximilian I. kniet, gekleidet in einem graublauen Mantel, in einem repräsentativen Betstuhl vor seinem persönlichen Schutzpatron, dem Kreuzritterheiligen Georg. Dieser gilt als ältester Schutzpatron der Stadt Freiburg und ist in seiner leicht zu erkennenden Rüstung mit dem Drachen zu seinen Füßen dargestellt. Die beiden Figuren sind eingefasst von einer hoheitlichen Renaissancearchitektur mit kassetiertem Tonnengewölbe, das an die Triumphbögen der römischen Antike erinnert. In der linken unteren Ecke neben dem Kaiser ist das Kaiserwappen abgebildet, bekrönt von einer Mitrakrone. Auch das Freiburger Wappen ist rechts neben dem Heiligen Georg in der rechten unteren Ecke zu sehen. König Philipp I. von Spanien, auch genannt Philipp der Schöne, ist ebenfalls rechts in einem Betstuhl kniend mit seinem Schutzpatron dargestellt, dem heiligen Apostel Andreas. Der Heilige Andreas auf der linken Seite, der mit dem X-förmigen Andreaskreuz als Attribut leicht zu erkennen ist, ist gleichermaßen auch der Schutzpatron des burgundischen Ordens vom Goldenen Vlies, dem der Kaiser angehörte. Umgeben sind die Figuren von zwei reich skulptierten Säulen, die mit Blumen und floralen Mustern geschmückt sind. Darüber verbindet eine Girlande die zwei Teile des Fensters, in welcher spielende Putten auszumachen sind. Auch in diesem Fenster ist rechts neben dem König ein Wappen abgebildet, das auf die Herrschaftsgebiete von König Philipp I. verweist.
Zunächst befand sich der Schnewlin-Altar im 16. Jahrhundert und nach der Zeit der Barockisierung wieder bis 1956 in der Nördlichen Kaiserkapelle. Über den Barockaltar, der während der Barockisierung des Münsters dort seinen Platz fand, ist fast nichts bekannt, genauso wenig wie über den mittelalterlichen Altar. Der Marienaltar in der Nördlichen Kaiserkapelle wurde 1891 von Anton Warth als letzter Altar der Marmon-Werkstatt angefertigt und steht erst seit 2009 an seinem jetzigen Platz. Es handelt sich hierbei um den ehemaligen Sakramentsaltar des Münsters, der zuvor an der Ostwand des südlichen Seitenschiffes stand und noch bis 1990 als Sakramentsaltar genutzt wurde. Nach 1990 kam das Allerheiligste in den Tabernakel auf den Altartisch der Alexanderkapelle. Der Marienaltar ähnelt im geschlossenen Zustand dem Umriss einer dreischiffigen Basilika, bestehend aus drei Nischen die mit Dreiecksgiebeln geschmückt sind. Die mittlere Nische hebt sich etwas hervor mit einem prunkvollen Baldachin, in dessen Zentrum ein silbernes Kruzifix ausgestellt ist. Die äußeren Nischen zeigen im geschlossenen Zustand zwei Gemälde des Regensburger Malers Ros, links die Verkündigungsszene mit dem Erzengel Gabriel und der Heiligen Maria auf Goldgrund. In der rechten Nische wird die Geburt Jesu, ebenfalls auf Goldgrund, dargestellt. Im geöffneten Zustand sind vier Bildfelder zu erkennen, die die „Sendung des Heiligen Geistes“, „Himmelfahrt Mariae“, die „Auferstehung Jesu“ sowie die „Himmelfahrt Jesu“ zeigen. Zusätzlich sind vier Reliefs mit weitern Bildthemen im Inneren zu sehen. Die „Heimsuchung“, die „Beschneidung Jesu“, die „Darstellung Jesu“ und der „Zwölfjährige Jesu als Lehrender im Tempel“ sind die Bildthemen dieser Reliefs. Nach oben hin schließt der Altar mit einer Figurengruppe über dem Baldachin ab, welche die Marienkrönung mit Maria, Jesu und der Heilig-Geist-Taube darstellt. Die Gruppe wird durch eine achteckige Fiale bekrönt. Die Predella des Altars wird hervorgehoben durch ein aufwändiges Holzschränkchen, das als ehemaliger Tabernakel bis 1990 zur Aufbewahrung des Allerheiligsten diente. Das Holzschränkchen ist mit einer kostbaren Emailleverkleidung überzogen und trägt auf den Türen das Alpha und Omega des griechischen Alphabets und hebt sich von den flankierenden verglasten Bogennischen ab. Die leicht nach hinten versetzten Nischen beinhalten vergoldete Reliquienschreine. Die Altarfront des Tisches wird durch hölzerne Säulchen in drei Bildfelder unterteilt, welche mit Schnitzbildern symbolischer Tierdarstellungen ausgestattet sind.
Die zwei Epitaphien in der Nördlichen Kaiserkapelle erinnern an Basler Geistliche. Das achteckige Gemälde-Epitaph ist dem Christoph Pistorius († 1628) gewidmet, welcher achtzehn Jahre lang Münsterpfarrer, erzherzöglich-österreichischer Rat, Mitglied des Basler Domkapitels und gleichzeitig Propst des Kollegiatstifters St. Martin in Colmar war. Das Gemälde wird eingerahmt von einem Renaissance-Rahmen, der mit rankenumwundenen Säulen, Blumengirlanden und Früchten geschmückt ist. Die lateinische Inschrifttafel unter dem Gemälde wird von zwei Engelsbüsten flankiert. Das Gemälde zeigt eine Szene aus der Legende des Elisäus, zu sehen sind eine aus einem Grab steigende Person, rechts und links daneben zwei erschrocken zurückweichende Grabträger. Im Hintergrund kann man nahende Reiter ausmachen. Das zweite Epitaph darunter ist Nikolaus von Brinikhoffen († 1576) gewidmet, dem ehemaligen Dekan des Basler Domkapitels. Im Mittelteil zu sehen ist eine vereinfachte Version der Marienkrönung des Hochaltars. Unter Jesus links ist der Verstorbene selbst abgebildet, ein Ritterrüstung vor sich liegend. Das Gemälde wird links und rechts von den acht Wappen der väterlichen und mütterlichen Ahnen flankiert.
Zusätzlich befinden sich noch drei Grabplatten in der Kapelle. Zum einen die Grabplatte des Philosophie- und Medizinprofessors Franz Joseph Vicari († 1735). Auch der ehemalige Domherr von Basel, Humbert Brimpsi von Herblingen († 1596), hat seine Grabplatte in der Kapelle, sowie der Jurist Johannes Setrich von Sirk († 1595). Beide wurden vor der Kapelle beigesetzt.
Die Gitter und Sockelsteine sind fast identisch mit denen der südlichen Kaiserkapelle. Der Baldachin über der Tür ist geschmückt mit einem von zwei Greifen getragenen Kaiserwappen, am rechten Rand des Gitters kann man ein kleines blechernes Wappen von Burgund erkennen. Die Sockelsteinen sind mit jeweils zwei Greifen als Reliefs ausgestattet, die in Füllhörnern enden und mit reichen floralen Blüten- und Blattornamenten verziert sind. Die Greife halten links das Kaiserwappen mit dem doppelköpfigen Reichsadler und rechts das vielteilige Wappen des habsburgerischen Kaiserhauses. Die Wappen lassen sich auch in den Gewölbeschlusssteinen wiederfinden.

#### Villinger-Böcklin-Kapelle

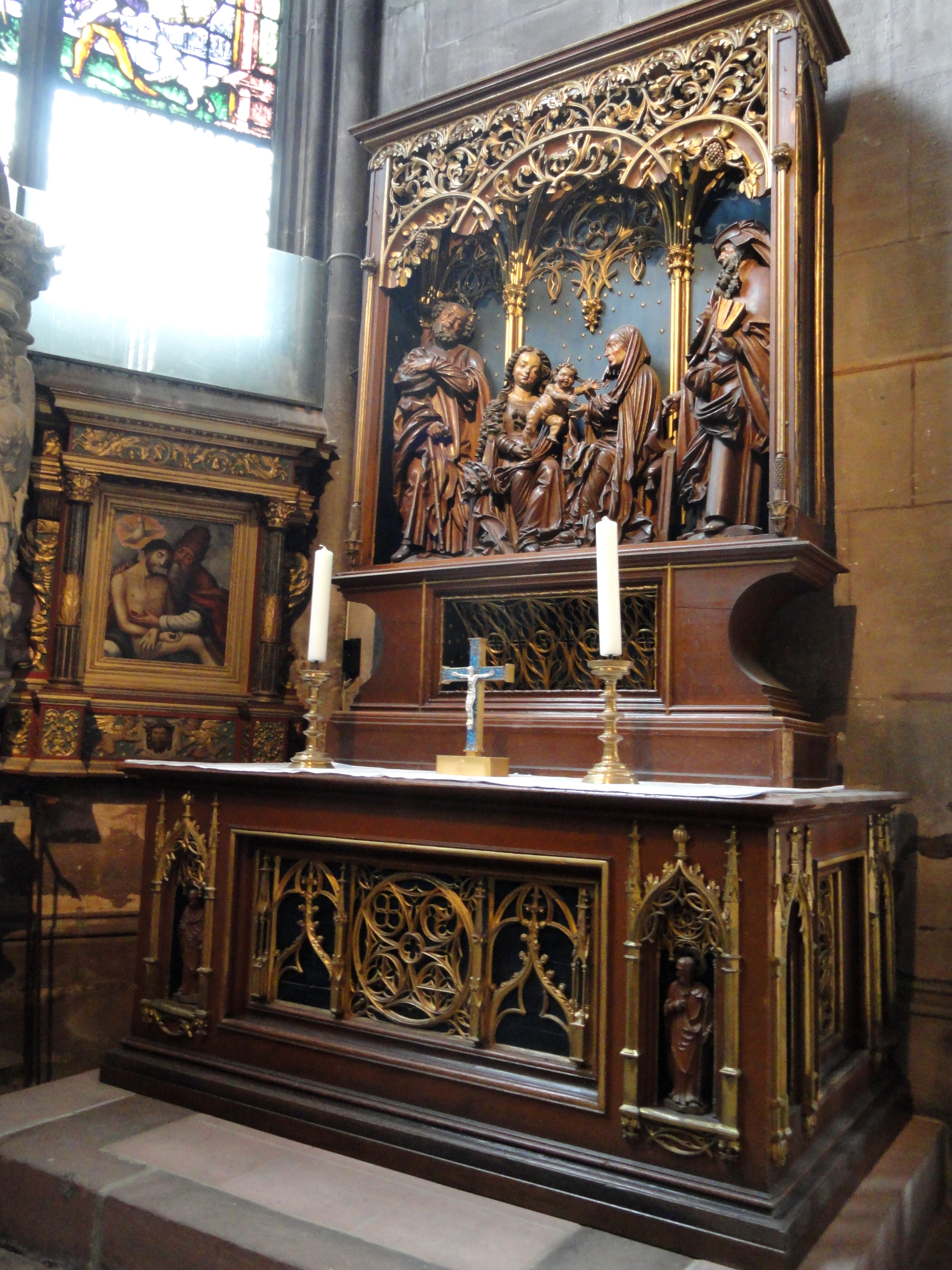
Annenaltar in der Villinger-Böcklin-Kapelle (um 1515) mit neugotischem Schrein

Zunächst wurde die Kapelle von Jakob Villinger (1480–1529), dem Schatzmeister Kaiser Maximilians I., gestiftet. Zahlungen erfolgten 1526/27, erst 1570 wurde das Kapellengitter eingesetzt. Die Glasgemälde zeigen die Erst-Stifter mit ihren Namenspatronen (Jakobus der Ältere und Ursula von Köln). Durch eine Zweistiftung, die auf den Magdeburger Dompropst Wilhelm Böcklin von Böcklinsau zurückgeht, erhielt die Kapelle ihren Doppelnamen.

#### Suter-Kapelle
Gestiftet wurde die Kapelle von Peter, Paul und Theobald Suter, Brüder und Geistliche. Zahlungen sind für 1522/23 dokumentiert, 1538 wurde die Kapelle gemeinsam mit der Locherer-Kapelle geweiht. Die Glasfenster zeigen die drei knienden Brüder mit ihren Schutzpatronen, Petrus, Paulus und der Mondsichelmadonna. Durch eine Restaurierung im 19. Jahrhundert ist vom Originalbestand der Fenster, deren Entwurf vermutlich von Hans Baldung Grien stammte, nicht mehr viel erhalten.

#### Locherer-Kapelle

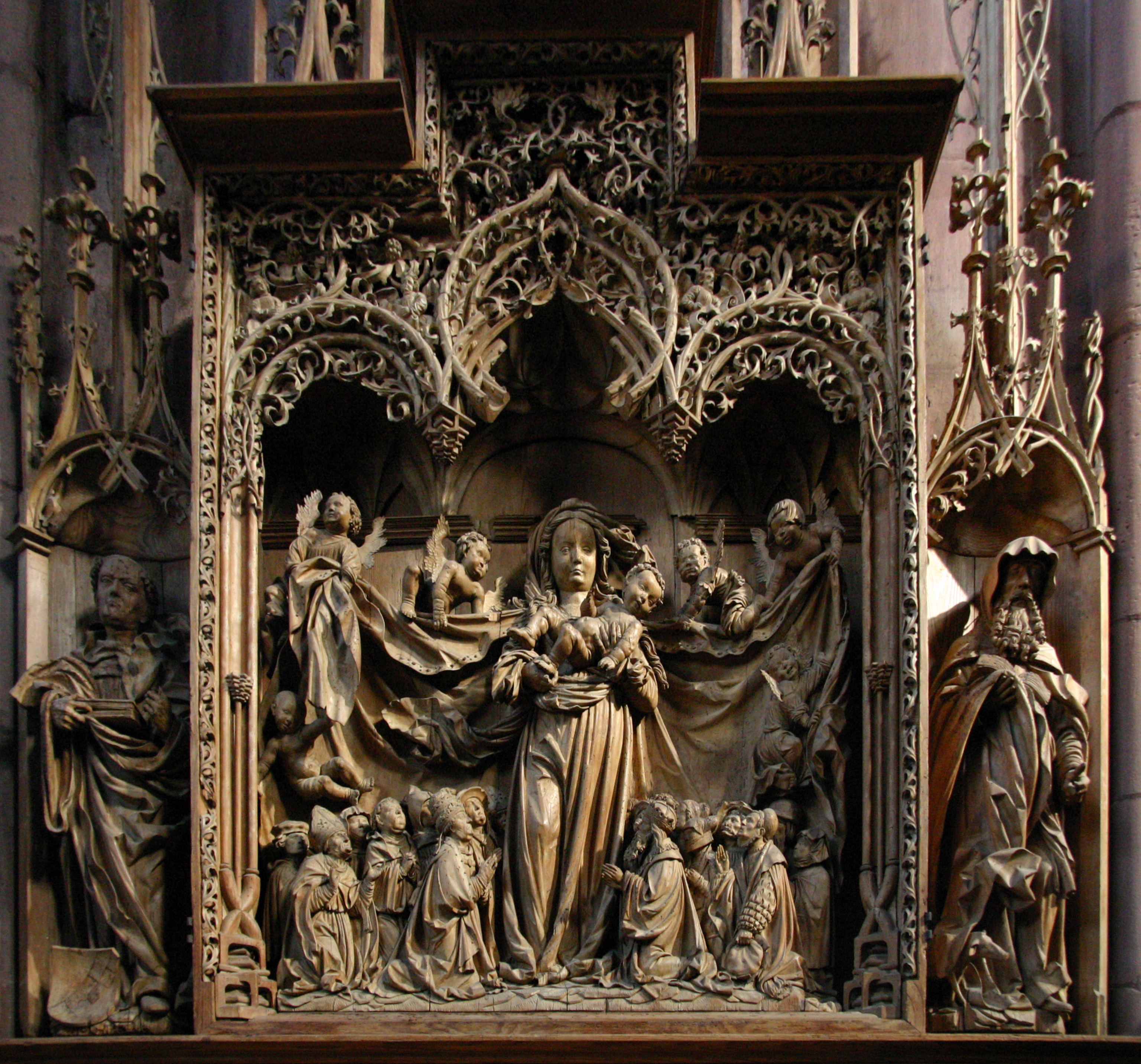
Mittelschrein des Schutzmantel-Altars von Sixt von Staufen (1521–1528) in der Locherer-Kapelle

Erstmals erwähnt wird die Locherer-Kapelle 1513, d. h. in dem Jahr, in dem der Geistliche Nikolaus Locherer vermutlich starb und in der noch unfertigen Kapelle beigesetzt wurde; seine Testamentsvollstrecker leisteten damals eine erste Ratenzahlung an die Münsterpfleger für den Ausbau und die Ausstattung der Kapelle. 1538 erfolgt die Weihe. In den Glasfenstern erkennt man die Patrone der Stifterfamilie: Der hl. Antonius, der hl. Bernhard von Clairvaux (links). Rechts die Vision des auf Patmos verbannten Evangelisten Johannes, daneben der hl. Martin mit dem Bettler. Die Entwürfe der Glasfenster stammen wohl von Hans Baldung Grien. In der Kapelle sind nur Kopien der Glasfenster zu sehen, die Originale befinden sich im Augustinermuseum in Freiburg.
Der Altar von Hans Sixt von Staufen (1521–1524) zeigt eine Schutzmantelmadonna.

#### Blumeneck-Kapelle (auch Blumenegg-Kapelle)
Gestiftet wurde die Kapelle 1510 von Sebastian von Blumeneck (auch Blumegg), Münsterpfleger und Bürgermeister.

#### Heimhofer-Kapelle

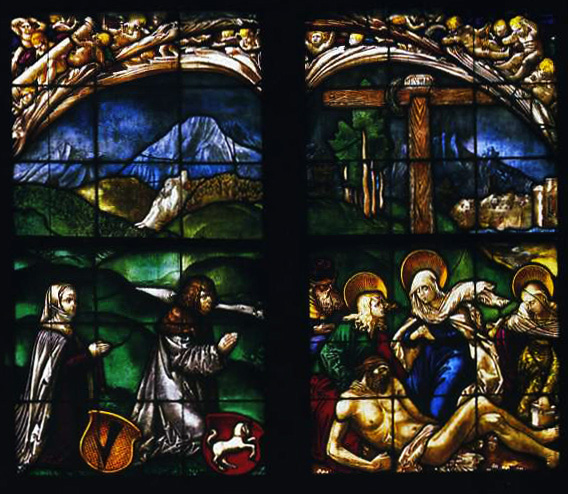
Glasgemälde der Heimhofer-Kapelle mit Stifterpaar

Die Familie des Jakob Heimhofer gehört zu dem kleinen Kreis der Familien, die neben dem Kaiserhaus und der Universität als Stifter der Chorkapellen im neuen Hochchor des Münsters hervorgetreten sind. Heimhofer stiftete die erste Chorkapelle auf der Nordseite und stand als Finanzberater und Geldbeschaffer im Dienst von Kaiser Maximilian I. Jakob Heimhofer stammte aus Baden-Baden, zog aber nach Freiburg, um an der Universität zu studieren. Bevor er in kaiserliche Dienste trat, war er Mitglied der Freiburger Tucherzunft. Der Baubeginn für die Heimhoferkapelle ist nicht überliefert. Man kann aber annehmen, dass Anfang 1516 mit den Bau der Kapelle begonnen wurde, da Rechnungsbelege für 4000 Backsteine und den Einsatz eines Malers namens Heinrich gefunden wurden. Auf den Inschriften der Glasmalereien steht die Jahreszahl 1517, die den Kauf der Eisenstangen für die Fenster belegen. Im Jahr 1529 wurde die Kapelle umgebaut. Sie bekam ihren Beinamen „Alte Basler Sakristei“, da sie dem Basler Domkapitel während seines Freiburger Exils von 1529 bis 1678 als Sakristei diente. In der Kapelle sind prachtvolle Glasfenster zu sehen, die die Familie Heimhofer zeigen. Diese wurden im Jahr 1517 von Hans Baldung Grien ausgeführt, sind aber heute Kopien des Malers Fritz Geiges. Die Originale befinden sich im Augustinermuseum. Die zwei Fensterbahnen zeigen links eine Berglandschaft und das Stifterpaar, rechts das Kreuz und die Beweinung Christi. Im Vordergrund der linken Seite sehen wir Jakob Heimhofer und seine Frau Verena Schmid in grauen Mänteln. Beide sind auf ihren Knien mit betenden Händen dargestellt. Zu ihren Füßen sind die Wappen des Stifterpaares zu sehen, ein rotes Wappen mit einem weißen Pferd für Jakob und ein goldfarbenes Wappen mit einem schwarzen Zeichen von Verena. Auf der rechten Seite ist der Leichnam Christi dargestellt, der von Joseph von Arimathia, dem Evangelisten Johannes sowie der Mutter Jesu und Maria Magdalena beweint wird. Putten schließen das Fenster oben ab. Auf der rechten Seite der Chorkapelle befindet sich der „Tegginger-Altar“. Er wurde vom Basler Weihbischof Markus Tegginger gestiftet und für die Schnewlin-Kapelle geschaffen. Ende des 18. Jahrhunderts wurde er dort entfernt und hierher gebracht. Das Gemälde des Altars zeigt die Erweckung des Lazarus durch Christus des Malers Hans Bär. Es ist von einem Renaissance-Rahmen umrandet. An der Fensterwand hängt eine Kopie des Gnadenbildes Mariahilf nach dem Renaissancemaler Lucas Cranach der Ältere. Der kopierende Künstler ist nicht bekannt. Das Originalgemälde befindet sich seit 1650 im Hochaltar der Innsbrucker ehemaligen Stadtpfarrkirche St. Jakob, heute Innsbrucker Dom. Direkt gegenüber den Glasfenstern, auf der linken Seitenwand, befindet sich ein Antependiumsbild, das die vier Evangelisten jeweils mit deren Symbolen zeigt. Die Evangelisten sind um ein Medaillon versammelt, auf dem Vers 8 des 124. Psalms – „Unsere Hilfe ist im Namen des Herrn“ – zu lesen ist und man erkennt das Wappen des Stifters Markus Tegginger. Hans Baldung Grien schuf für die Heimhoferkapelle einen Altar mit den Gemälden der „Beweinung Christi“ und der „Schmerzhaften Muttergottes“. Jedoch wurde der Altar entfernt und später durch den modernen Altar, der heute zu sehen ist, ersetzt.

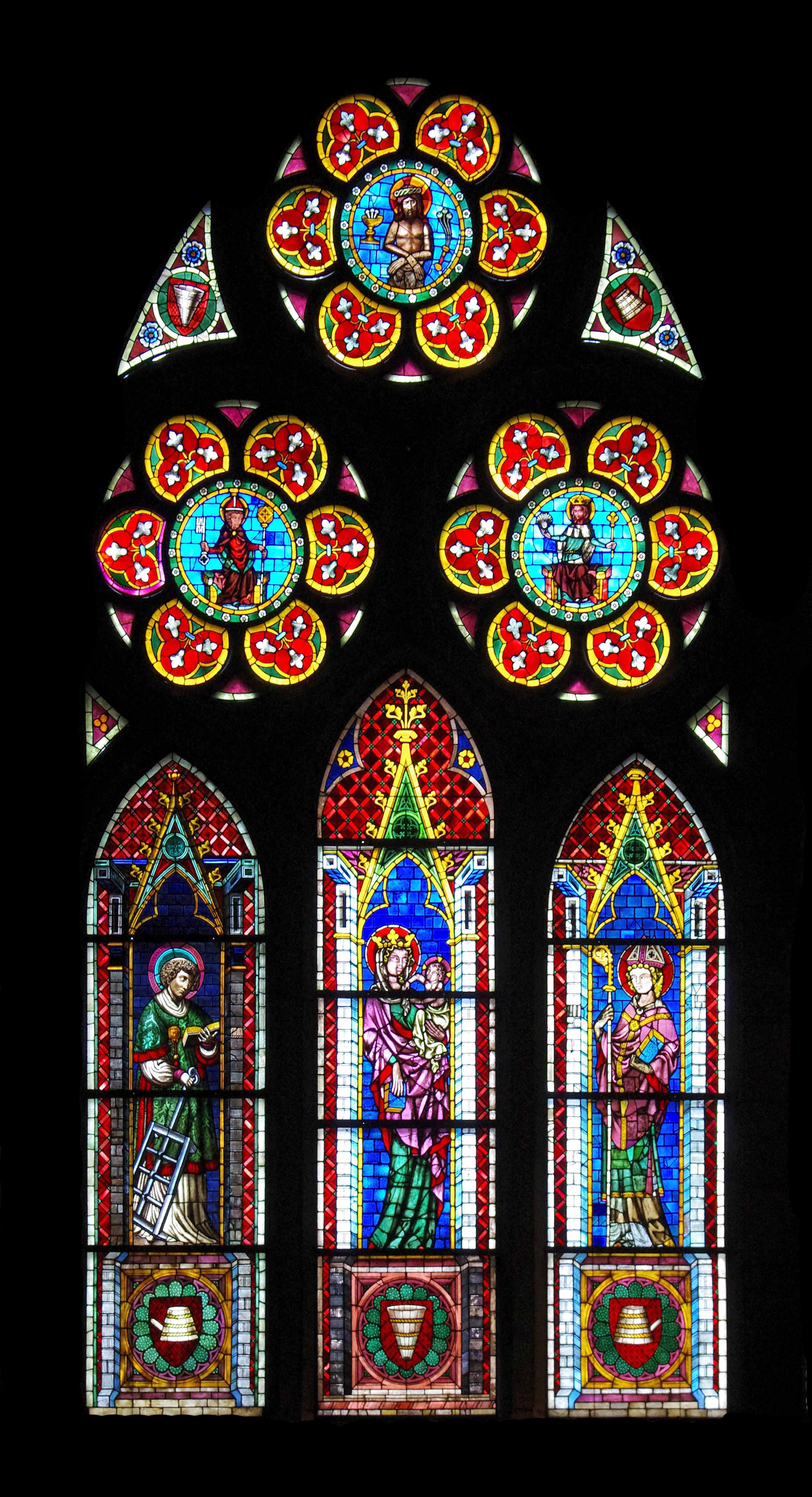
Küferfenster mit Zunftwappen (unten) im nördlichen Seitenschiff des Münsters

### Fenster
Die Glasfenster stammen aus allen Bauperioden des Münsters. Im romanischen Querschiff sind bunte Glasfenster aus dieser Bauzeit zu sehen (um 1220–1260). Die meisten gotischen Fenster im Langhaus stifteten die Handwerkszünfte, worauf die Symbole wie Brezel, Stiefel usw. hinweisen (um 1330). Kaiser Maximilian stiftete die so genannten Kaiserfenster im Hochchor. Nach der gotischen Bauperiode wurden eine Reihe der mittelalterlichen Fenster entfernt, da man – zeitentsprechend – mehr Licht in der Kirche haben wollte. Dadurch gingen einige der wertvollen Glasmalereien unwiederbringlich verloren. Um 1900 hat sich der Glaskünstler Fritz Geiges im Auftrag des Freiburger Münsterbauvereins um den Erhalt und die Restaurierung der Fenster gekümmert, allerdings mit Ergebnissen, die Experten schon seinerzeit heftig kritisierten. Neben guten Kopien, die heute im Münster die teilweise im Museum befindlichen Originale ersetzen, ergänzte er auch fehlende Teile in bestehenden Fenstern oder brachte deren Motive in neue Zusammenhänge. Ergänzungen in mittelalterlichen Fenstern versah Geiges mit einer künstlichen Alterung, um verloren gegangene Teile nachzuahmen. Er schuf auch neue „mittelalterliche“ Fenster im historisierenden Stil seiner Zeit. Während des Zweiten Weltkriegs hatte man die Fenster des Münsters entfernt. Sie waren deshalb dem Luftdruck und den Splittern beim Bombenangriff am 27. November 1944 nicht ausgesetzt und blieben erhalten.

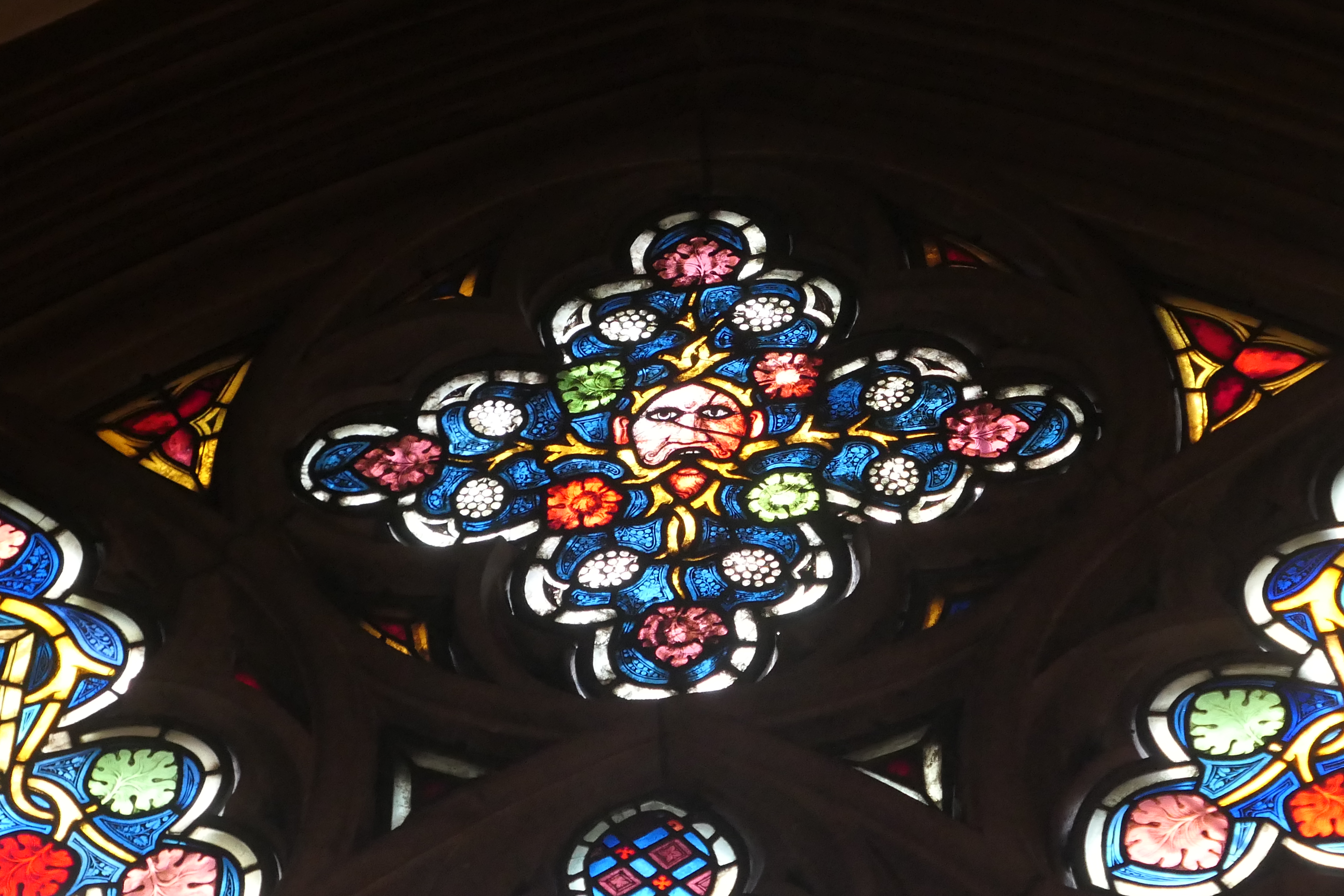
Blattmaske der Peter-und-Pauls-Kapelle im nördlichen Querhaus

Die Restaurierung der Peter- und Paulskapelle 2017/18 im nördlichen Querhaus des Freiburger Münsters enthält nur noch zum Teil die ursprüngliche Verglasung der Kapelle (um 1345/50). Im 19. Jahrhundert wurde die mittelalterliche Verglasung ausgebaut. Auch hier fügte Fritz Geiges die oberen Figurenfelder und die Maßwerkscheiben unter Hinzufügung von Rekonstruktionen wieder ein.
Aus dem 20. Jahrhundert stammen unter anderem das Westfenster in der Michaelskapelle und die südliche Fensterrosette von Valentin Peter Feuerstein. Der Freiburger Künstler Hans-Günther van Look schuf zu Beginn des 21. Jahrhunderts ein Fenster, das Edith Stein zeigt, und gestaltete im Rundfenster des südlichen Querschiffes sechs Medaillons mit „Heiligen Frauen“, die mit den Medaillons im gegenüber liegenden „Fenster der Barmherzigkeit“ aus dem Mittelalter korrespondieren.

### Lettner
1579 wurde Hans Beringer mit der Erstellung eines neuen Lettners beauftragt, der 1790 entfernt und in den Querschiffen als Musiktribünen wieder aufgebaut wurde.

### Portalvorhalle

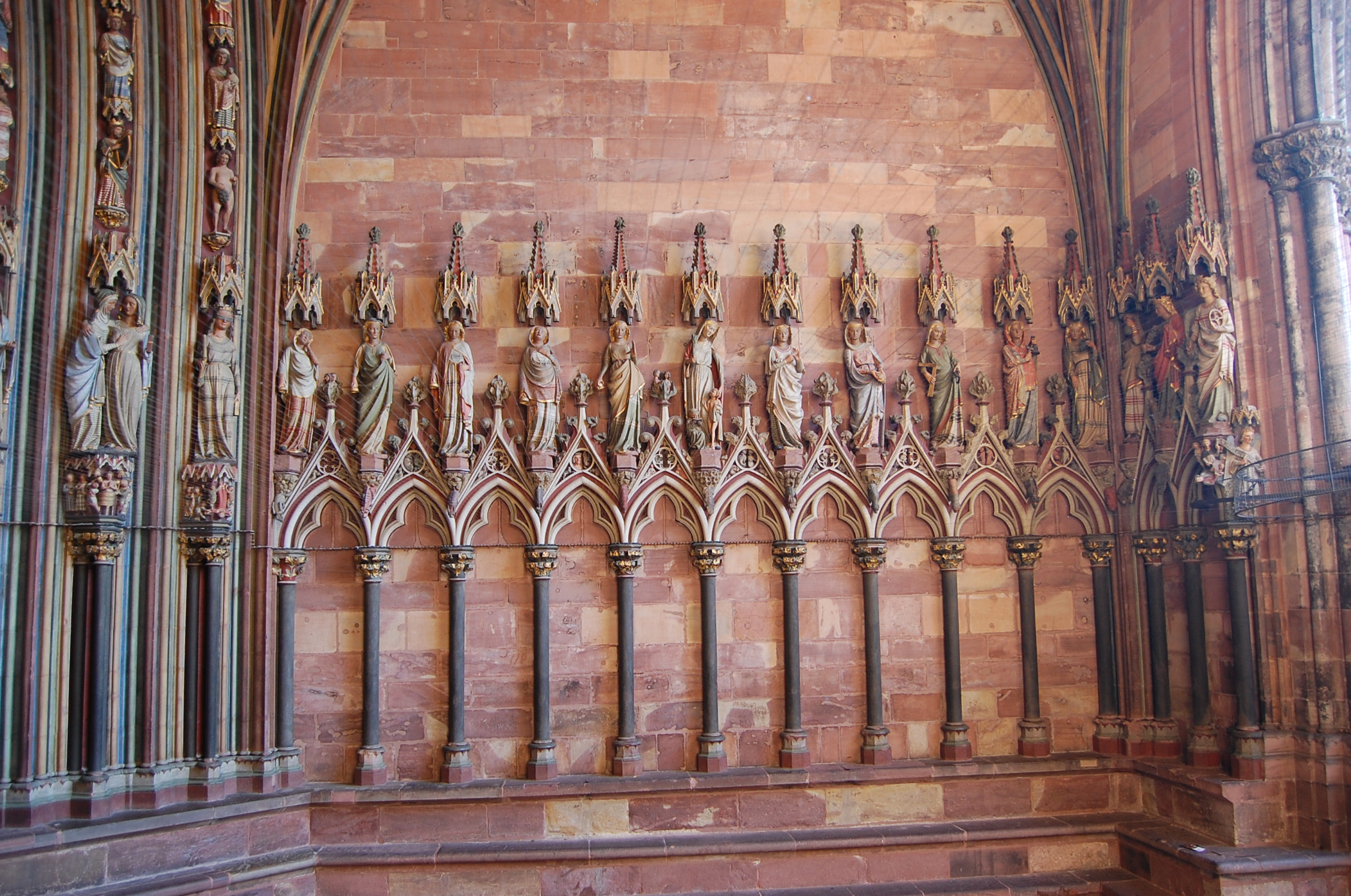
Südwand in der Portalvorhalle
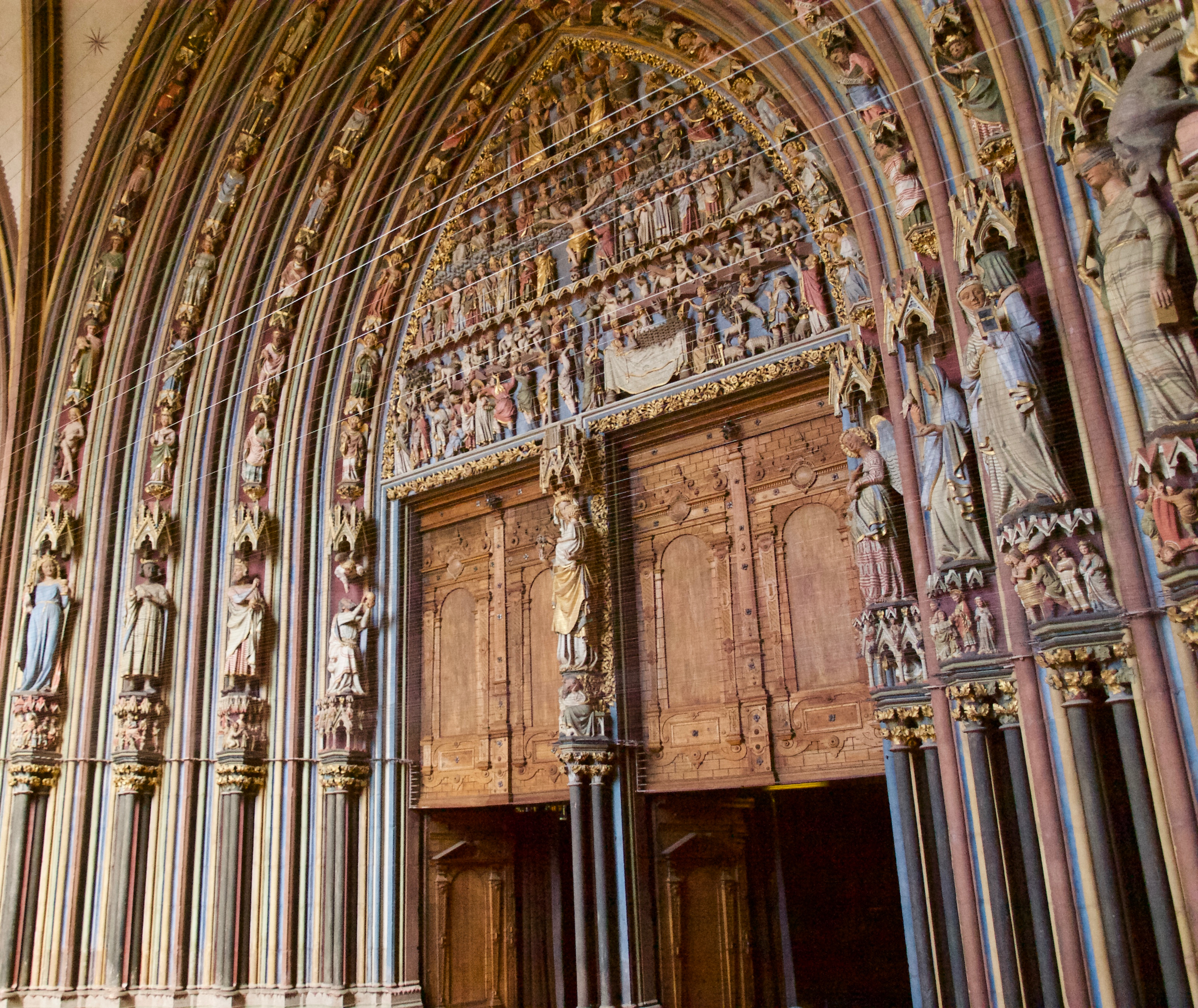
Gewände und Tympanon der Portalvorhalle
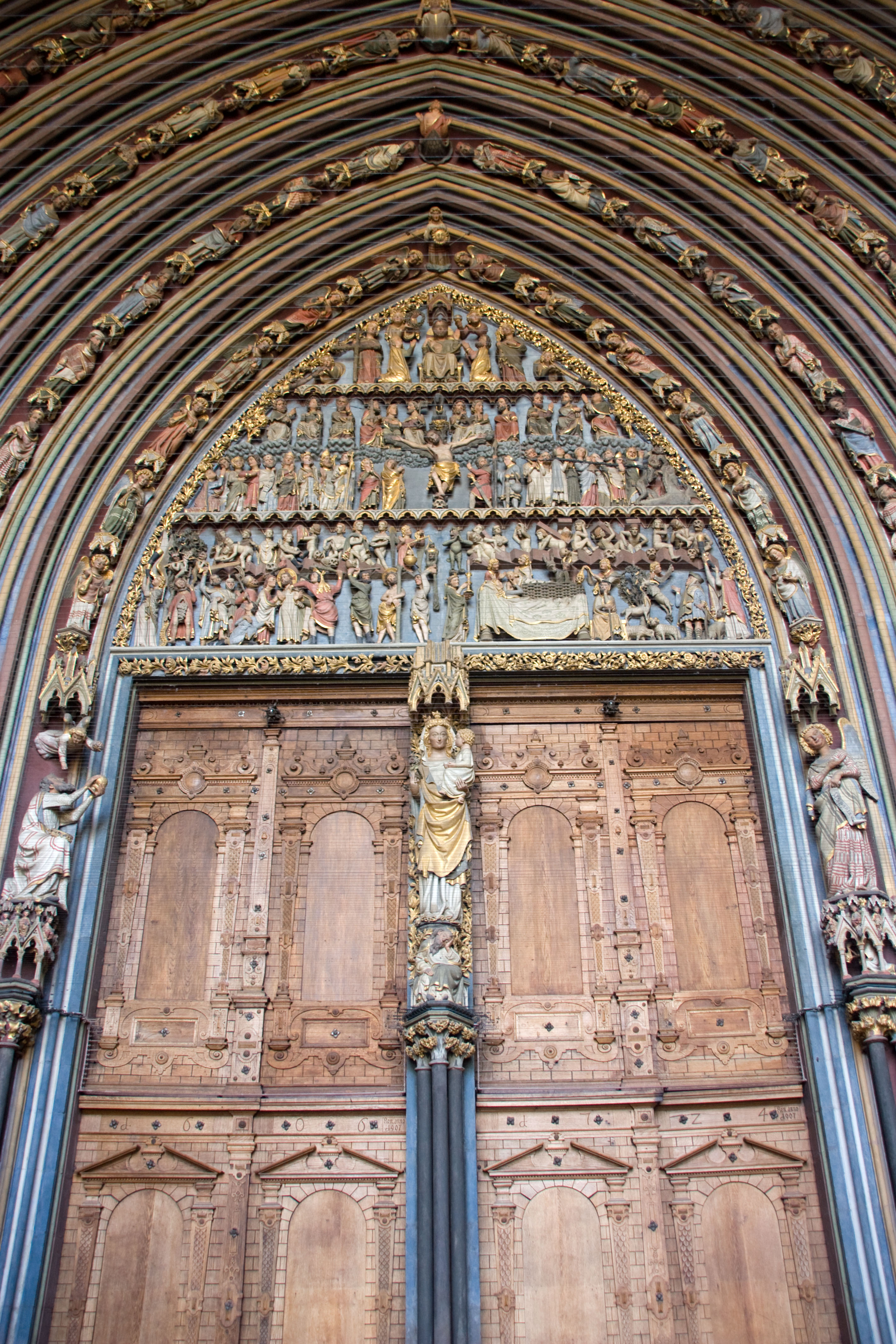
Tympanon und Trumeau-Madonna in der Portalvorhalle
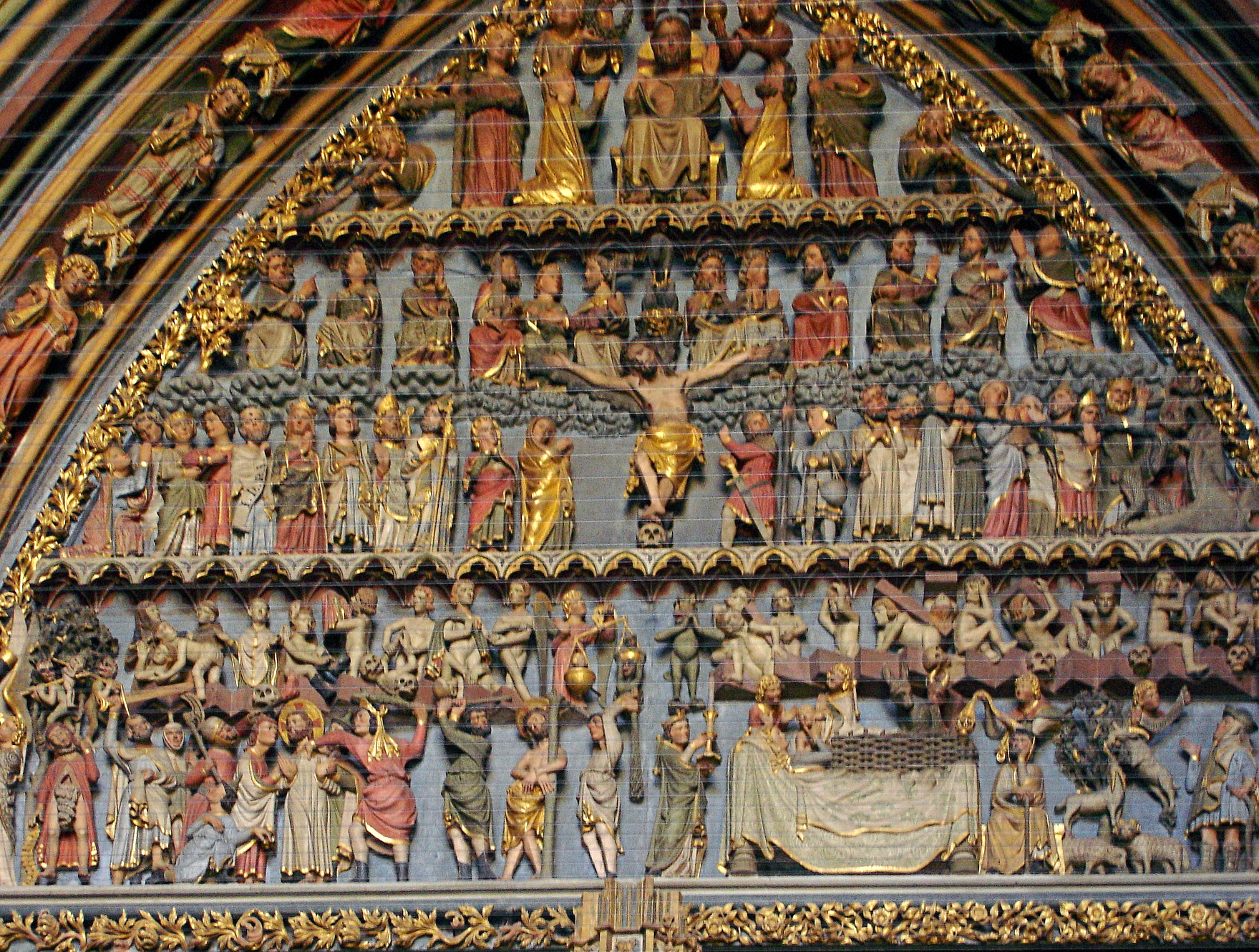
Tympanon-Relief mit Taubengitter
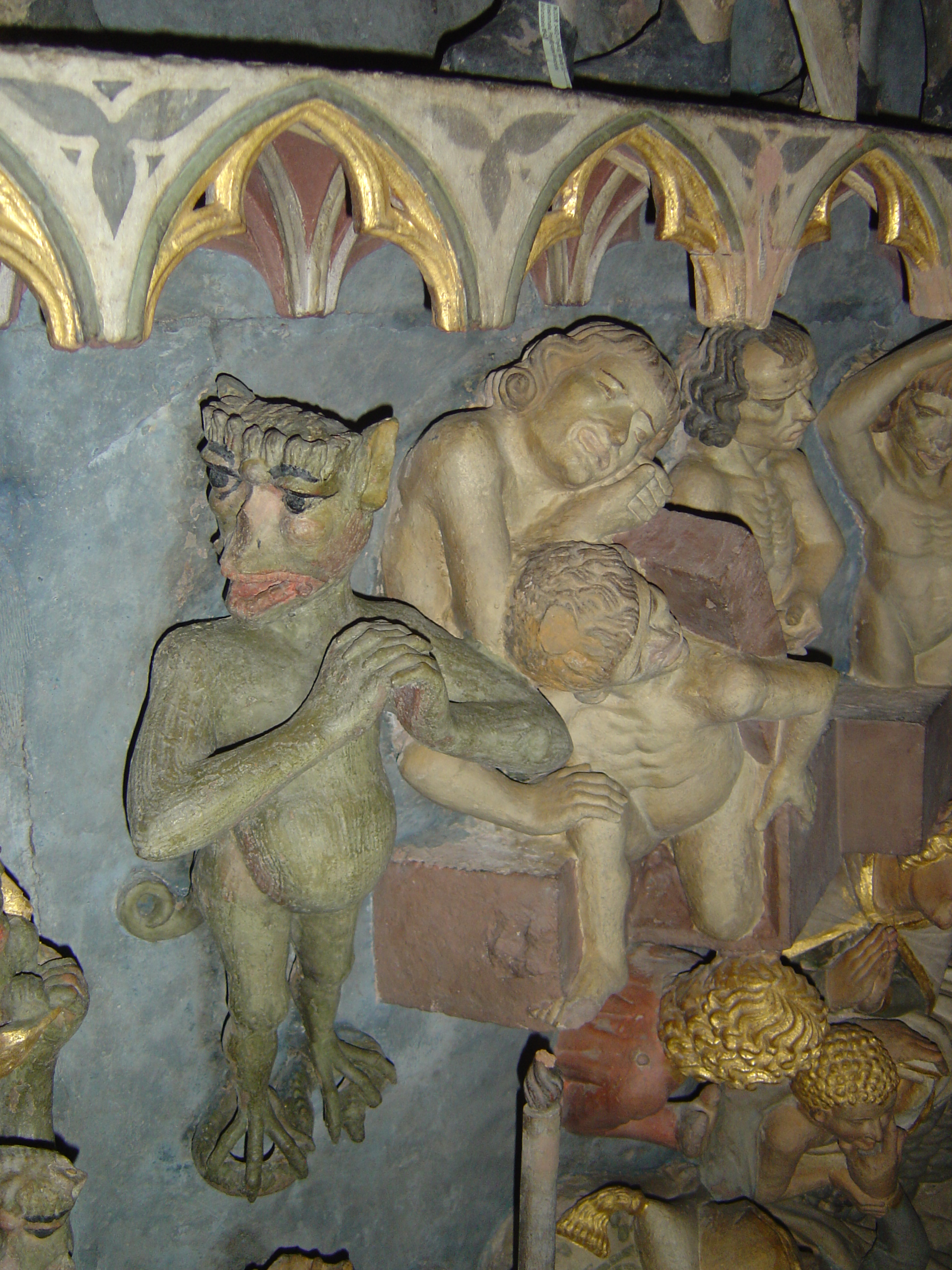
Teufel händeringend, nicht betend

Die gotische Portalhalle des Westturms (um 1300) zeigt im Tympanon eine Darstellung des Jüngsten Gerichts, die um Szenen aus dem Leben Jesu (Geburt und Passion) erweitert ist. Im Mittelpunkt steht Christus als barmherziger Richter. Die Archivolten zeigen wichtige Figuren des Alten Bundes und weisen so auf die Kontinuität von Altem und Neuem Testament hin. Das Portalgewände ist von einem Marienzyklus besetzt, in dessen Zentrum eine großartige Mariendarstellung vor dem Trumeaupfeiler des Portals steht. Zum reichen Figurenschmuck der Vorhalle gehören auch die Skulpturen der fünf törichten und fünf klugen Jungfrauen, wie sie motivisch und stilistisch am Straßburger Münster vorgebildet sind. Ergänzt werden sie durch eine Darstellung des Fürsten der Welt, der als Versucher dem aus der Kirche hinaustretenden Gläubigen als Mahnung besonders auffallen sollte. Bei der Renovierung und Säuberung der Figuren wurde bewusst der Zustand der vorangegangenen Renovierung aus den 90er Jahren des 19. Jahrhunderts wieder hergestellt, für die damals der Freiburger Glasmaler und Künstler Fritz Geiges verantwortlich war. 2018 wurden die Figuren erneut gereinigt.

### Stadtpatrone
Im Innern und am Außenbau des Freiburger Münsters, aber auch auf dem Münsterplatz sowie in den Museen und Archiven der Stadt befinden sich heute noch zahlreiche Darstellungen der Freiburger Stadtpatrone: St. Georg, Bischof Lambert von Lüttich sowie der Katakombenheilige und Märtyrer Alexander, der Georg ab dem 17. Jahrhundert auf Darstellungen verdrängte. Beispiele für den Ritter Georg als den ältesten Stadtpatron finden sich an einem der südwestlichen Strebepfeiler des Münsters und auf dem Georgsbrunnen in der Südwestecke des Münsterplatzes. Außerdem sind die Stadtpatrone Ritter Georg und Bischof Lambert – mit der Madonna als Münsterpatronin – am Fischbrunnen vor dem Kornhaus auf der Nordwestseite des Münsterplatzes dargestellt, hier zusammen mit den vier Kirchenlehrern.
Bemerkenswert ist nicht nur die Vielzahl der Darstellungen als Skulpturen und Goldschmiedearbeiten, auf Gemälden und Glasfenstern, Holzschnitten und Kupferstichen, sondern auch die Tatsache, dass einige Darstellungen von bedeutenden Künstlern geschaffen worden sind, darunter Hans Baldung Grien (St. Georg auf der Rückseite des Hochaltars). Auch auf den sogenannten Patronatssäulen vor dem Hauptportal stehen Statuen der Stadtpatrone Lambert und Alexander mit der Gottesmutter Maria als Patronin des Münsters in der Mitte. Diese drei Figurensäulen wurden 1719 von den drei Vereinigten Landständen Vorderösterreichs: dem Prälatenstand, dem Ritterstand und dem Ständischen Kollegium der breisgauischen Städte Freiburg im Breisgau, Altbreisach, Neuenburg am Rhein und Waldshut gestiftet und seitdem mehrfach restauriert, zuletzt 2016/2017. Dabei musste die Figur des Lambertus komplett neu geschlagen werden.

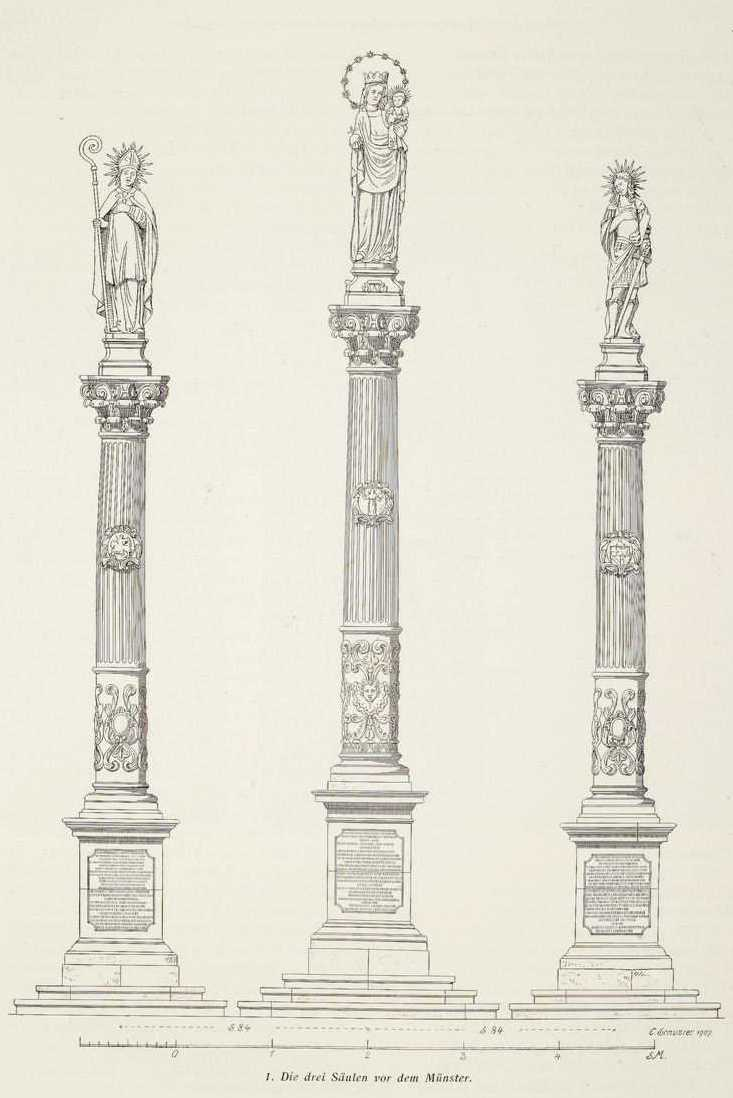
Die Patronatssäulen von 1719: Maria als Patronin des Münsters mit den Stadtpatronen Lambert von Lüttich und dem Märtyrer Alexander von Rom (1907)
Das Münsterportal um 1912
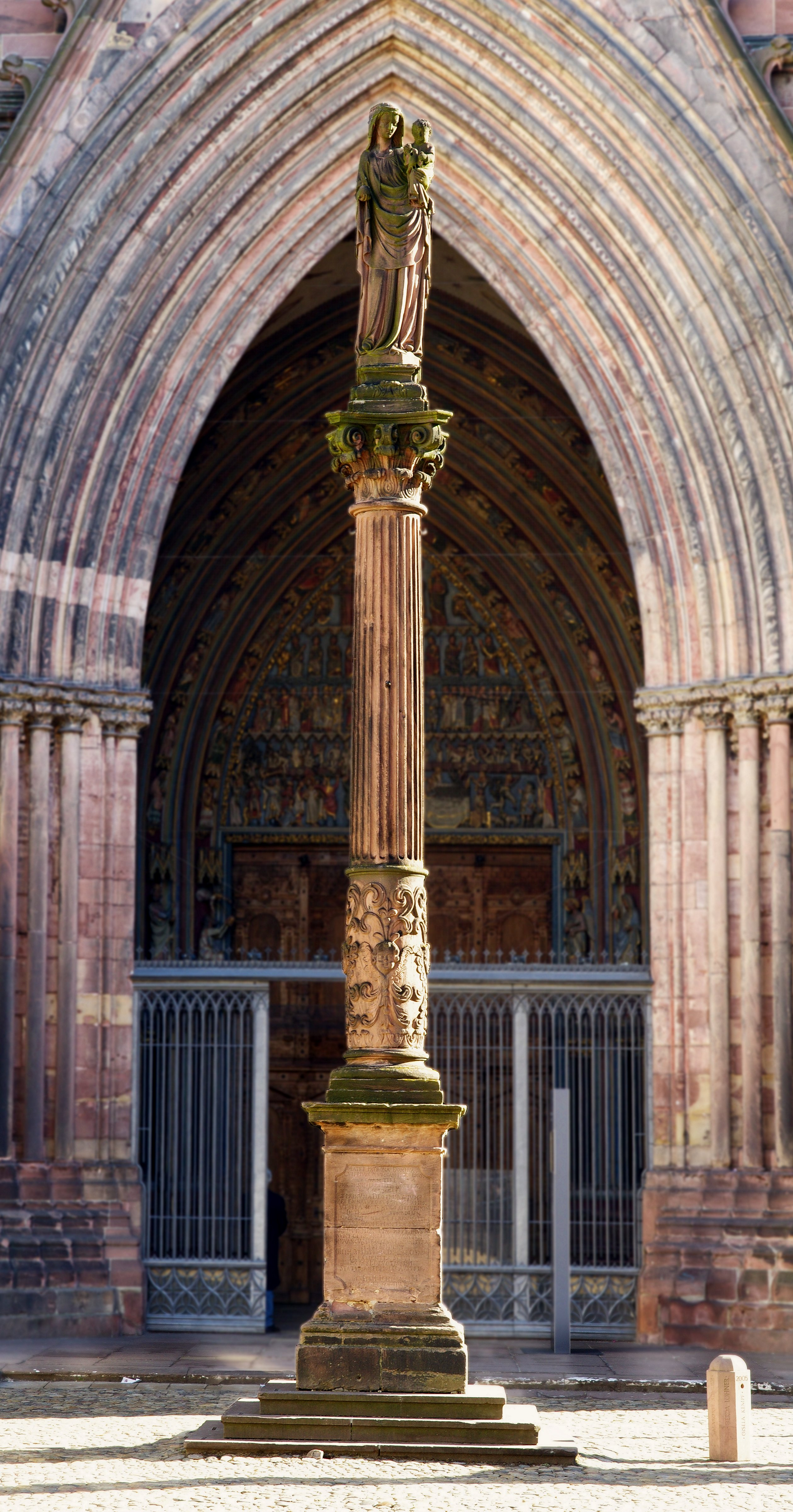
Maria als Patronin des Münsters auf einer Sandsteinsäule mit Schmuckrelief und korinthischem Kapitell, auf Postament mit Widmungsinschrift
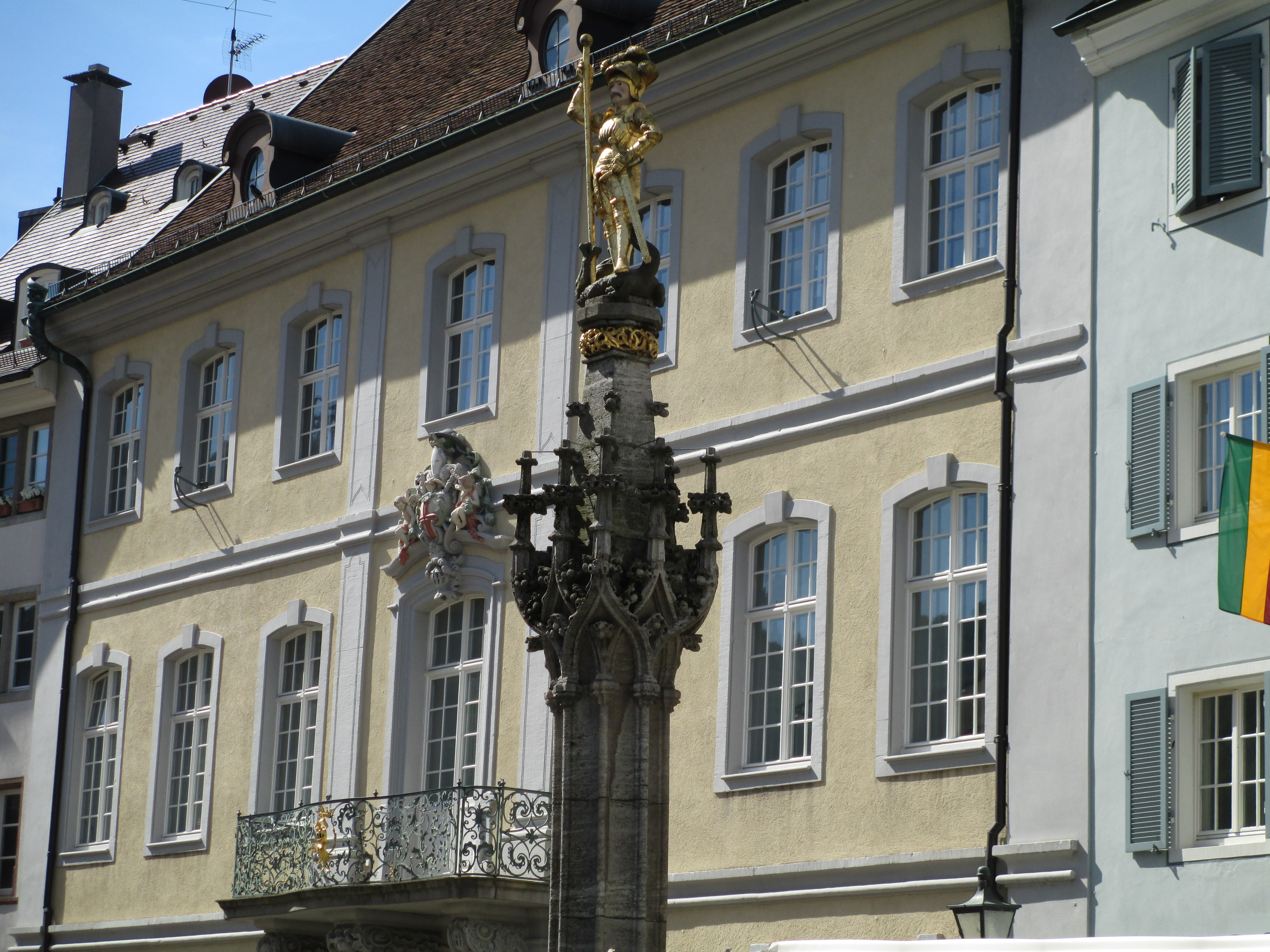
Georgsbrunnen auf der Südwestseite des Münsterplatzes, Kopie von 1935 des alten Georgsbrunnens von 1520
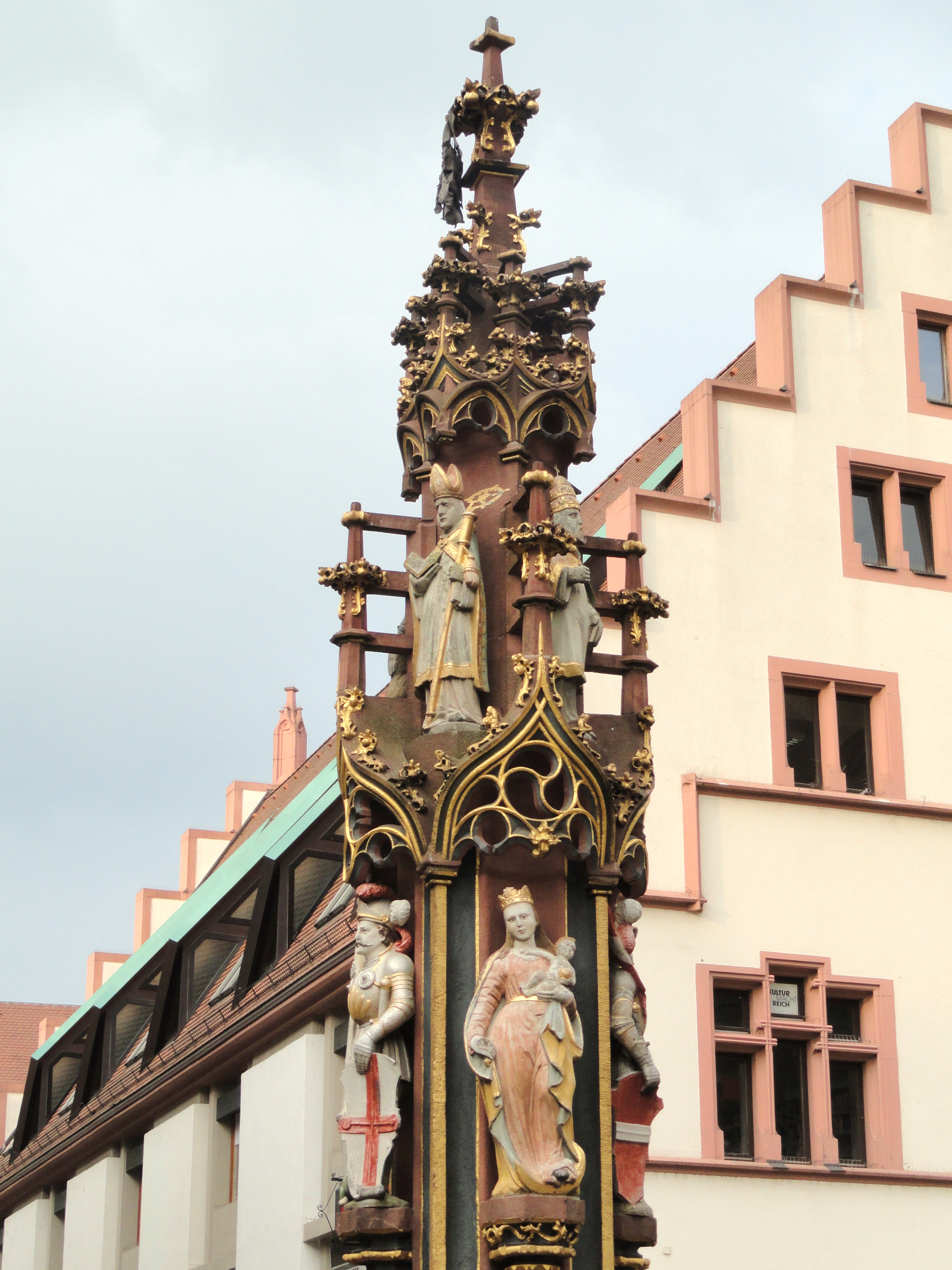
Fischbrunnen vor dem Kornhaus, Kopie des ältesten Stadtbrunnens (1483) am heutigen Standort
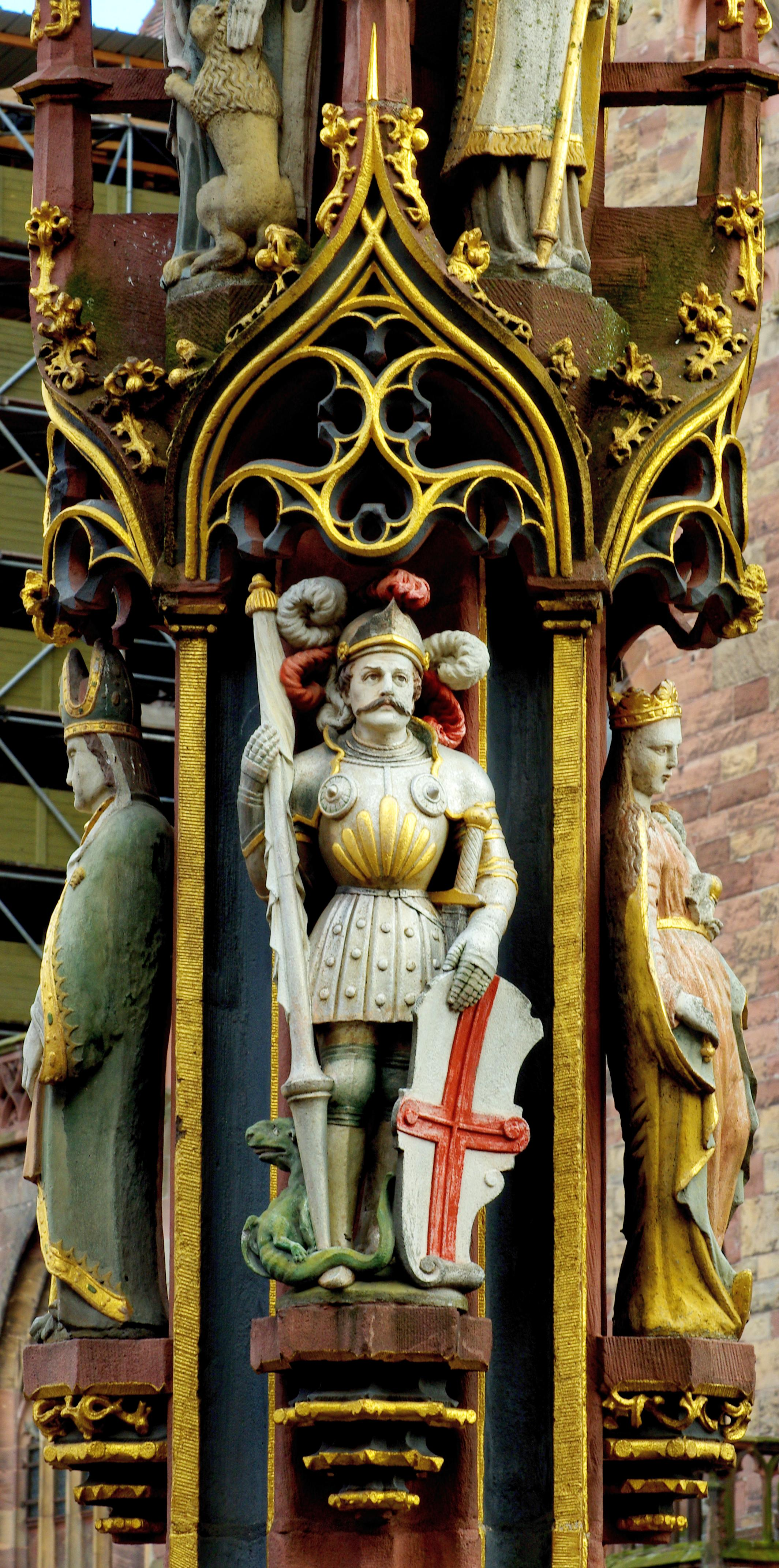
Die Stadtpatrone Bischof Lambert und Ritter Georg mit der Madonna als Münsterpatronin

### Kameras und Bildschirme
Seit 2013 ist das Münster mit fünf fest installierten Kameras ausgestattet. Ausgewählte Gottesdienste werden seitdem sowohl im Internet, als auch über je zwei Bildschirme in den Seitenschiffen übertragen. Eine sechsstellige Summe hat das Erzbistum für die Technik investiert, die auch im Turm einen Regieraum mit vier großen Bildschirmen, einem Steuergerät und einem Mischpult für den Ton umfasst. Es gibt auch Texteinblendungen wie z. B. die der Liednummern. 2018 stoppte das Erzbistum die Liveübertragung für einige Monate wegen der neuen Datenschutz-Grundverordnung (DSGVO) und des daraus resultierenden Gesetzes über den Kirchlichen Datenschutz (KDG). Nachdem man eine Lösung gefunden hat, nämlich die Gottesdienstbesucher auf die Übertragung hinzuweisen, konnte zu Mariä Himmelfahrt 2018 die Übertragung wieder aufgenommen werden.
Seit August 2018 gibt es weitere zehn Kameras im Münster, die mit den TV-Kameras zur Beweissicherung bei Diebstählen und Sachbeschädigung dienen. Das geschlossene System wurde für 5000 Euro ausgebaut. Die Aufnahmen werden 48 Stunden aufbewahrt und sind nur wenigen Mitarbeitern zugänglich. Zwei größere Diebstähle gab es. Während die 2017 gestohlene Wappenkartusche der vor dem Münster stehenden Lambertussäule wieder auftauchte, fehlt seit 2018 eine knapp 200 Jahre alte Figur des Apostels Paulus des Annenaltars.

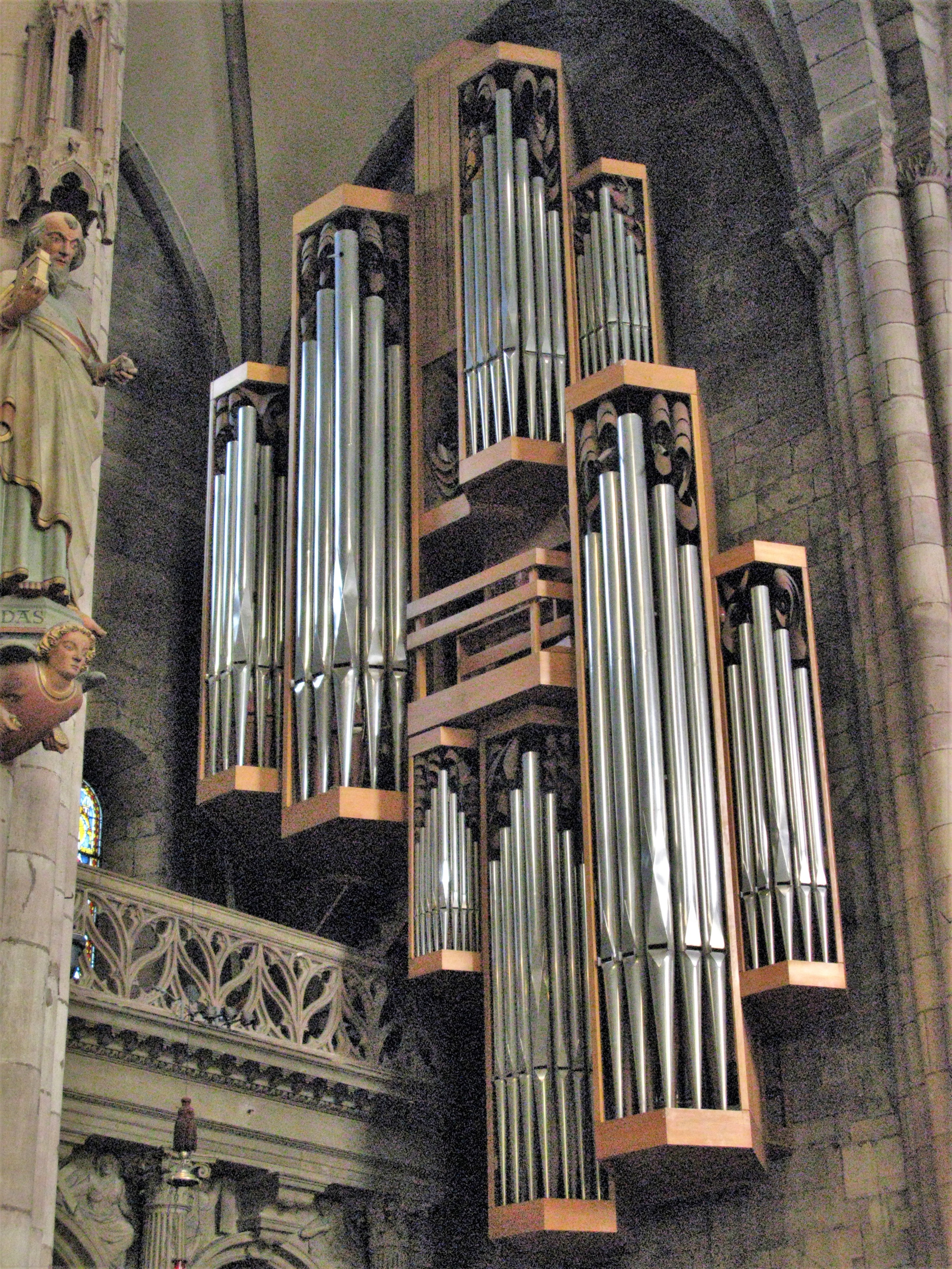
Hauptorgel des Münsters (Marienorgel)

### Orgeln
Bekannt ist das Freiburger Münster auch wegen seiner Orgelanlage. Die vierteilige Anlage, bestehend aus der Marienorgel im nördlichen Querschiff, der Langschifforgel (Schwalbennestorgel), der Michaelsorgel auf der Empore unter dem Turm (Michaelskapelle) und der Chororgel, ist mit 150 Registern auf vier Manualen und Pedal eine der größten Orgeln Deutschlands und der Welt. Die Orgeln stammen von verschiedenen Orgelbauern (Rieger, Marcussen, Metzler und Kuhn) aus den Jahren 1964 bis 1966, teilweise erneuert und umgebaut 1990 und 2001. Ende 2008 wurde die Michaelsorgel durch einen Neubau des Orgelbauers Metzler aus Dietikon bei Zürich ersetzt. 2017 begann eine weitere Phase der Renovierung, zunächst mit der Marienorgel. Darauf folgte ein Neubau der Chororgel, die zu Ostern 2019 erstmals erklang.

### Glocken
Das Freiburger Münstergeläut besteht aus 19 Glocken. Mit einer Gesamtmasse von rund 25 Tonnen gehört es zu den größten Domgeläuten in Deutschland. Die Glocken hängen in einem vorwiegend noch aus dem Mittelalter stammenden Glockenstuhl, der etwa 1290–1300 aus Tannenholz gefertigt und noch vor der Fertigstellung des Turmes (1330) eingebaut wurde und schon drei Glocken beherbergte – neben der Hosanna auch eine Predigt- und eine Betzeitglocke, die beide nicht mehr existieren.
Die älteste Glocke im Geläut ist die Hosanna (früher auch Hosianna) aus dem Jahr 1258, die zu den ältesten erhaltenen Glocken dieser Größe gehört. Sie wird stiftungsgemäß donnerstagabends nach dem Angelus zur Erinnerung an die Todesangst Christi am Ölberg, freitags um elf Uhr zum Gedenken an die Kreuzigung Christi (im Volksmund auch Knöpfleglocke – da war es angeblich Zeit, das Wasser für die Knöpfle, eine Spätzle-Variante, aufzusetzen), samstagabends zum Gebet für die Verstorbenen der Woche und an jedem 27. November, dem Jahrestag der Bombardierung und Zerstörung der Stadt im Jahr 1944 geläutet. In der Vergangenheit war sie auch die Brand- und Sturmglocke und wurde zur Einberufung einer Gerichtsversammlung geläutet. Die Inschrift der Glocke lautet:
Bis 1841/43, fast 600 Jahre lang, war die Hosanna die größte Glocke des Münsters. In diesen Jahren goss die Glockengießerei Rosenlächer aus Konstanz ein neues, dem Zeitgeschmack entsprechendes Geläut. Inzwischen war das Münster zur Kathedrale des 1827 neu gebildeten Erzbistums Freiburg geworden. Man schmolz sieben vorhandene Glocken ein und verwendete das Metall für den Guss der acht neuen. Die nun insgesamt zehn Glocken hatten die Töne b0, d1, f1, ges1, a1, b1, des2, d2, f2 und b2. Nach Einschätzung von Fachleuten galt dieses Rosenlächer-Geläut als eines der schönsten Geläute Süddeutschlands. Daneben wurde die Hosanna nur einzeln geläutet, da sie im Gegensatz zur Stimmung der anderen Glocken einen Viertelton zu tief stand. Das Festgeläute bestand aus den Tönen b0, d1, f1, g1 und b1; die g1-Glocke war 1950 hinzugegossen worden.
Obwohl die vor dem Krieg gehängten Glocken die Bombenangriffe überstanden hatten und auch von zwangsweiser Einschmelzung verschont geblieben waren, goss Friedrich Wilhelm Schilling 1959 in Heidelberg 15 neue Glocken für den Westturm. Johannes Wittekind, der Leiter der Glockeninspektion des Erzbistums Freiburg sagt, die Verantwortlichen des Bistums hätten nach dem Krieg einer „neuen glockenmusikalischen Sicht“ gehuldigt. Man habe damals „weggewollt von den akkordischen, hin zu mehr melodischen Klängen“. Die Hosanna als nunmehr drittgrößte Glocke wurde weiterhin nur einzeln geläutet. Im Jahre 2008 wurde nach sechsjähriger Arbeit die Sanierung des ursprünglichen Glockenstuhls abgeschlossen. In Folge einer Umverteilung der Glocken kann die Hosanna, deren 750-jähriges Bestehen im gleichen Jahr gefeiert wurde, nun auch zusammen mit den übrigen Glocken geläutet werden.
Das 1606 gegossene Vesperglöckchen und das Silberglöckchen aus dem 13. Jahrhundert sind nach erfolgreicher Restaurierung ebenfalls im Westturm läutbar aufgehängt worden. Im Dachreiter über dem Südquerhaus hängt die spätmittelalterliche Taufglocke, die nur von Hand geläutet werden kann.
2017/18 wurde der Glockenstuhl noch einmal restauriert.
2016 schmiedete die Firma Edelstahl Rosswag in Pfinztal für die Glocken 15 neue Klöppel, die im Dezember 2016 installiert wurden.

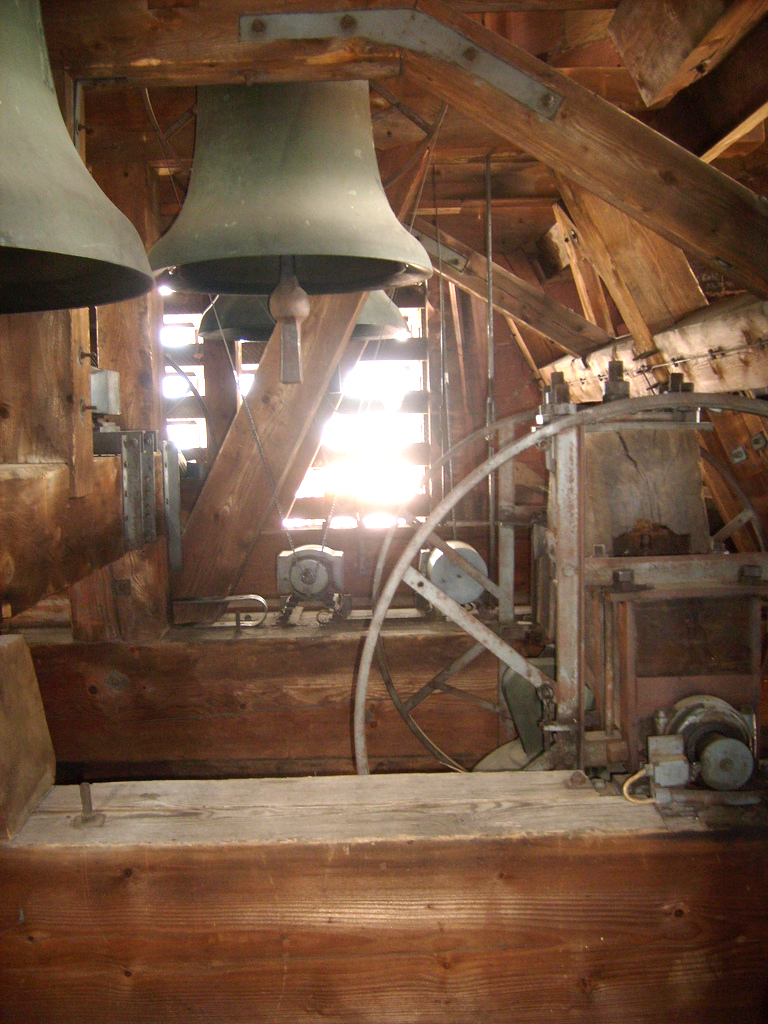
Glockenstuhl

| Glocke | Name                  | Gussjahr    | Gießer, Gussort                         | Durchmesser | Masse     | Schlagton |
| ------ | --------------------- | ----------- | --------------------------------------- | ----------- | --------- | --------- |
| 1      | Christus              | 1959        | Friedrich Wilhelm Schilling, Heidelberg | 2133 mm     | 6856 kg   | g0±0      |
| 2      | Petrus                | 1959        | Friedrich Wilhelm Schilling, Heidelberg | 1774 mm     | 3917 kg   | b0±0      |
| 3      | Paulus                | 1959        | Friedrich Wilhelm Schilling, Heidelberg | 1566 mm     | 2644 kg   | c1±0      |
| 4      | Maria                 | 1959        | Friedrich Wilhelm Schilling, Heidelberg | 1490 mm     | 2290 kg   | d1±0      |
| 5      | Hosanna               | 1258        | unbekannt                               | 1610 mm     | 3290 kg   | es1±0     |
| 6      | Josef                 | 1959        | Friedrich Wilhelm Schilling, Heidelberg | 1242 mm     | 1354 kg   | f1±0      |
| 7      | Nikolaus von Flüe     | 1959        | Friedrich Wilhelm Schilling, Heidelberg | 1095 mm     | 0958 kg   | g1±0      |
| 8      | Johannes              | 1959        | Friedrich Wilhelm Schilling, Heidelberg | 1081 mm     | 0913 kg   | a1±0      |
| 9      | Jakobus               | 1959        | Friedrich Wilhelm Schilling, Heidelberg | 1022 mm     | 0803 kg   | b1±0      |
| 10     | Konrad                | 1959        | Friedrich Wilhelm Schilling, Heidelberg | 0903 mm     | 0560 kg   | c2+1      |
| 11     | Bernhard von Baden    | 1959        | Friedrich Wilhelm Schilling, Heidelberg | 0798 mm     | 0381 kg   | d2±0      |
| 12     | Lambert und Alexander | 1959        | Friedrich Wilhelm Schilling, Heidelberg | 0670 mm     | 0212 kg   | f2±0      |
| 13     | Michael               | 1959        | Friedrich Wilhelm Schilling, Heidelberg | 0594 mm     | 0149 kg   | g2±0      |
| 14     | Schutzengel           | 1959        | Friedrich Wilhelm Schilling, Heidelberg | 0575 mm     | 0130 kg   | a2+1      |
| 15     | Odilia                | 1959        | Friedrich Wilhelm Schilling, Heidelberg | 0505 mm     | 0112 kg   | c3+1      |
| 16     | Magnificat            | 1959        | Friedrich Wilhelm Schilling, Heidelberg | 0456 mm     | 0079 kg   | d3±0      |
| 17     | Vesperglöckchen       | 1606        | Hans Ulrich Bintzlin, Breisach          | 0510 mm     | 0081,2 kg | h2        |
| 18     | Silberglöckchen       | 13. Jh.     | unbekannt                               | 0352 mm     | 0031,8 kg | f3        |
| I      | Taufglocke            | 13./14. Jh. | unbekannt                               | ~550 mm     | 0~95 kg   | a2+1      |

## Denkmalpflege
Gegen Ende des 19. Jahrhunderts blieb der bedrohliche Bauzustand des Freiburger Münsters der Stadt Freiburg und seinen Bürgern nicht verborgen, zumal eine Gutachterkommission die Schäden 1889 dokumentiert und bekannt gemacht hatte. Doch gleichzeitig hatten persönliches Engagement für das Münster und die finanziellen Zuwendungen der Freiburger einen Tiefpunkt erreicht.
Da der damalige Eigentümer des Freiburger Münsters – die Münsterfabrik, eine mittelalterliche Stiftung – die finanziellen Mittel nicht aufbringen konnte, rief Oberbürgermeister Otto Winterer in einem dringenden Appell die Bürger zu einer Vereinsgründung zur Rettung des Münsters auf. Dem verstärkten Ruf nach kirchlicher Finanzierung und der öffentlichen Hand zur Erhaltung des Bauwerks stellte Winterer bewusst die Idee eines Fördervereins entgegen. So wurde 1890 zur Erhaltung des Münsters der Freiburger Münsterbauverein gegründet. Der Verein muss im Jahr mehrere Millionen Euro aufbringen, um das Freiburger Münster zu sichern und zu erhalten. Bisherige Münsterbaumeisterin war die Architektin Yvonne Faller, die aus gesundheitlichen Gründen zum 31. März 2021 um Freistellung bat. Ihre Nachfolgerin ist Anne-Christine Brehm, die die Amtsgeschäfte am 15. Juli aufnahm. Vorsitzende des Vereins ist Martina Feierling-Rombach, 2020 löste sie Sven von Ungern-Sternberg ab.
Seit 2011 wird für die Restaurierung ein „besonders widerstandsfähiger und harter Sandstein“ aus einem wieder geöffneten Steinbruch bei Emmendingen gewonnen, nahe beim ehemaligen Kloster Tennenbach. Von dort kamen schon im Mittelalter die Steine für den Münsterbau.
Die Deutsche Stiftung Denkmalschutz stellte 2020 für die Restaurierung des Marienportals und der Stürtzelkapelle im südlichen Choreingangsbereich des Münsters 101.450 Euro zur Verfügung.
Im Sommer 2019 tastete die Freiburger Firma Dotscene das Münster mit Hilfe einer Drohne und einem mobilen Laserscanner zentimetergenau von außen ab. Der verwendete 3D-Scanner nimmt pro Sekunde 600.000 Punkte auf. Im Dezember 2020 erfolgte ein Scan des Inneren. Die Zusammenführung all dieser Daten ergab ein vollständiges dreidimensionales Modell des Münsters, das der Münsterbauhütte bei der Instandhaltung des Bauwerks hilft.

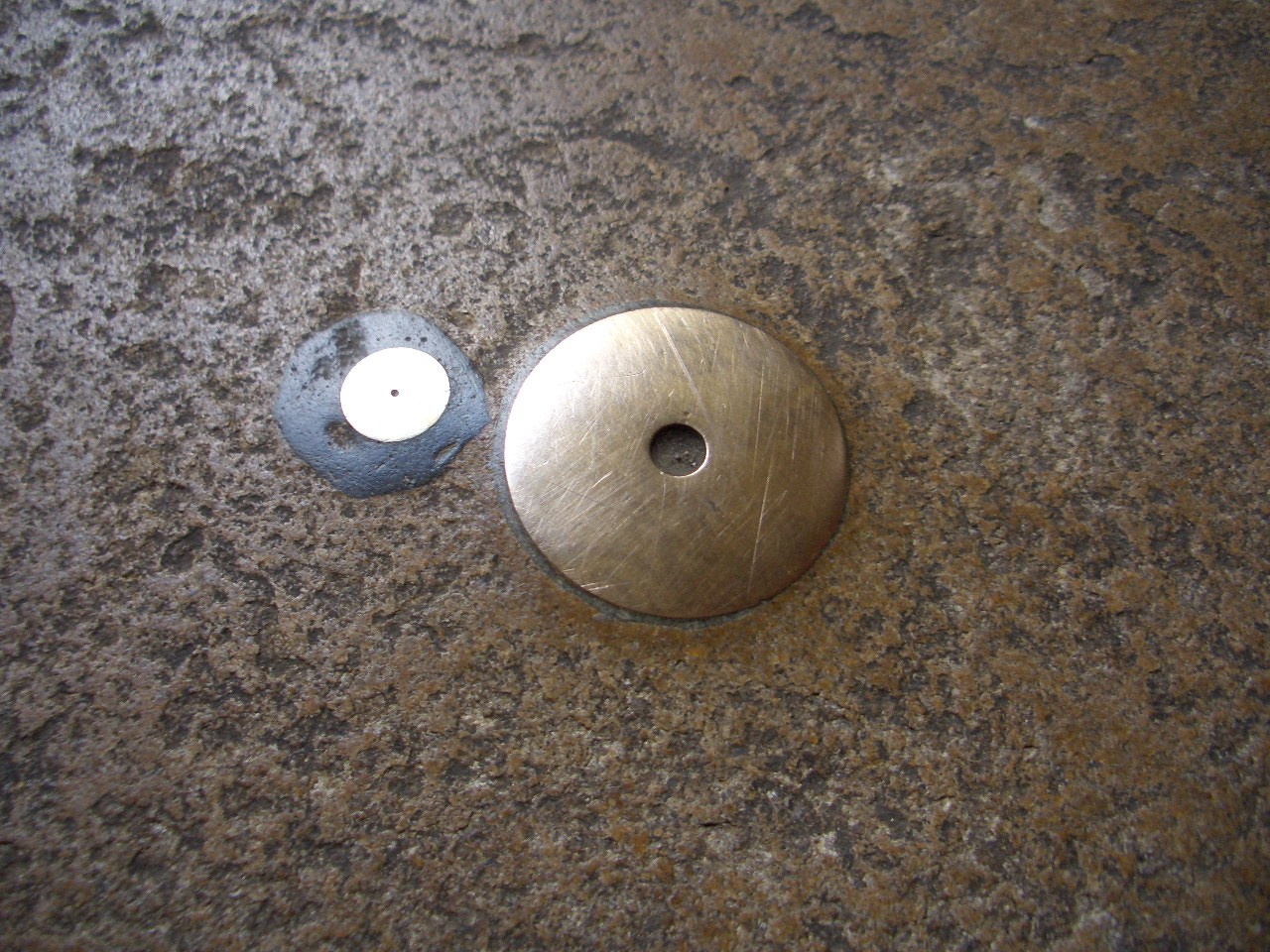
Physik im Freiburger Münster: Messingeinlassungen unterhalb der Turmspitze

## Physik im Freiburger Münster
Unterhalb des Glockenturms sind im Boden zwei Messingpunkte eingelassen. Der größere befindet sich geometrisch gesehen unmittelbar senkrecht unterhalb der Turmspitze des Glockenturms. Der kleinere Punkt ist der, an dem ein Gegenstand auftreffen würde, wenn man ihn direkt von der Spitze des Turmes fallen ließe. Der Unterschied zwischen dem geometrischen Punkt und dem Aufschlagspunkt ist eine Folge der Erdrotation, wobei die Corioliskraft (Ablenkung nach Osten und geringe Ablenkung nach Süden) auf den fallenden Körper einwirkt. Die angegebene Differenz ist mit etwa 3,2 Zentimeter aber zu groß verglichen mit dem Ergebnis einer genauen Rechnung (1,84 Zentimeter).

## Verschiedenes
Seit 2010 gibt es Sonderbriefmarken mit individuellen Motiven, u. a. des Freiburger Münsters, die ausschließlich im Münsterladen in der alten Münsterbauhütte verkauft werden. Sie enthalten einen Spendenanteil zum Erhalt des Münsters.
Die Freiburger Stadtsilhouette oder das Münster waren bereits auf den Briefmarkenserien Fremdenverkehr und Sehenswürdigkeiten abgebildet.
2019 verbreitete die Erzdiözese den Aprilscherz, dass im Münster ein altes Bächle freigelegt wurde.
Auf der Gedenkmünze 900 Jahre Freiburg ist rechts der Westturm des Münster (Blick von Westen) abgebildet.
Anlässlich des 900. Stadtjubiläums wurden Stadt- und Münstergeschichte in einem 15-minütigen Film an zehn Abenden per Projektionsmapping auf die Südseite des Münsters projiziert. Aufgrund der Covid-19-Pandemie musste die Aufführung um ein Jahr auf den Herbst 2021 verschoben werden.